# Historia de Austria

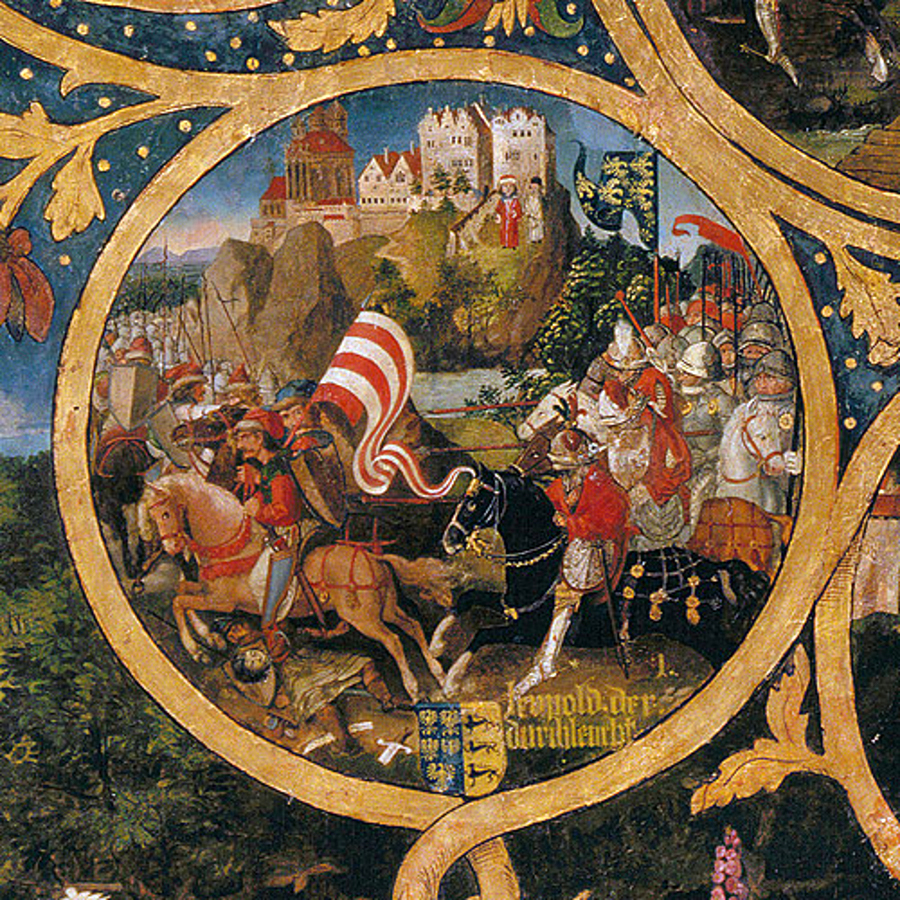
El margrave Leopoldo I (el ilustre), la primera figura conocida, razonablemente histórica, de Austria. El aniversario del milenio de su nombramiento como margrave fue por ello celebrado en 1976 como «Los mil años de Austria». (Detalle del árbol genealógico de los Babenberg, de 1489/1492).

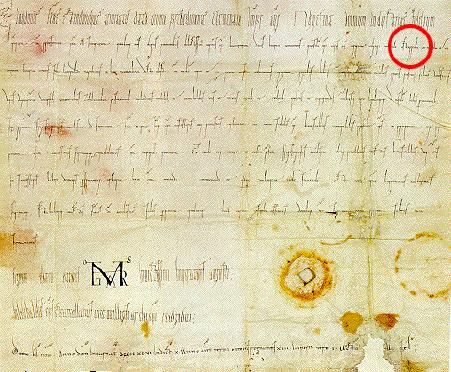
El primer documento en que aparece el término Ostarrîchi —señalada con un círculo rojo—, un documento fechada en 996 de la época de Otón III.

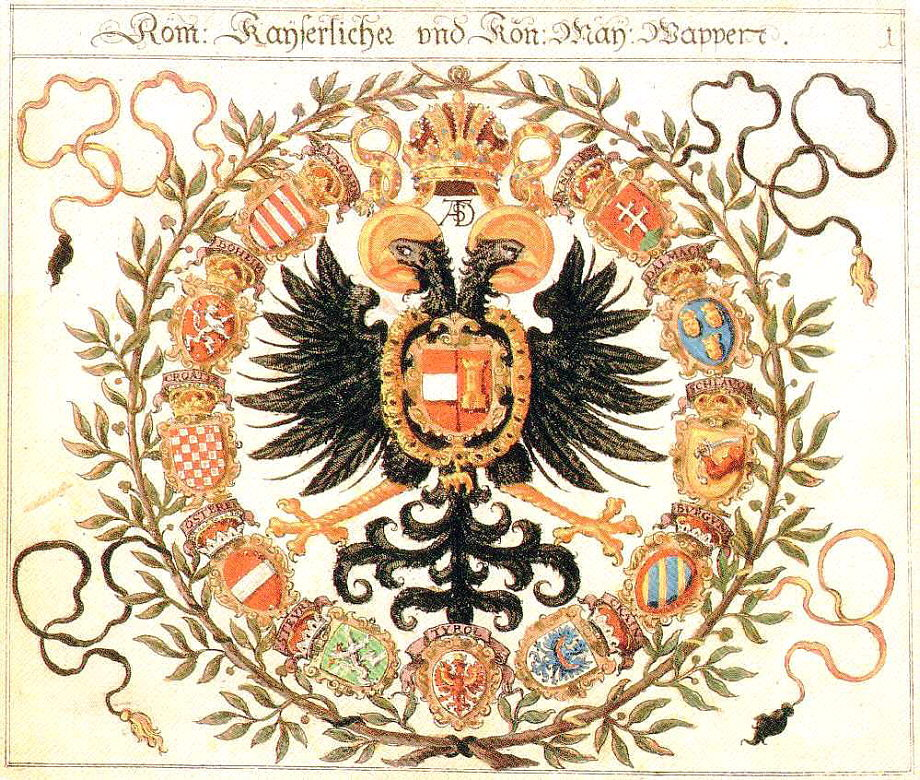
Escudo de armas de un Emperador Habsburgo.

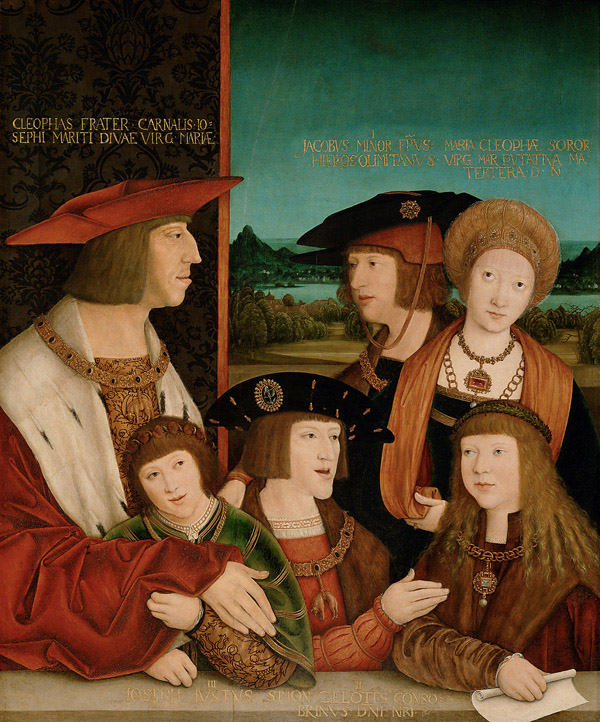
Esta tabla de Bernhard Strigel (c. 1520) da testimonio de la inteligente política matrimonial que dio a los Habsburgo el control de casi la mitad de Europa. Maximiliano I del Sacro Imperio (arriba a la izqda.) adquirió los Países Bajos y el Franco Condado al casarse con María de Borgoña (arriba a la dcha.). Fernando I (abajo a la izqda.), esposo de Ana de Bohemia y Hungría, heredó Bohemia en 1526. Felipe el Hermoso (en el centro, arriba) se casó con Juana de Castilla y Aragón en 1496 y obtuvo España; su hijo Carlos V (centro inferior), heredó España en 1516.

Mapa étnico del Imperio Austrohúngaro en 1910.

La historia de Austria atañe a la historia de la actual Austria y de sus estados predecesores, desde principios de la Edad de Piedra hasta el Estado actual, y como la definición geopolítica del país ha sufrido cambios profundos durante los períodos modernos y contemporáneos, su historia también concierne a varios países vecinos: Alemania, Hungría, Suiza, Italia, República Checa, etc.
Los primeros asentamientos humanos conocidos en la actual Austria se remontan a las primeras comunidades agrícolas de la antigua Edad de Piedra (Paleolítico). El país estuvo ocupado antes de la romanización por diversas tribus, inicialmente por ilirios y ligures, a los que más tarde, a finales de la Edad del Hierro, se sumarían celtas de la cultura de Hallstatt (c. 800 a. C.), una de las primeras culturas celtas, además de la cultura de La Tène en Francia. El primer pueblo organizado como estado nación fue un reino celta conocido por los romanos como Noricum, que data de c. 800 a 400 a. C.. A finales del siglo I a. C., las tierras al sur de Danubio se convirtieron en parte del Imperio romano, primero como reino vasallo independiente, y luego se incorporaron como la provincia de Noricum alrededor del 40 d. C. (partes de Austria también integraban las de Panonia y Retia). El asentamiento romano más importante fue Carnuntum, que todavía se puede visitar hoy como un sitio arqueológico con excavaciones.
Tras la decadencia del Imperio romano (siglo IV), al inicio del periodo de las grandes migraciones hunos, godos, lombardos y vándalos cruzaron la frontera en varias ocasiones y después, los eslavos, más específicamente los actuales eslovenos, emigraron a los Alpes al iniciarse la expansión de los ávaros en el siglo VII, mezclándose con la población celto-románica, y establecieron el reino de Karantania, que comprendía gran parte del territorio austríaco oriental y central. Mientras, la tribu germánica de los bavarii se había hecho fuerte en los siglos V y VI en el oeste del país y en Baviera, en tanto que el actual Vorarlberg había sido fundado por los alamanes. Estos grupos se mezclaron con la población retorrománica. Bajo la presión de los ávaros, Karantania perdió su independencia ante Baviera en 745 y pasó a ser un margraviato. Durante los siglos siguientes, los asentamientos bávaros descendieron por el Danubio y ascendieron por los Alpes, un proceso por el cual Austria pasó a ser el país de habla germana que es hoy en día.
Los bávaros pasaron a estar bajo el control del Imperio franco de los carolingios y, en consecuencia, formaron un Ducado del Sacro Imperio Romano Germánico. El duque Tasilón III de Baviera, que quería mantener la independencia bávara, fue derrotado y el poder pasó directamente a Carlomagno en 788. Alrededor del año 800, Carlomagno, para contener los avances de los eslavos y los ávaros, estableció el puesto avanzado de la marca Ávara (Awarenmark) en lo que hoy es la Baja Austria y alentó la colonización y la conversión al cristianismo.
Parcialmente propiedad de Francia Oriental tras el tratado de Verdún de 843 de división del imperio carolingio, Austria fue en la Edad Media uno de los muchos principados de habla alemana que componían el Sacro Imperio Romano Germánico (Heiliges Römisches Reich, 962-1806). En el siglo X se estableció como una avanzada oriental (al este del río Enns) del ducado de Baviera, en la frontera con Hungría, la marca orientalis (marca del Este) o margraviato de Austria en 976, cuyo gobierno fue entregado a Leopoldo I de la casa de Babenberg que lo ejercerán los siguientes 270 años. Esta 'marca del Este' (zona fronteriza), fue conocida en alemán como Ostarrîchi o 'reino Oriental'. La primera mención de Ostarrîchi ocurre en un documento con ese nombre fechado en 996. En 1156, el emperador Federico I Barbarroja elevó su estatus y creó un ducado independiente de Baviera mediante el Privilegium Minus (correspondiente a la moderna Baja Austria) que siguió bajo el gobierno de los Babenberg, que en 1192, también adquirieron el ducado de Estiria.
Con la muerte de Federico II en 1246, la línea Babenberg se extinguió. Otakar II de Bohemia controló efectivamente la Prusia de Austria, Estiria y Carintia. Su reinado llegó a su fin al ser derrotado en Dürnkrut por Rodolfo I de Habsburgo en 1278. De allí en adelante, hasta la Primera Guerra Mundial, Austria fue en gran parte la historia de su dinastía gobernante, los Habsburgo.
Después de la dinastía Babenberg y de un breve interregno, Austria estuvo bajo el gobierno del rey alemán Rodolfo I de Habsburgo (r. 1276-1282), comenzando una dinastía que duraría siete siglos y que se hará progresivamente distinta de la vecina Baviera, siempre dentro del Sacro Imperio Romano. Los Habsburgo, cuya historia se confunde con la de Austria, serán la fuerza dominante del imperio y situarán en su cabeza a muchos sus soberanos hasta su disolución en 1806 por el «doble emperador» austriaco Francisco II / I. El siglo XV y principios del siglo XVI vio una expansión considerable de los Habsburgo a través de la diplomacia y de los matrimonios, acumulando territorios lejos de sus tierras hereditarias. En 1477, el archiduque Maximiliano, hijo único del emperador Federico III, se casó con la heredera de Borgoña y, por lo tanto, adquirió la mayor parte de los Países Bajos para la familia. Su hijo Felipe el Hermoso, casado con Juana la Loca, heredera de la Corona de Castilla y de Aragón, y amplió las posesiones territoriales de los Habsburgo, sobre todo de los españoles. 
Este expansionismo, junto con las aspiraciones francesas y la resultante rivalidad entre Habsburgo-Francia o Borbón-Habsburgo, fueron factores importantes que dieron forma a la historia europea durante 200 años (1516-1756).
Por el edicto de Worms (Wormser Vertrag) del 28 de abril de 1521, el emperador Carlos V (archiduque de Austria, r. 1519-1521) dividió la dinastía, otorgando las tierras hereditarias de Austria (Österreichische Länder) a su hermano, Fernando I (r. 1521-1564) y se establecieron las primeras estructuras administrativas centrales. En 1526, a raíz de la muerte sin herederos de Luis II, rey de Hungría y Bohemia en la batalla de Mohács (contra Suleiman el Magnífico y los otomanos), Fernando heredó sus territorios, con lo que la parte de Bohemia y de Hungría no ocupada por los otomanos quedó bajo su dominio, aunque pasó a tener un vecino peligroso. Incluso después del fallido primer asedio de Viena por los turcos en 1529, la amenaza otomana persistió durante otro siglo y medio con frecuentes conflictos entre los dos poderes, particularmente evidentes en la llamada Guerra Larga de 1593 a 1606.
El siglo XVI también vio la expansión de la Reforma. Desde alrededor de 1600, la política de recatolicización o renovación católica de los Habsburgo (Rekatholisierung) condujo finalmente a la guerra de los Treinta Años (1618-1648). Originalmente una guerra religiosa, también fue una lucha por el poder en Europa central, particularmente por la oposición francesa al Sacro Imperio Romano de Habsburgo. Finalmente, la presión de la coalición anti-Habsburgo de Francia, Suecia y la mayoría de los estados alemanes protestantes contuvo su autoridad sobre las tierras austriacas y checas en 1648.
En 1683, las fuerzas otomanas fueron derrotadas cerca de Viena por segunda vez y, finalmente, en la Gran Guerra Turca (1683-1699), fueron rechazadas más allá de Belgrado. Cuando la línea principal (española) de los Habsburgo se extinguió en 1700, precipitó la guerra de sucesión española (1701-1714) entre los Habsburgo y el rey Luis XIV de Francia. Posteriormente, los Habsburgo ampliaron enormemente sus territorio a través del Tratado de Utrecht de 1713, que les concedía la herencia hispana —Países Bajos Españoles, Nápoles y Lombardía—, la descomposición del poder otomano (1718) y de Polonia (1772 y 1795). Estas adquisiciones junto con las conquistas en los Balcanes dieron a Austria su mayor extensión territorial hasta la fecha.
El año 1713 también vio la Pragmática Sanción, diseñada para evitar cualquier división adicional del territorio. Pero cuando Carlos VI (archiduque, r. 1711-1740) murió y fue sucedido por su hija, María Teresa (r. 1740-1780), Austria fue percibida como débil, lo que llevó a la guerra de sucesión austriaca (1740-1748) y a la guerra de los Siete Años (1756-1763). Posteriormente, Austria perdió Silesia frente a Prusia. Austria también perdió las conquistas anteriores de los otomanos, excepto el banato de Temeswar y Syrmia en la guerra ruso-turca (1735-1739) a pesar de estar aliada con Rusia.
Estas guerras de Silesia iniciaron una larga tensión entre Austria y Prusia. María Teresa, efectivamente, reinó como emperatriz a través de su esposo, Francisco Esteban de Lorena (fallecido en 1765) y fundaron la nueva casa de Habsburgo-Lorena. Durante su extenso reinado se iniciaron amplias reformas, y cuando Francisco murió en 1765, José II (emperador r. 1765-1790; archiduque, r. 1780-1790) continuó con ellas. Los reinados de María Teresa I y de su hijo José II fueron un periodo de gran desarrollo social y político en la monarquía (abolición de la servidumbre, libertad de culto, abolición de la tortura, reformas administrativa y judicial, centralización administrativa...), dentro del espíritu del Despotismo Ilustrado. Sin embargo, su sucesor, su hermano, Leopoldo II (r. 1790-1792), fue mucho más conservador.
El siguiente emperador, su hijo Francisco II (1792-1835), se encontró en guerra con Francia en la Primera  (1792-1797) y en la Segunda Coalición (1798-1802) el preludio de las guerras napoleónicas (1803-1815), en que Austria perdió más territorio. Después de más pérdidas austriacas en la guerra de la Tercera Coalición (1803-1806), el futuro del Imperio de los Habsburgo parecía cada vez más incierto. Napoleón I se había autodeclarado emperador de Francia en mayo de 1804 y estaba ocupado reorganizando gran parte de las tierras del Sacro Imperio Romano, y parecía asumir también el título de emperador, como un segundo Carlomagno. Francisco II respondió proclamando el Imperio de Austria en agosto, tomando el nuevo título de Emperador. En 1806, habiendo detentado ambos títulos en el ínterin, renunció a la corona imperial del Sacro Imperio Romano de la Nación alemana, que luego dejó de existir.
Las guerras napoleónicas fueron una dura prueba para la supervivencia de la monarquía, pero la victoria reforzó a los Habsburgo. En 1815 —después del Congreso de Viena— Austria, con su canciller Metternich y los otros países germanófonos, formaron nuevamente una Confederación Germánica siendo garantes de la restauración (1815-1848). El surgimiento de los nacionalismos y la oposición austro-prusiana, con las derrotas exteriores entre 1848 y la guerra austro-prusiana de 1866, acabaron con la confederación y resolvieron la cuestión alemana definitivamente. En 1867, Austria, bajo el reinado de Francisco José I, se volvió hacia el sureste de Europa de manera que el imperio austriaco, con el Compromiso austrohúngaro, se transformó y amplió para formar la «monarquía danubiana» (Donaumonarchy), una monarquía dual con Hungría: el Imperio austrohúngaro (1867-1918). Fue un periodo caracterizado por los problemas políticos entre las diversas nacionalidades, pero también por un gran desarrollo económico y social, y un mayor desarrollo aun en el ámbito de la cultura. Los movimientos nacionalistas dentro del imperio se hicieron cada vez más evidentes, y el elemento alemán se debilitó cada vez más. La monarquía dual logró reducir pero no eliminar las tensiones nacionalistas, que se desbordaron con el asesinato en 1914 del heredero austriaco del trono, el archiduque Franz Ferdinand en Sarajevo, y la consiguiente reacción en cadena que resultó en la Primera Guerra Mundial.
La derrota de los Imperios centrales al final de la Guerra en 1918 provocó el colapso del imperio y de la dinastía y vio el territorio de la monarquía danubiana desmembrado en nuevos estados independientes delimitados según los grupos étnicos no alemanes, quedando Austria reducida a su territorio actual, las áreas principales en su mayoría de habla alemana del imperio (sus fronteras actuales), y adoptó el nombre de República de Austria Alemana. Sin embargo, la unión y el nombre fueron prohibidos por los Aliados en el Tratado de Versalles. Esto condujo a la creación de la Primera República de Austria (1918-1933), una república parlamentaria, que tuvo una vida caracterizada por la permanente crisis económica, política y social.
La crisis económica mundial persistente y las tensiones políticas internas llevaron al surgimiento del austrofascismo aunque las autoridades intentaron mantener a Austria independiente del Reich alemán. El canciller Engelbert Dollfuss aceptó que la mayoría de los austríacos eran alemanes y austríacos, pero quería que Austria permaneciera independiente de Alemania. En febrero de 1934 estallaron conflictos civiles y la Constitución de mayo de 1934 dio lugar a un estado corporativo autoritario. Apenas dos meses después, el austrofascismo organizó el golpe de julio, queriendo anexar el país al Tercer Reich alemán, lo que resultó en el asesinato del canciller Dollfuss. Aunque el golpe fracasó, Adolf Hitler, que había nacido en Austria, logró anexionar con el Anschluss el país el 12 de marzo de 1938 como Ostmark, apoyado por una gran mayoría del pueblo austríaco.
Antes del final de la Segunda Guerra Mundial, gran parte de Austria, incluida Viena, fue tomada por el Ejército soviético. Tras la derrota de los nazis, con el país exangüe las fuerzas aliadas y la URSS ocuparon Austria y Viena, la capital histórica, tuvo un destino similar al de Berlín durante diez años con una división cuatripartita. En 1955, el país recuperó su soberanía, como Segunda República de Austria, con la condición de que permaneciera neutral. Tras el colapso del comunismo en la Europa del Este, Austria incrementó su participación en los asuntos europeos.
En 1994, el país aprobó en referéndum su incorporación a la Unión Europea, efectiva desde 1995, y en 1999 adoptó el sistema monetario europeo.

## Historiografía
La historia de Austria plantea una serie de preguntas metodológicas, entre otras si debería limitarse a la actual República de Austria, o a todas las tierras anteriormente gobernadas por los gobernantes austriacos o incluso al periodo 1938-1945 cuando el país como tal dejó de existir. De las tierras que ahora forman parte de la Austria moderna, muchas se agregaron con el tiempo: solo dos de las nueve provincias o Bundesländer (Baja Austria y Alta Austria) son estrictamente 'Austria', mientras que otras partes ahora forman parte de países como Italia o la República Checa. En Austria hay grandes variaciones regionales, y algunas partes de Austria han querido en varias ocasiones formar parte de países adyacentes.

## Prehistoria e historia temprana

### Paleolítico

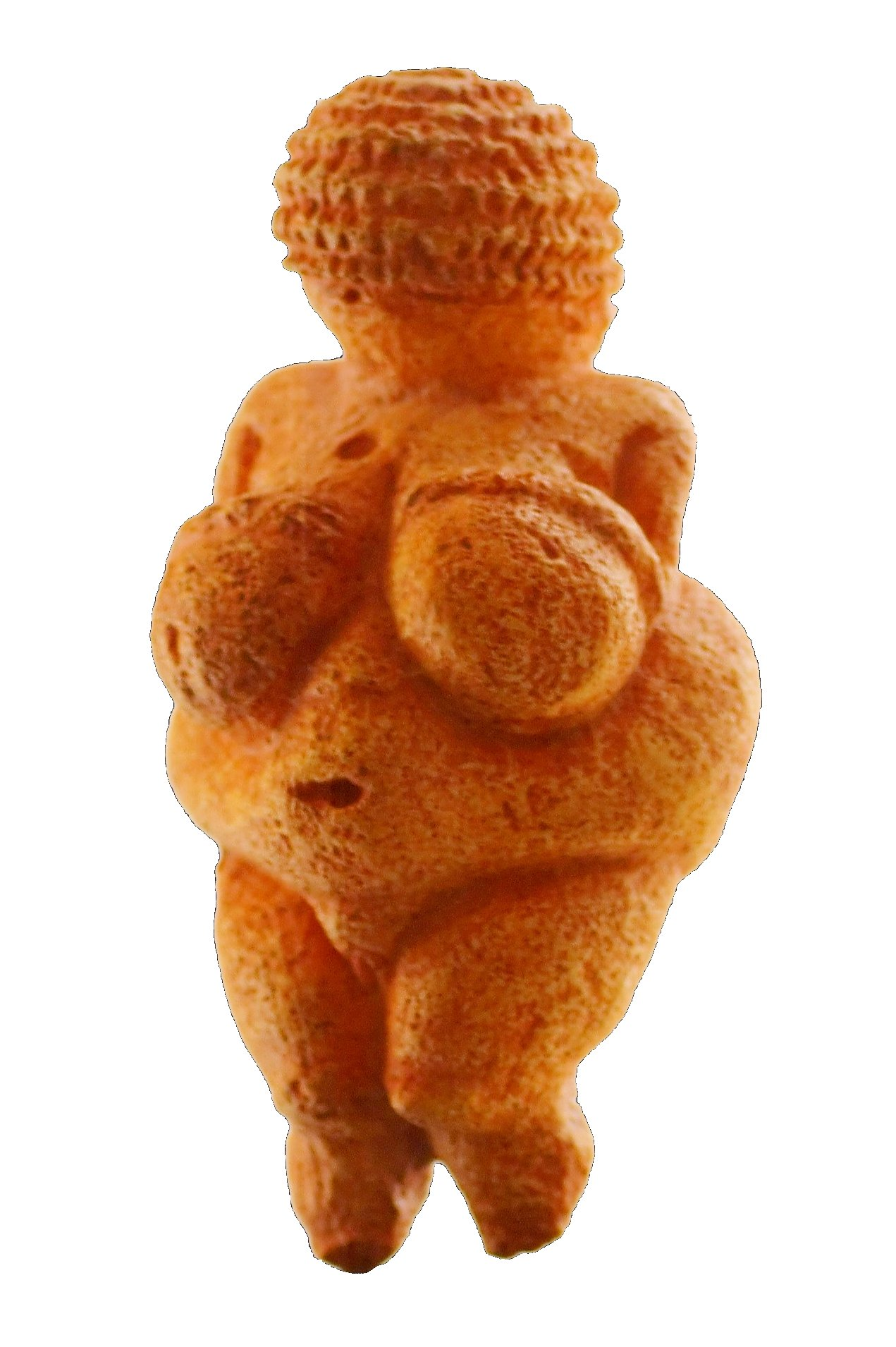
La Venus de Willendorf de aproximadamente 26 mil años de antigüedad.

Los Alpes eran inaccesibles durante la Edad de Hielo, por ello no fue habitada por ningún humano anteriormente al Paleolítico durante la época de los Neandertales. Los restos más antiguos de presencia humana en Austria pertenecen a la época de hace más de 250 mil años, encontrados en la cueva Repolust en Baldt, cerca de Peggau en el distrito de Graz-Umgebung, Estiria. Incluyen herramientas de piedra, de hueso y fragmentos de cerámica, junto con restos de mamíferos. Algunas pruebas hallaron que tenían 70 mil años de antigüedad en la cueva Gudenus, al noroeste de Baja Austria.
Los restos del Paleolítico superior son más numerosos en Baja Austria. Los más reconocidos son los de la cueva de Wachau, incluyendo las dos piezas de arte más antiguas del país. Estas son representaciones figurativas de mujeres, la Venus de Galgenberg se encuentra cerca de Stratzing y se cree que tiene unos 32 mil años de antigüedad, la cercana Venus de Willendorf se estipula en unos 26 mil años. En 2005 fue descubierto un enterramiento doble en Krems-Wachtberg, que data de la cultura Gravetiense de unos 27 mil años atrás, siendo el cementerio más antiguo que se haya encontrado en Austria.

### Mesolítico
Del Mesolítico se pudieron hallar restos de abrigos en el Lago de Constanza y en el valle del Rin, además de un sitio de entierros en Elsbethen y otros con artefactos de la época que demuestran la transición de vivir como cazadores-recolectores, agricultores sedentarios y ganaderos.

### Neolítico

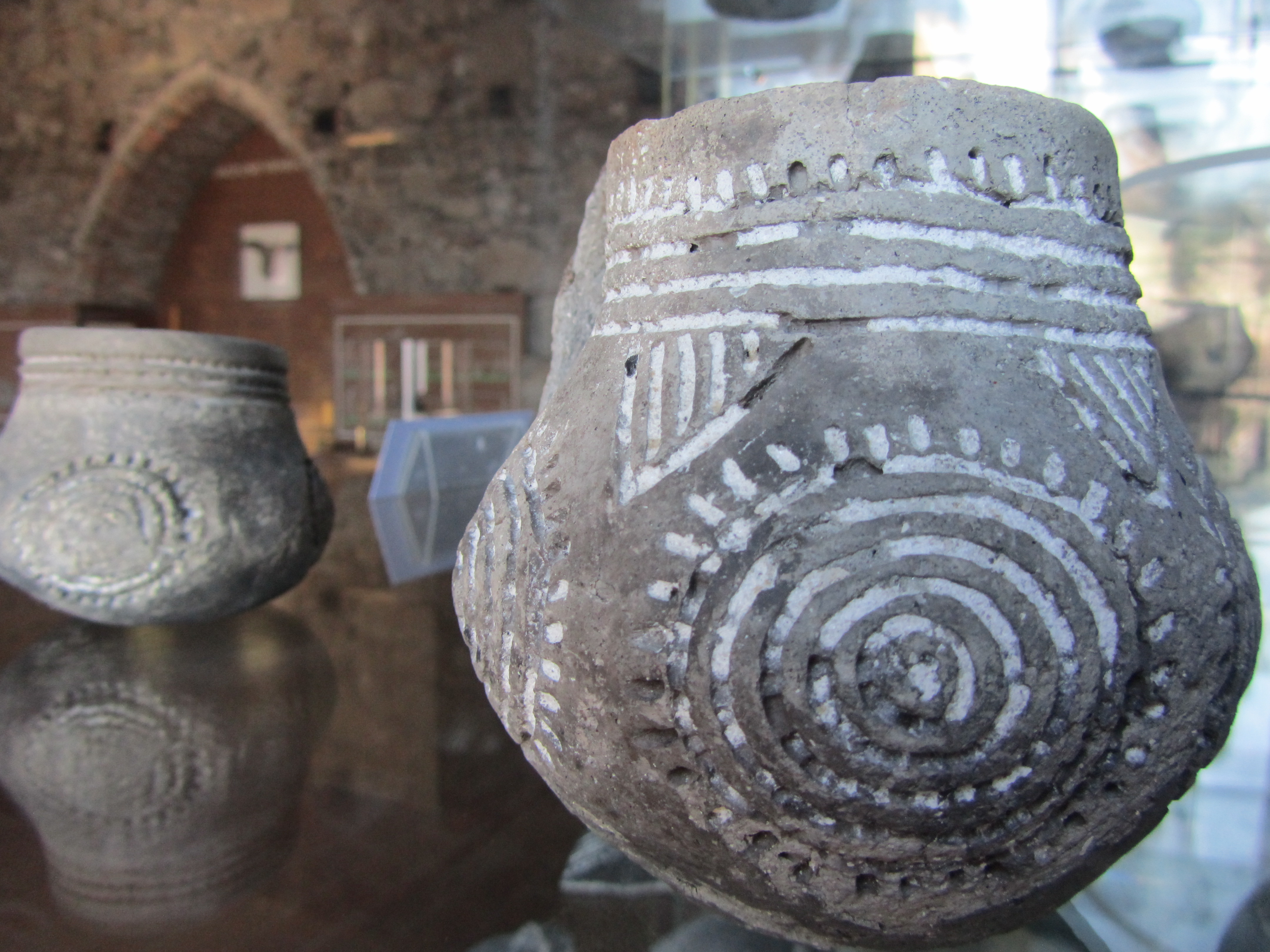
Cerámicas neolíticas de la cultura Mondsee.

Durante el Neolítico, la mayoría de las zonas de Austria eran cultivadas, resolviendo así el problema de las materias primas. Los restos demuestran la cerámica lineal en una de las primeras culturas europeas con agricultura. El primer asentamiento rural registrado se encuentra en Brunn am Gebirge en Mödling. El primer sitio industrial de Austria se encuentra en la mina de cuarzo en Mauer, una ciudad vecina al sur de Viena que data de este período. En la cultura Lengyel, continuaron con la cerámica lineal en Baja Austria, además de construirse zanjas circulares.

### Edad de Cobre
Los rastros de la Edad de Cobre en Austria fueron identficados en la llanura Panónica en Stollhof, Hohe Wand, Baja Austria. Los asentamientos en colinas eran comunes en esa época en la región, ya que los habitantes buscaban y desarrollaban materias primas en las zonas de los Alpes centrales. El hallazgo más importante es el llamado Ötzi, que es una momia congelada y bien conservada de un hombre en los Alpes, que data aproximadamente del año 3300 a. C., pese a que estos hallazgos actualmente se encuentran en Italia, en la frontera con Austria. Otra cultura es la del lago Mondsee, representados por las casas sobre pilotes en los lagos alpinos.

### Edad de Bronce

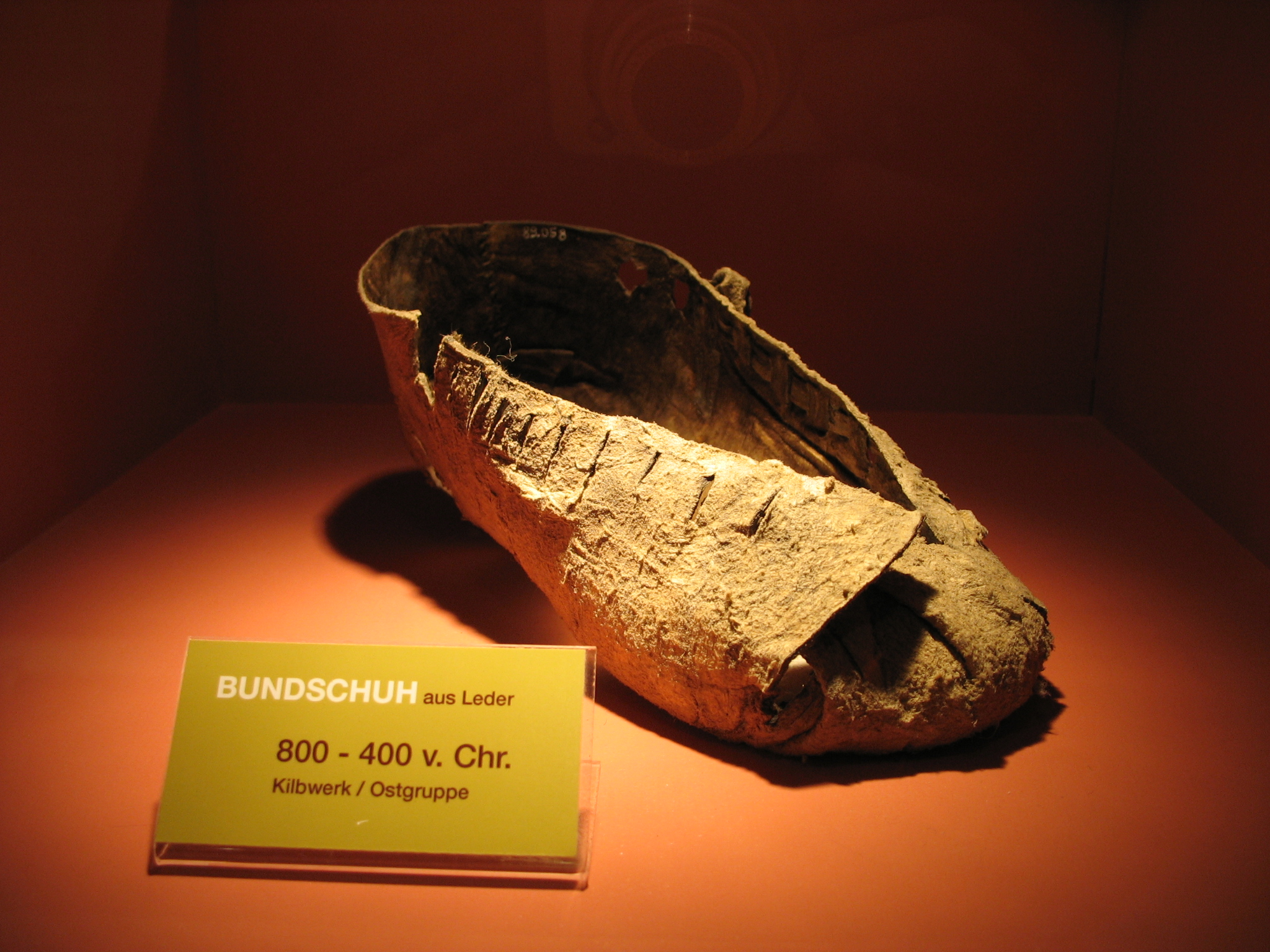
Zapato de la Cultura de Hallstatt, 800-400 a. C.

A comienzos de la Edad de Bronce fueron apareciendo las fortificaciones, protegiendo los centros comerciales mineros y su procesamiento, así como también el comercio de cobre y el estaño. Esta floreciente cultura se refleja en los artefactos como los de Pitten, Nußdorf ob der Traisen, Baja Austria. A fines de la Era de Bronces aparecieron la Cultura de los Campos de Urnas, donde comenzaría la extracción de sal en Hallstatt.

### Edad de Hierro

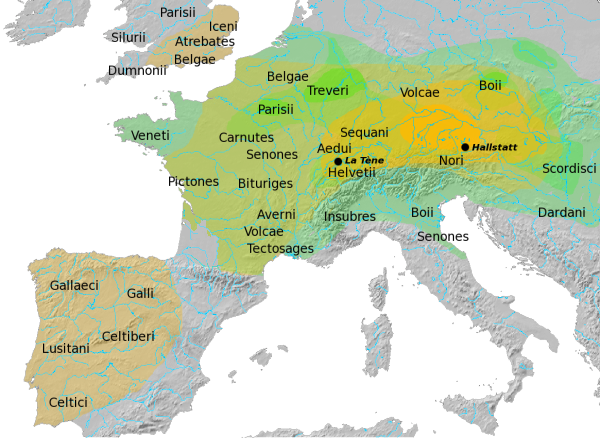
Hallstatt (amarillo fuerte 800 a. C. y amarillo claro 500 a. C.) y La Tène (verde fuerte 450 a. C. y verde claro 50 a. C.).

La Edad de Hierro en Austria se encuentra representada por la Cultura de Hallstatt, que sucedió a la de los Campos de Urnas, bajo influencia de las civilizaciones del mar Mediterráneo y de los pueblos esteparios. Que poco a poco, se transformaría en la celta cultura de La Tène.
La Cultura de Hallstatt se situó en Alta Austria, a menudo siendo descrita en dos zonas, la occidental y la oriental, a través de las cuales fluyen los ríos Enns, Ybbs e Inn. El área del occidente se encontraba en contacto con las colonias griegas del norte de Liguria. En los Alpes, se mantenían contacto con los etruscos y con las regiones con influencia griega de Italia. El área este tenía estrechos vínculos con los pueblos esteparios de la cuenca de los Cárpatos hasta las estepas del sur de Rusia.
La población Hallstatt obtuvo su riqueza de la sal y su industria. Las importaciones de los bienes de lujo iban desde los mares Norte y Báltico a África, donde recientemente se ha descubierto un cementerio Hallstatt. La evidencia más antigua de la industria vitivinícola fue descubierta en Zagersdorf, Burgenland, en un entierro. El llamado Carro de Culto de Streetweg en Estiria, es la evidencia de la vida religiosa de la época.
En cuanto a la cultura de La Tène, apareció conjuntamente con la celta, coincidiendo con el nombramiento de pueblos y regiones. Así, surgiría el establecimiento del Reino de Noricum (en celta, Norig), que era una coalición de tribus celtas, tradicionalmente doce, bajo la dirección del primer Estado de Noric en suelo austríaco. El territorio  limitaba al sur y este de la actual Austria y a parte de Eslovenia. El oeste, en cambio, fue colonizado por los Raeti.
Dürrnberg y Hallein, en Salzburgo, eran asentamientos celtas de sal. En el este de Austria se encontraba una próspera industria del hierro en Oberpullendorf, Burgenland, que era codiciada por los romanos por su calidad de Ferrum Noricum. Los asentamientos de las colinas (Oppida) como en Magdalensberg, Carintia, Schwarzenbach o Braunsberg en Hainburg an der Donau se convierten en centros de la vida pública. Algunas ciudades como Linz se remontan a la época de los celtas.

## Época romana

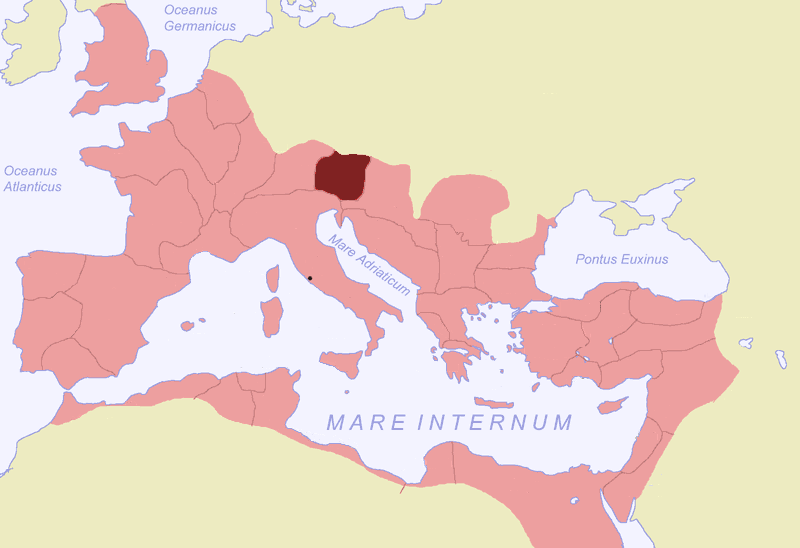
La provincia de Noricum resaltada en el Imperio romano

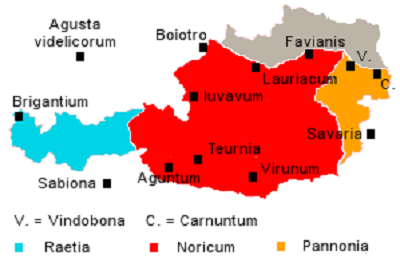
Las provincias romanas en Austria: Recia, Nórico y Panonia

Aunque el reino de Noricum y Roma habían sido socios comerciales activos y habían formado alianzas militares, alrededor del 15 a. C., la mayoría de lo que hoy se conoce como Austria fue anexionada al Imperio romano, comenzando unos 500 años de la llamada "Austria romana" (como empezó a ser conocida en el siglo XIX). Noricum se convirtió en una provincia del Imperio romano.
Durante el reinado del emperador Claudio (41-54 d. C.), la provincia romana de Noricum tenía como límites, al norte, el Danubio, al noreste, los bosques de Viena, al este, aproximadamente el límite oriental actual de Estiria, y en el sureste y el sur, limitaba con los ríos Eisack y Drava. Más tarde, bajo Diocleciano (284-305), la provincia fue dividida siguiendo la cresta alpina principal en una Noricum norteña (Noricum ripense) y una sureña (Noricum mediterraneum). Al otro lado del río Ziller, en el oeste, correspondiendo a las actuales estados de Vorarlberg y Tirol, se encontraba la provincia de Recia que incorporaba el territorio anterior de Vindelicia. En el este se enconntraba Panonia, hoy Burgenland. Al sur estaba la Región 10, Venetia et Histria. El río Danubio formaba el limes danubiano (limes Danubii fluminis), una línea defensiva que separaba la Alta y la Baja Austria de las tribus germánicas de Marcomanni y Quadi.
Los romanos fundaron muchas ciudades que todavía sobreviven hoy, como Vindobona (Viena), Juvavum (Salzburgo), Valdidena (Innsbruck) y Brigantium (Bregenz). Otras ciudades importantes fueron Virunum (al norte de la actual Klagenfurt), Teurnia (cerca de Spittal) y Lauriacum (Enns). Los sitios arqueológicos significativos de la época romana incluyen Kleinklein (Estiria) y Zollfeld (Magdalensberg).
El cristianismo apareció en Austria en el siglo II d. C., lo que provocó una organización de la Iglesia que se remonta al siglo IV d. C. Después de la llegada de los Bavarii, Austria se convirtió en objeto de esfuerzos misioneros, como Rupert y Virgil de la Misión irlandesa.

## Periodos de las migraciones

Rutas de las invasiones bárbaras, 100-500.

### Primera fase: godos, 300-500
La Gran Migración (Völkerwanderung) selló el declive del poder romano en Austria. En la primera fase (300-500), el Imperio romano fue cada vez más hostigado por las tribus germánicas desde el siglo V, incluidos godos y vándalos. A medida que la estructura del Imperio romano se derrumbaba, la habilidad de las provincias de Recia, Noricum y Panonia para defenderse se volvió cada vez más problemática. Radagaiso invadió parte del país en 405. (Géza Alföldy pp. 213-114). Después de varias incursiones sobre Italia, los visigodos llegaron en 408, al mando de Alarico I.
Como fue descrito por Zósimo, Alarico salió de Emona (moderna Ljubljana) que se encontraba entre Panonia Superior y Noricum, atravesó los Alpes Cárnicos y llegó a Virunum en Noricum, como había acordado con el general romano Estilicón, después de varias escaramuzas entre los dos. Alarico fue tentado con una gran cantidad de dinero para mantener la paz, por el Senado romano, por instigación de Stilicho. Desde allí dirigió sus operaciones contra Italia, exigiendo Noricum entre otros territorios, saqueando finalmente Roma en 410 pero muriendo en la ruta a casa ese mismo año.
Los visigodos finalmente avanzaron, permitiendo un breve período de estabilidad aparte de las perturbaciones domésticas en 431.(Alföldy p. 214) En el año 451 los hunos se desparramaron a través de esas tierras, y en 453, Panonia tuvo que ser evacuada por los ataques de los hunos. La muerte de Atila en 453 permitió a los ostrogodos dispersar su imperio huno. Muchas tribus, anteriormente sometidas a los hunos, comenzaron a establecerse a lo largo de la cuenca del Danubio y a afirmar su independencia. Entre ellos estaban los Rugii, que formaron sus propias tierras (Rugiland) a lo largo del Danubio y comenzaron a imponer su voluntad sobre Noricum.
A partir del año 472, los ostrogodos y alamanes invadieron la zona pero no la sometieron. Incluso después de que Odoacro derrocara al último emperador romano occidental en 476, quedaron restos de la administración romana en las provincias antes del colapso final de la Antigüedad tardía en esa área (véase Severino de Nórico y Flacciteo). Noricum fue finalmente abandonada en 488, mientras Recia fue abandonada por los romanos ante los alamanes.
Las ciudades y los edificios abandonados y devastados cayeron lentamente en el desorden durante los siglos IV y V. En 493, el área era parte de las tierras del rey ostrogodo Teodorico el Grande y no quedaban ya influencias romanas. El colapso del imperio ostrogótico comenzó con su muerte en 526.

### Segunda fase: eslavos y bavarii, 500-700
Durante la segunda fase del período de los migraciones (500-700), los longobardos (lombardos) aparecieron brevemente en las regiones del norte y este alrededor del año 500, pero los ávaros panonianos los dirigieron hacia el sur hasta el norte de Italia. Los avaros y sus vasallos eslavos se habían establecido desde el mar Báltico hasta los Balcanes. Después de que los ávaros sufrieran reveses en el este en 626, los eslavos se rebelaron, estableciendo sus propios territorios. Los eslavos alpinos (Carantanii) eligieron a un bávaro, Odilo, como su conde y resistieron con éxito la subyugación de los avaros.
La tribu eslava oriental de los carantanianos emigró hacia el oeste a lo largo del Drava entrando en los Alpes orientales a raíz de la expansión de sus señores avaros durante el siglo VII, se mezcló con la población celto-románica, y estableció el reino de Carantania (más tarde Carintia), que cubrió gran parte del territorio oriental y central de Austria y fue el primer estado eslavo independiente en Europa, con centro en Zollfeld. Junto con la población indígena, pudieron resistir una invasión mayor de los vecinos francos y ávaros en los Alpes del sudeste.
Mientras tanto, la tribu germánica de los bavarii (bávaros), vasallos de los francos, se había desarrollado en los siglos V y VI en el oeste del país y en lo que hoy se conoce como Baviera, mientras que lo que hoy es Vorarlberg había sido colonizado por los alamanes. En los Alpes septentrionales, los bávaros se habían establecido como un ducado raíz alrededor del año 550, bajo el gobierno de los Agilolfingos hasta 788 como un puesto oriental avanzado del imperio franco. En ese momento, las tierras ocupadas por los bávaros se extendían al sur hasta el actual Tirol del Sur, y hacia el este hasta el río Enns. El centro administrativo estaba en Ratisbona. Esos grupos se mezclaron con la población Rhaeto-Románica y lo empujaron hacia las montañas a lo largo del Val Pusteria.
En el sur de la actual Austria, las tribus eslavas se habían asentado en los valles de los ríos Drava, Mura y Sava ya en el año 600. La migración eslava hacia el oeste detuvo más la migración bávara hacia el este hacia 610. Su máxima expansión hacia el oeste se alcanzó en 650 en el Val Pusteria (Pustertal), pero retrocedió gradualmente hasta el río Enns en 780. El límite entre los asentamientos eslavos y bávaros correspondía aproximadamente con una línea que iba desde Freistadt, pasando por Linz y Salzburgo (Lungau), hasta el Tirol del Este (Lesachtal), ocupando los ávaros y eslavos el este de Austria y la moderna Bohemia.
Carantania, bajo la presión de los avaros, perdió su independencia de Baviera en 745 y fue dividida entre la propia Baviera (parte occidental) y el kaganato ávaro (parte oriental). La parte bávara se convirtió en un margraviato. Durante los siglos siguientes, los colonos bávaros descendieron por el Danubio y subieron por los Alpes, un proceso por el cual Austria se convertiría en el país de habla mayoritariamente alemana que es hoy en día

## Edad Media

### Temprana Edad Media: ducado de Baviera (siglos VIII-X)

Marca ávara en Baviera oriental entre los ríos Danubio y Drava
Austrasia franca en 774
Territorios lombardos y bávaros incorporados por Carlomagno en 788
Dependencias

El Sacro Imperio Romano Germánico a finales del siglo, con las marcas bávaras, incluida Carintia.

La relación bávara con los francos varió, logrando la independencia temporal en 717, solo para ser subyugados por Carlos Martel. Finalmente Carlomagno (emperador 800-814) depuso al último duque de los Agilolfingos, Tasilón III, asumiendo el control carolingio directo en 788, imponiendo reyes bávaros no hereditarios. Carlomagno dirigió posteriormente a los francos y bávaros contra los avaros orientales en 791, de modo que en 803 habían retrocedido al este de los ríos Fischa y Leitha. Esas conquistas permitieron establecer un sistema de marcas defensivas (zonas fronterizas militares) desde el Danubio al Adriático. Hacia el año 800, Österreich, el «Reino de Oriente» había sido incorporado al Sacro Imperio Romano.
Entre ellos se encontraba una marcha oriental, la marca Ávara (Awarenmark), que correspondía aproximadamente con la actual Baja Austria, rodeada por los ríos Enns,  Raab y Drava, mientras que al sur estaba la marca de Carintia. Ambas marchas se denominaron colectivamente Marca orientalis (marca oriental), una prefectura del ducado de Baviera. En 805, los ávaros, con el permiso de Carlomagno, liderados por Avar Khagan, se establecieron al sureste de Viena.
Una nueva amenaza apareció en 862, los húngaros, que seguían el patrón de desplazamiento de los territorios más orientales por fuerzas superiores. En 896, los húngaros estaban presentes en gran número en la llanura húngara, desde donde asaltaban los dominios francos. Derrotaron a los moravos y en el 907 derrotaron a los bávaros en la batalla de Bratislava y en el 909 habían invadido las marcas forzando a los francos y bávaros a regresar al río Enns.
Baviera se convirtió en un margraviato bajo Engeldeo (890-895) y fue restablecido como un ducado bajo Arnulfo el Malo (907-937) que lo unió con el ducado de Carintia, ocupando la mayor parte de los Alpes orientales. Esto demostró ser de corta duración. Su hijo Everardo (937-938) se encontró en conflicto con el rey germano, Otón I (Otón el Grande) que lo depuso. El siguiente duque fue Enrique I (947-955), que era hermano de Otón. En 955, Otón logró forzar a los húngaros a retirarse tras la batalla de Lechfeld, iniciando una lenta reconquista de las tierras orientales, incluidas Istria y Carniola.
Durante el reinado del hijo de Enrique, Enrique II, el Peleador (955-976) Otón se convirtió en el primer emperador del Sacro Imperio Romano (962) y Baviera se convirtió en un ducado del Sacro Imperio Romano. Otón I restableció la marca oriental, y fue sucedido por Otón II en 967, y se encontró en conflicto con Enrique, al que depuso, lo que le permitió reorganizar los ducados de su imperio.
Otón redujo considerablemente Baviera, restableciendo Carintia al sur. Hacia el este, estableció una nueva marca oriental bávara, posteriormente conocida como Austria, bajo Leopoldo (Luitpold), conde de Babenberg en 976. Leopoldo I, también conocido como Leopoldo el Ilustrado (Luitpold der Erlauchte) gobernó Austria desde 976-994.

### Austria de los Babenberg (976-1246)

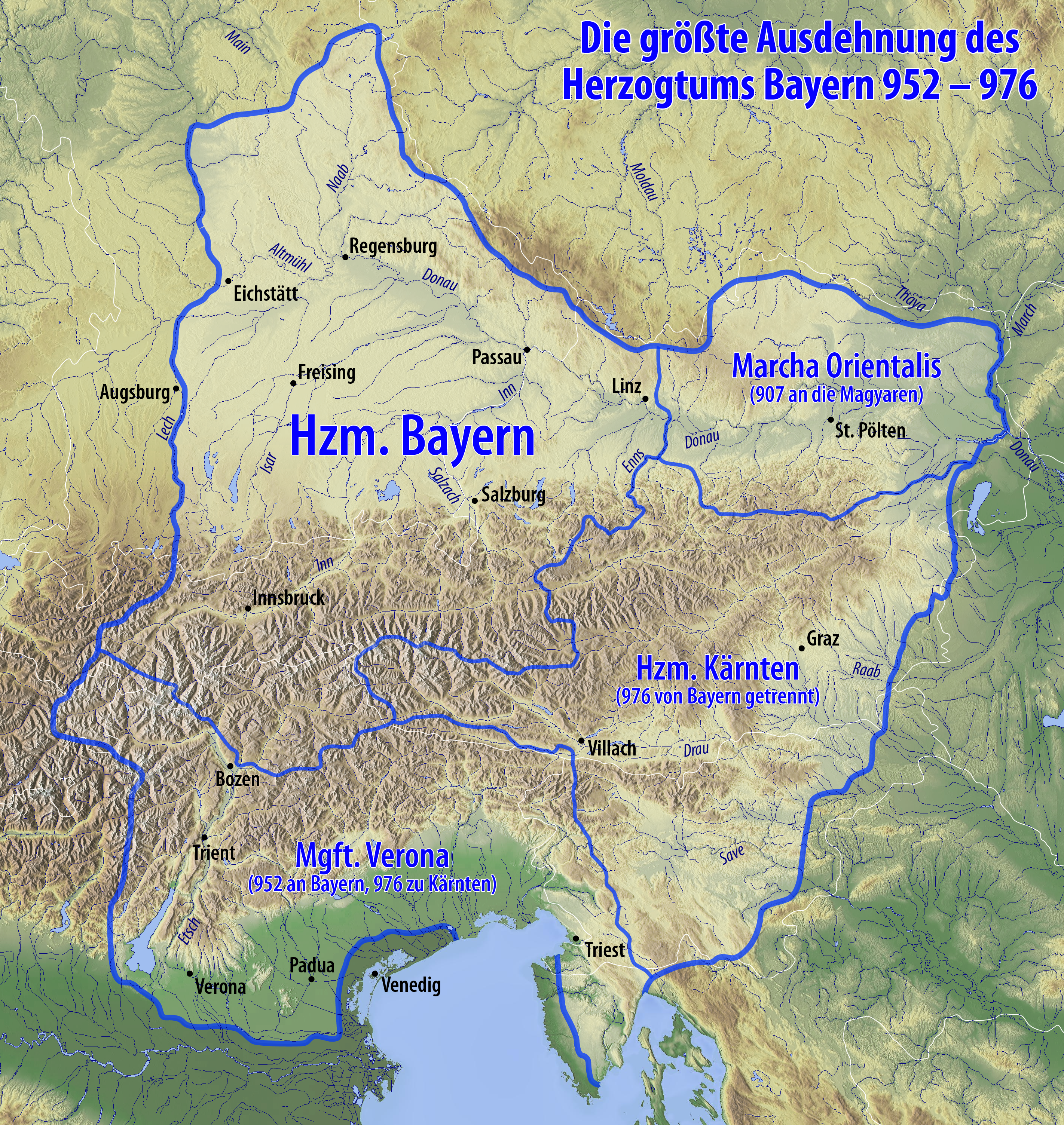
Ducado de Baviera en 976

#### Margraviato (976-1156)

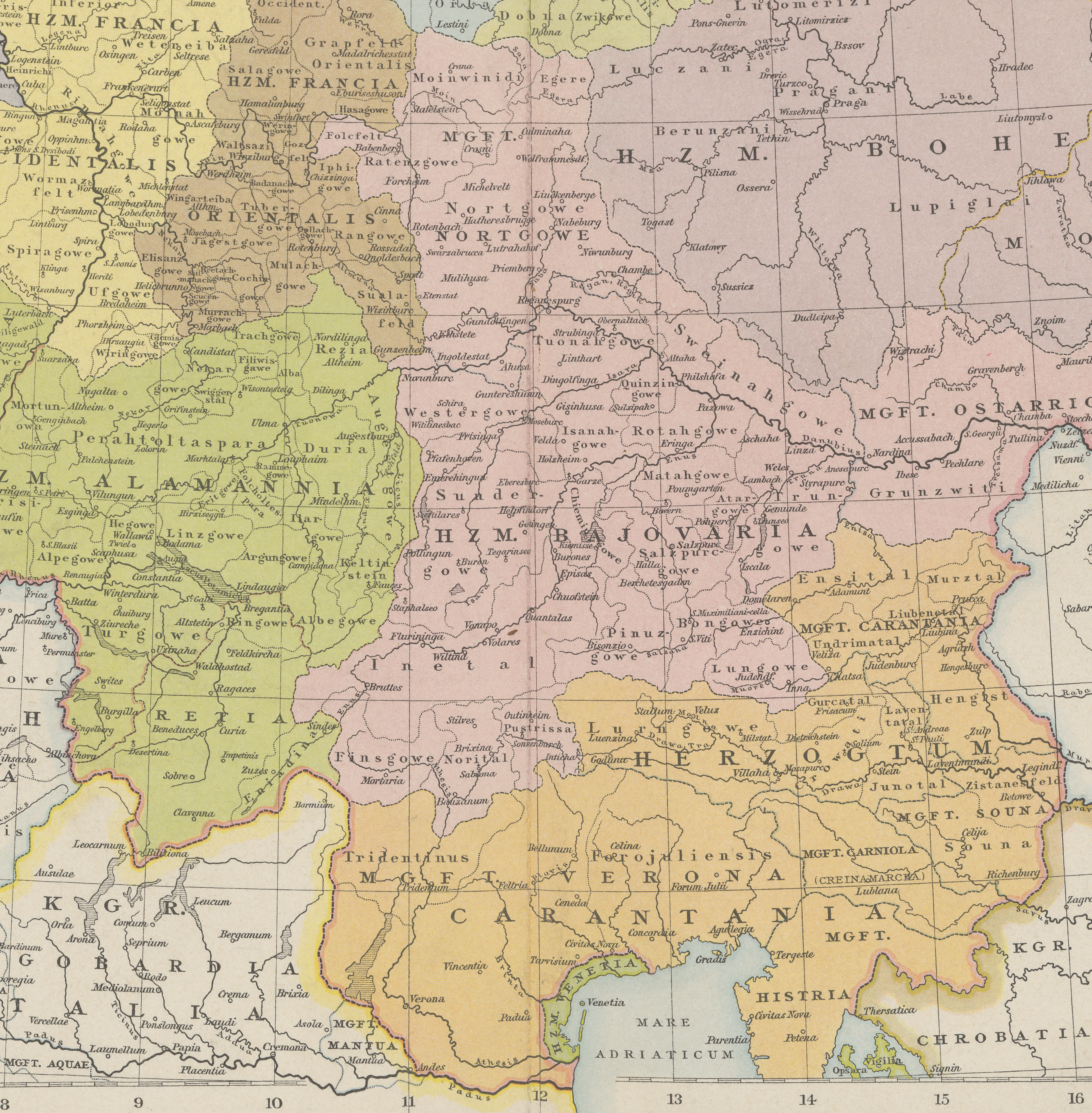
El Ducado de Baviera (Bajovaria), margraviato de Ostarrichi y el ducado de Carantania ca. 1000.

Las marcas fueron supervisadas por un comes o dux según eran designados por el emperador. Esos títulos generalmente se traducen como conde o duque, pero esos términos transmitían significados muy diferentes en la Alta Edad Media, por lo que son preferidas las versiones latinas. En los países de habla lombarda, el título fue finalmente regularizado como margrave (en alemán: markgraf), es decir, «conde de la marca».
La primera instancia registrada del nombre 'Austria' apareció en 996, en un documento del rey Otón III escrito como Ostarrîchi, refiriéndose al territorio de la marca de Babenberg. Además, durante mucho tiempo fue usada la forma Osterlant (Ostland o 'Eastland'), siendo sus habitantes conoce como Ostermann o Osterfrau. El nombre latinizado que Austria aplicó a esta área aparece en las escrituras del siglo XII en el tiempo de Leopoldo III (1095-1136). (comparese con Austrasia como el nombre de la parte noreste del Imperio franco). El término Ostmark no es históricamente cierto y parece ser una traducción de marcha orientalis que surgió mucho más tarde.
Los Babenberg siguieron una política de colonización del país, aclarando bosques y fundando ciudades y monasterios. Dominaron inicialmente la marcha desde Pöchlarn, y más tarde desde Melk, expandiendo continuamente el territorio hacia el este a lo largo del valle del Danubio, de modo que hacia 1002 llegaron a Viena. La expansión hacia el este fue finalmente detenida por los húngaros recién cristianizados en 1030, cuando el rey Esteban (1001-1038) de Hungría derrotó al emperador, Conrado II (1024-1039) en Viena.
Finalmente, se había establecido un territorio 'núcleo'. Esas tierras albergaba el remanente de muchas civilizaciones anteriores, pero los bávaros predominaban, excepto en el área del lago de Constanza al oeste, ocupada por alamanes (Vorarlberg). Persistieron bolsas de la población celto-románica (Walchen o Welsche), como en los alrededores de Salzburgo, y los nombres de lugares romanos persistieron, como Juvavum (Salzburgo). Además esa población se distinguía por el cristianismo y por su idioma, un dialecto latino (romance). Salzburgo ya era un obispado (739), y en 798 un arzobispado.
Aunque los bávaros germánicos constantemente reemplazaron a romansch como lengua principal, adoptaron muchas costumbres romanas y se cristianizaron cada vez más. Del mismo modo en el este, el alemán reemplazó al idioma eslavo. Los vecinos de la marca de Austria fueron el ducado de Baviera, al oeste, los reinos de Bohemia y Polonia, al norte, el reino de Hungría, al este, y el ducado de Carintia, al sur. En este contexto, Austria, aún sometida a Baviera, era un jugador relativamente pequeño.
Los margraves de Babenberg controlaban muy poco de la Austria moderna. Salzburgo, históricamente parte de Baviera se convirtió en un territorio eclesiástico, mientras que Estiria era parte del ducado de Carintia. Los Babenbergs tenían propiedades relativamente pequeñas, ya no solo por Salzburgo y también por las tierras de la diócesis de Passau, que estaban en manos de la iglesia, sino porque la nobleza controlaba gran parte del resto. Sin embargo, se embarcaron en un programa de consolidación de su base de poder. Uno de estos métodos fue contratar a sirvientes tales como la familia Kuenringern como Ministeriales y asignarles considerables deberes militares y administrativos. Sobrevivieron como dinastía gracias a la buena fortuna y la habilidad en la política de poder, en esa era dominada por la lucha continua entre el emperador y el papado.
El camino no siempre fue fácil. El quinto margrave, Leopoldo II "La Feria" (Luitpold der Schöne) (1075-1095) fue depuesto temporalmente por el emperador Enrique IV (1084-1105) después de encontrarse en el lado equivocado en la Querella de las investiduras. Sin embargo, el hijo de Leopoldo, Leopoldo III "El bueno" (Luitpold der Heilige) (1095-1136) respaldó al hijo rebelde de Enrique, Enrique V (1111-1125), contribuyó a su victoria y fue recompensado con la mano de la hermana de Enrique, Inés de Waiblingen en 1106, aliándose así con la familia imperial. Leopoldo luego se concentró en pacificar a la nobleza. Sus fundaciones monásticas, particularmente Klosterneuburg y Heiligenkreuz, llevaron a su canonización póstuma en 1458, y se convirtió en el santo patrón de Austria.

#### Unión con Baviera (1139)
Leopoldo III fue sucedido por su hijo, Leopoldo IV El generoso (Luitpold der Freigiebige) (r. 1137-1141). Leopoldo mejoró aún más el estatus de Austria al convertirse también en duque de Baviera en 1139, como Leopoldo I. La propia Baviera había estado en manos de la casa de Welf (güelfos), quienes se enfrentaron contra los Hohenstaufen. Estos últimos llegaron al trono imperial en 1138 en la persona de Conrado III (1138-1152); el duque de Baviera, Enrique el Orgulloso, era él mismo un candidato para la corona imperial y disputaba la elección de Conrado, y posteriormente se le privó del ducado, que le fue otorgado a Leopoldo IV. Cuando Leopoldo murió, sus tierras fueron heredadas por su hermano Enrique II (Heinrich Jasomirgott) (1141-1177).
Mientras tanto, Conrado había sido sucedido como emperador por su sobrino Federico I Barbarroja (1155-1190), que descendía tanto de los Welfs como de los Hohenstauffens y buscaba poner fin a los conflictos dentro de Alemania. Con ese objetivo, devolvió Baviera a los Welfs en 1156, pero como compensación elevó a Austria a ducado a través de un instrumento conocido como Privilegium Minus. Enrique II se convirtió así en duque de Austria a cambio de perder el título de duque de Baviera.

#### Ducado de Austria (1156-1246)
Austria paso entonces a ser un dominio independiente dentro del Sacro Imperio Romano Germánico, y Enrique trasladó su residencia oficial a Viena ese año.

##### Leopoldo elVirtuosoy unión con Estiria (1177-1194)
En 1186, el Pacto Georgenberg legó al vecino del sur de Austria, el ducado de Estiria a Austria tras la muerte del duque de Estiria, Otakar IV, sin hijos, ocurrido en 1192. Estiria había sido tallada en las marchas del norte de Carintia, y solo se elevó al estatus de ducado en 1180. Sin embargo, el territorio del ducado de Estiria se extendió mucho más allá del estado actual de Estiria, incluyendo partes de la actual Eslovenia (Baja Estiria), y también partes de la Alta Austria (el Traungau, el área alrededor de Wels y Steyr) y Baja Austria (el condado de Pitten, hoy distritos de Wiener Neustadt y Neunkirchen).
El segundo duque de Austria, el hijo de Enrique II, Leopoldo V el Virtuoso (Luitpold der Tugendhafte) (1177-1194) se convirtió en duque de esos territorios combinados. Leopoldo es principalmente conocido por su encarcelamiento del rey inglés, Ricardo I después de la Tercera Cruzada (1189-1192), en 1192 en Dürnstein. El dinero del rescate que recibió ayudó a financiar muchos de sus proyectos.
En ese momento, los duques de Babenberg llegaron a ser una de las familias gobernantes más influyentes de la región, alcanzando su máximo en el reinado del nieto de Enrique Leopoldo VI el Glorioso (Luitpold der Glorreiche) (1198-1230), el cuarto duque, bajo quien floreció la cultura de medieval, incluida la introducción del arte gótico.

##### Federico II elBelicoso: división de la tierra y el final de una dinastía (1230-1246)
A la muerte de Leopoldo, fue sucedido por su hijo Federico II el Belicoso (Friedrich der Streitbare) (1230-1246). En 1238 dividió la tierra en dos áreas divididas por el río Enns. La parte sobre el Enns se convirtió en Ob(erhalb) der Enns (Sobre el Enns) o 'Alta Austria' (Oberösterreich), aunque otros nombres como supra anasum (de un antiguo nombre latino para el río) y Austria superior también fueron usados. Las tierras bajo el Enns o unter der Enns se hicieron conocidas como Baja Austria (Niederösterreich). El Traungau y Steyr formaron parte de la Alta Austria en lugar de Estiria. Otro de los logros de Federico fue una Patente de Protección para los judíos en 1244.
Sin embargo, Federico fue muerto en 1246 en la batalla del río Leita contra los húngaros, y no tuvo hijos sobrevivientes. Así, la dinastía Babenburg se extinguió en 1246.

### Interregnum (1246-1278)

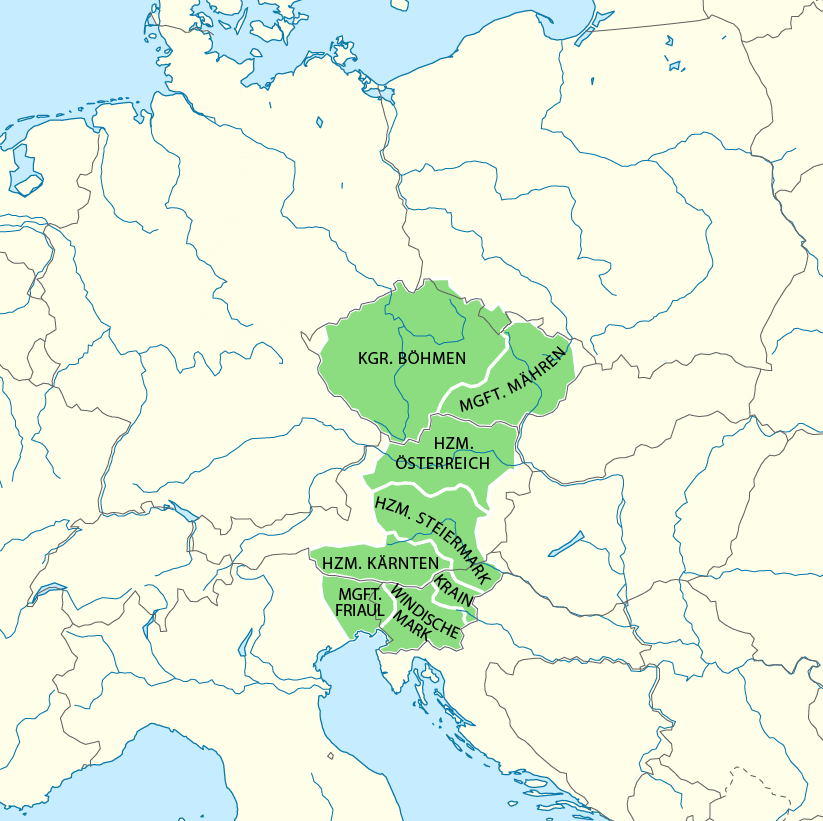
Los dominios de Otakar II.
(Gft. = Grafschaft (condado), Lgft. = Landgrafschaft (Landgraviato), Mgft. = Markgrafschaft (margraviato), Hzm. = Herzogtum (ducado) y KGR. = Königreich (reino))

Lo que siguió fue un interregnum, un período de varias décadas durante el cual el estatus del país fue disputado, y durante el cual el ducado de Federico II fue víctima de un prolongado juego de poder entre las fuerzas rivales. Durante ese tiempo hubo muchos demandantes del título, entre ellos Vladislao, margrave de Moravia, hijo del rey Wenceslao I de Bohemia. El rey Wenceslao se propuso adquirir el ducado de Austria organizando el matrimonio de Vladislao con la sobrina del último duque Gertrud, ella misma una posible heredera y aspirante.
Según el Privilegium Minus emitido por el emperador Federico Barbarroja en 1156, las tierras austríacas podían ser legadas a través de la línea femenina. Vladislao recibió el homenaje de la nobleza austriaca, pero murió poco después, el 3 de enero de 1247, antes de poder tomar posesión del ducado. Luego llegó Herman de Baden en 1248. También hizo una reclamación buscando la mano de Gertrud, pero no contó con el apoyo de la nobleza. Herman murió en 1250, y su reividicación fue asumida por su hijo Federico, pero su reclamación fue frustrada por la invasión bohemia de Austria.
En un intento de terminar con la agitación, un grupo de nobles austríacos invitó al rey de Bohemia, Otakar II Přemysl, hermano de Vladislao, a convertirse en gobernante de Austria en 1251. Su padre había intentado invadir Austria en 1250. Otakar procedió a aliarse con los Babenbergs al casarse con Margarita, hija de Leopoldo VI y por lo tanto una posible demandante del trono, en 1252. Sometió a los nobles pendencieros y se hizo gobernante de la mayoría de la zona, incluida Austria, Estiria y Corintia.
Otakar fue un legislador y constructor. Entre sus logros se encuentra la fundación del palacio de Hofburg en Viena. Otakar estaba en posición de establecer un nuevo imperio, dada la debilidad del Sacro Imperio Romano Germánico tras la muerte de Federico II (1220-1250), particularmente después de que la dinastía Hohenstaufen terminara en 1254 con la muerte de Conrado IV y el subsiguiente Imperial interregnum (1254-1273). Así Otakar se presentó como candidato para el trono imperial, pero no tuvo éxito.

#### Persecución religiosa
Durante el interregno, Austria fue escenario de una intensa persecución de los herejes por parte de la Inquisición. Las primeras instancias aparecen en 1260 en más de cuarenta parroquias en la región del Danubio meridional, entre Salzkammergut y los bosques de Viena, y estaban dirigidas principalmente contra los valdenses.

#### Ascenso de los Habsburgo y muerte de Otakar (1273-1278)

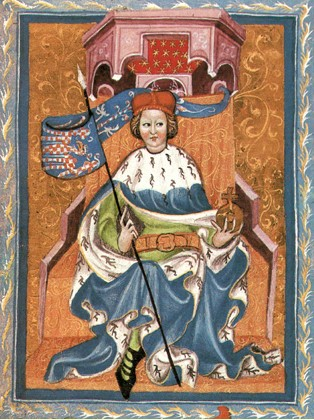
Otakar II Přemysl, como margrave de Moravia

Otakar nuevamente impugnó el Trono Imperial en 1273, estando casi solo en esa posición en el colegio electoral. Esta vez se negó a aceptar la autoridad del candidato exitoso, Rodolfo de Habsburgo (emperador en 1273-1291). En noviembre de 1274, la Dieta Imperial de Núremberg dictaminó que todas las propiedades de la corona confiscadas desde la muerte del emperador Federico II (1250) debían de ser restauradas, y que el rey Otakar II debía responder ante la Dieta por no reconocer al nuevo emperador, Rodolfo. Otakar rechazó tanto comparecer como restaurar los ducados de Austria, Estiria y Carintia con la marca de Carniola, que él había demandado a través de su primera esposa, una heredera de Babenberg, y que él había confiscado mientras que los disputaba con otro heredero de Babenberg, el margrave Hermann VI de Baden.
Rodolfo refutó la sucesión de Otakar al patrimonio de Babenberg, declarando que las provincias debían volver a la corona imperial debido a la falta de herederos por línea masculina (una postura que, sin embargo, entraba en conflicto con las disposiciones del Privilegium Minus austriaco). El rey Otakar fue puesto bajo la prohibición imperial; y en junio de 1276 se declaró la guerra en su contra, Rodolfo puso sitio a Viena. Habiendo persuadido al antiguo aliado de Otakar, el duque Enrique XIII de la Baja Baviera para cambiar de bando, Rodolfo obligó al rey de Bohemia a ceder las cuatro provincias para su control por la administración imperial en noviembre de 1276.
Tras la renuncia de Otakar a sus territorios fuera de las tierras checas, Rodolfo lo reinvistió en el reino de Bohemia, y prometió a su hija menor, Judith, con Wenceslao II, el hijo de Otakar, e hizo una entrada triunfal en Viena. Otakar, sin embargo, elevó preguntas sobre la ejecución del tratado, hizo una alianza con algunos jefes Piastas de Polonia y obtuvo el apoyo de varios príncipes alemanes, incluyendo nuevamente a Enrique XIII de la Baja Baviera. Para enfrentar a esa coalición, Rodolfo formó una alianza con el rey Ladislao IV de Hungría y otorgó privilegios adicionales a los ciudadanos de Viena.
El 26 de agosto de 1278, los ejércitos rivales se encontraron en la batalla de Marchfeld, al noreste de Viena, donde Otakar fue derrotado y muerto. La marca de Moravia fue sometida y su gobierno confiado a los representantes de Rodolfo, dejando a la viuda de Otakar, Cunigunda de Eslovenia, el control de la única provincia que rodeaba Praga, mientras el joven Wenceslao II fue nuevamente comprometido con Judith.
Rodolfo pudo así asumir el control exclusivo sobre Austria, como duque de Austria y de Estiria (1278-1282), que permaneció bajo el dominio de los Habsburgo durante más de seis siglos, hasta 1918.

### El establecimiento de la dinastía Habsburgo: ducado de Austria (1278-1453)

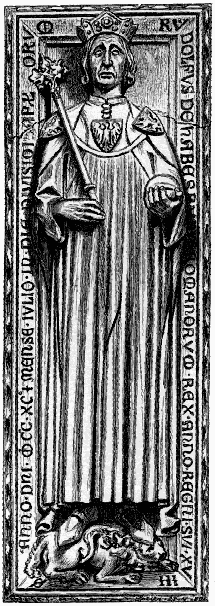
Rodolfo I de Habsburgo, catedral de Espira, donde fue enterrado.

Austria y el Imperio quedaron entonces bajo una única corona de los Habsburgo, y después de unos pocos siglos (1438) permanecerían así casi continuamente (ver abajo) hasta 1806, cuando el imperio se disolvió, obviando los frecuentes conflictos que habían ocurrido previamente.

#### Rodolfo I y la primogenitura (1278-1358)
Rodolfo pasó varios años estableciendo su autoridad en Austria, encontrando algunas dificultades para situar a su familia como sucesores del gobierno de la provincia. Finalmente, venció la hostilidad de los príncipes y pudo legar Austria a sus dos hijos. En diciembre de 1282, en la Dieta de Augsburgo, Rodolfo invistió a sus dos hijos —Alberto I, que tenía 25 años, (r. 1282-1308) y Rodolfo II el Debonair, de 12 años, (r. 1282-1283)— con los ducados de Austria y Estiria, como co-gobernantes «conjunta y solidariamente», sentando las bases de lo que será la Casa de Habsburgo. Rodolfo continuó sus campañas militares, sometiendo y subyugando y añadiendo más territorios a sus dominios. Al morir en 1291, dejó una inestabilidad dinástica en Austria, donde con frecuencia el ducado de Austria será compartido entre varios miembros de la familia. Sin embargo, Rodolfo no tuvo éxito en asegurar la sucesión al trono imperial para los duques de Austria y de Estiria, ya que fue legido Adolfo de Nassau.
El nombramiento de duques conjuntos duró solo un año hasta que, por el tratado de Rheinfelden (Rheinfelder Hausordnung) de 1283, Rodolfo estableció el orden de sucesión de los Habsburgo. Estableciendo la primogenitura, el duque Rodolfo II de once años tuvo que renunciar a todos sus derechos sobre los tronos de Austria y Estiria en beneficio de su hermano mayor, Alberto I. Aunque se suponía que el joven Rodolfo iba a ser compensado, esto no ocurrió, ya que murió prematuramente en 1290, y su hijo, Juan, el Parricida, descontento, posteriormente asesinó a su tío Alberto I en 1308. Durante un breve período, Alberto I también compartió los ducados con Rodolfo III el Bueno (r. 1298-1307), y finalmente logró el trono imperial en 1298.
Tras la muerte de Alberto I, el ducado, pero no el imperio, pasó a su hijo, Federico el Hermoso (r. 1308-1330), al menos hasta 1314 cuando se convirtió en cogobernante del imperio con Luis IV. Federico también tuvo que compartir el ducado con su hermano Leopoldo I el Glorioso (r. 1308-1326). Sin embargo, será otro hermano, Alberto II el Sabio (r. 1330-1358), el que sucederá a Federico.
El patrón de cogobierno persistió, ya que Alberto II tuvo que compartir el puesto con otro hermano menor Otón I el Alegre (r. 1330-1339), aunque intentó establecer las reglas de sucesión en la «Regla de la Casa Albertina» (Albertinische Hausordnung) sin éxito. Cuando Otón murió en 1339, sus dos hijos, Federico II y Leopoldo II lo reemplazaron, pasando a tres los duques de Austria simultáneos, desde 1339 a 1344, cuando ambos murieron en su adolescencia por causas naturales, sin descendencia. El gobierno único en el ducado de Austria finalmente regresó cuando su hijo, Rodolfo IV lo sucedió en 1358.
En el siglo XIV, los Habsburgo comenzaron a acumular otras provincias próximas al ducado de Austria, que habían permanecido como un pequeño territorio a lo largo del Danubio, y el ducado de Estiria, que habían adquirido con Austria de Otakar. Además, en 1335, Alberto II había heredado el ducado de Carintia y la marca de Carniola de los entonces gobernantes, la Casa de Goritzia.

#### Rodolfo IV y elPrivilegium Maius(1358-1365)
Rodolfo IV el Fundador (r. 1358-1365) fue el primero en reclamar para sí el título de archiduque de Austria, a través del Privilegium Maius de 1359, un documento que en realidad era una falsificación y que no fue reconocido fuera de Austria hasta 1453. Sin embargo, lo habría colocado en una nivel de equilibrio con los otros príncipes electores del Sacro Imperio Romano. Rodolfo fue uno de los gobernantes más activos de su tiempo, iniciando muchas medidas y elevando la importancia de la ciudad de Viena.
En ese momento, Viena estaba eclesiásticamente subordinada a la diócesis de Passau, jerarquía que Rodolfo subvirtió al fundar la catedral de San Esteban y nombrar al preboste como archicanciller de Austria. También fundó la Universidad de Viena (Alma Mater Rudolphina). Mejoró la economía y estableció una moneda estable, el pfennig de Viena (Wiener Pfennig). Cuando murió en 1365 no hubo problemas dinásticos y la sucesión pasó a sus hermanos conjuntamente bajo las «Regla de la Casa Rudolfiniana» (Rudolfinische Hausordnung).
En 1363, Rodolfo IV adquirió el condado de Tirol a Margarita de Tirol. De ese modo Austria pasó a ser un país complejo en la región de los Alpes orientales, conociéndose esas tierras a menudo como las Tierras hereditarias de los Habsburgo, así como simplemente Austria, ya que los Habsburgo también habían comenzadon a acumular tierras lejos de sus dominios originales.

#### Alberto III y Leopoldo III: una casa dividida (1365-1457)
Casi todo el siglo XV fue una confusión de disputas familiares y de estado, lo que debilitó considerablemente la importancia política y económica de las tierras de los Habsburgo. Hasta 1453, durante el reinado de Federico V el Pacífico (r. 1457-1493) el país no se volvería a unir de nuevo (al menos los territorios centrales). Los hermanos de Rodolfo IV, Alberto III el Coleta y Leopoldo III, el Único, accedieron al gobierno de forma conjunta (desde 1365 hasta 1379) y pelearon entre ellos sin cesar, hasta que finalmente, acordaron dividir el reino por el tratado de Neuberg en 1379, lo que provocaría posteriores escisiones. En conjunto, esto dio lugar a tres jurisdicciones separadas: 
- Territorios de Baja Austria o Niederösterreich —Alta  y Baja Austria—, gobernada por la línea albertina, hasta su extinción en 1457. Luego pasó a depender de los leopoldinos;
- Territorios austriacos interiores o Innerösterreich —Estiria, Carintia, Carniola, y el Litoral austríaco de Istria y Trieste—, gobernada por la línea leopoldina, y después por la línea Antigua ernestina (1406-1457), continuando como archiduque de Austria;
- Otros territorios austríacos o Vorderösterreich —Tirol, Vorarlberg y los territorios suabos y Alsacianos— gobernada por la línea leopoldina y luego por la línea joven tirolesa (1406-1490), hasta regresar a los leopoldinos.

##### Línea albertiniana (1379-1457)
En 1379, Alberto III conservó Austria propiamente dicha, que gobernó hasta 1395. Le sucedieron su hijo Alberto IV (r. 1395-1404) y su nieto Alberto V (r. 1404-1439), que mediante nuevas adquisiciones territoriales se convirtió en uno de los gobernantes más poderosos de Europa: rey de Hungría y de Bohemia (1437-1439) y que recuperó brevemente el trono imperial para los Habsburgo (1438-1439). Falleció inesperadamente en una batalla contra los otomanos, dejando como heredero a un hijo aún no nacido, que lo hará cuatro meses después (Ladislao el póstumo, r. 1440-1457). En cambio, fue su custodio el leopoldino Federico V el Pacífico (r. 1457-1493) quien se benefició ya que lo sucederá al morir repentinamente Ladislao cuando preparaba en Praga su boda con Magdalena de Francia, una hija de Carlos VII de Francia. Federico era tan consciente del potencial de ser el tutor del joven Ladislao que se negó a dejarlo gobernar independientemente al alcanzar la mayoría de edad (12 años en Austria en ese momento) y tuvo que ser forzado a ello por los Estados Austríacos (Liga de Mailberg, 1452). Al haberse extinguido la línea albertina, el título regresó de vuelta a los leopoldinos, heredado conjuntamente por los hermanos Federico V y Alberto VI.

##### Línea leopoldina (1379-1490)
A su vez, Leopoldo III, el Único había tomado posesión de los territorios restantes, gobernando hasta 1386. Le sucedieron dos de sus hijos conjuntamente, Guillermo el Cortés (r. 1386-1406) y Leopoldo IV el Gordo (r. 1386-1411). En 1402 se produjo otra división en el ducado, ya que Leopoldo III había tenido cuatro hijos y ni Leopoldo IV ni Guillermo tenían herederos. Los hermanos restantes luego dividieron el territorio.
Ernesto el Férreo (r. 1402-1424) tomó Austria Interior, mientras que Federico IV de los bolsillos vacíos (1402-1439) tomó Austria Anterior. La muerte en 1406 Guillermo el Cortés tuvo un efecto formal ya que nacieron dos líneas ducales separadas, la línea ernestina mayor y la línea tirolesa menor respectivamente.
Línea ernestina (Austria Interior 1406-1457)

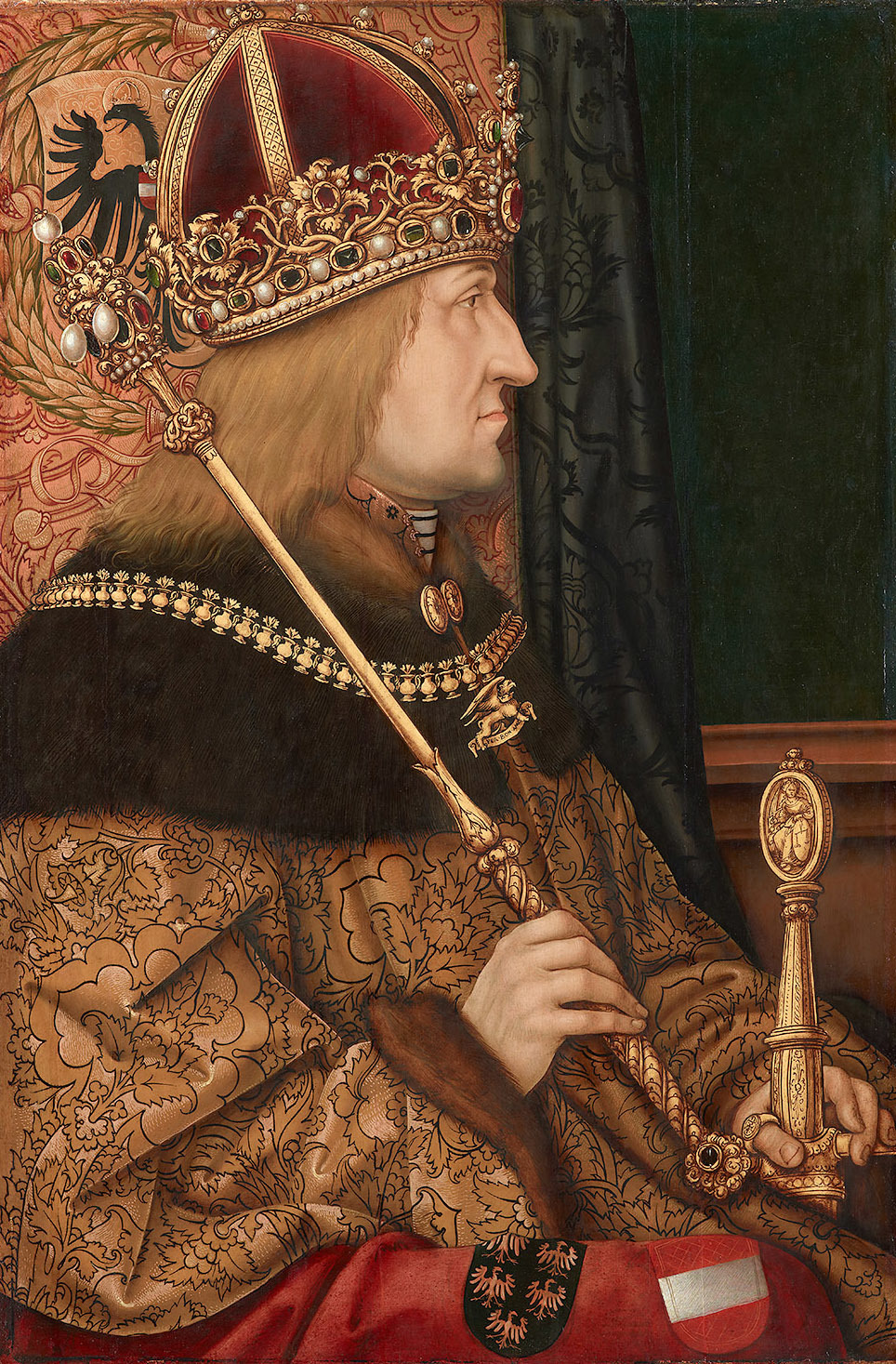
Federico V (1415-1493) por Hans Burgkmair, c. 1500 (Kunsthistorisches Museum, Viena). Duque 1424, rey 1440, emperador 1452, archiduque 1457.

La línea ernestina se inició con Ernesto y continuo tras su muerte en 1424 con un gobierno conjunto en Estiria, Carintia y Carniola de dos de sus hijos. Ambos —Alberto VI el Pródigo (r. 1457-1463) y Federico V el Pacífico (r. 1457-1493)— heredaran el ducado de Austria en 1457 a la muerte Ladislao el póstumo y la extinción de los albertinos. También pelearon entre ellos y, a su vez, dividieron lo que se había convertido tanto en la Austria Inferior como en la Interior. Alberto tomó posesión de la Alta Austria en 1458, gobernando desde la ciudad de Linz, pero en 1462 procedió a sitiar a su hermano mayor en el palacio de Hofburg en Viena, apoderándose también de la Baja Austria. Sin embargo, dado que murió sin descendencia al año siguiente (1463), sus posesiones revirtieron automáticamente en su hermano, y Federico pasó entonces a controlar todas las posesiones albertinas y ernestinas.
La carrera política de Federico había avanzado de una manera importante,desde que había heredado con solo ocho años el ducado de Austria interior en 1424. De ser solo un duque, se convirtió primero en rey de Romanos (en 1440, como Federico IV), y luego en emperador del Sacro Imperio Romano (como Federico III, r. 1452-1493).
Línea tirolesa (Austria Ulterior) 1406-1490

La línea tirolesa comenzó con Federico IV y siguió con su hijo, Segismundo el Rico (r. 1439-1490). Federico trasladó su corte a la ciudad de Innsbruck pero perdió algunas de sus posesiones ante Suiza. Segismundo, que lo sucedió, vendió algunas de sus tierras a Carlos el Calvo en 1469 y fue elevado a archiduque por el emperador Federico III (V) en 1477. Sin descendencia, en 1490 abdicó ante su impopularidad y Austria Ulterior revirtió al entonces archiduque, Maximiliano I (r. 1490-1493), el hijo de Federico V que entonces controlaba efectivamente todo el territorio de los Habsburgo por primera vez desde 1365.

#### Persecución religiosa

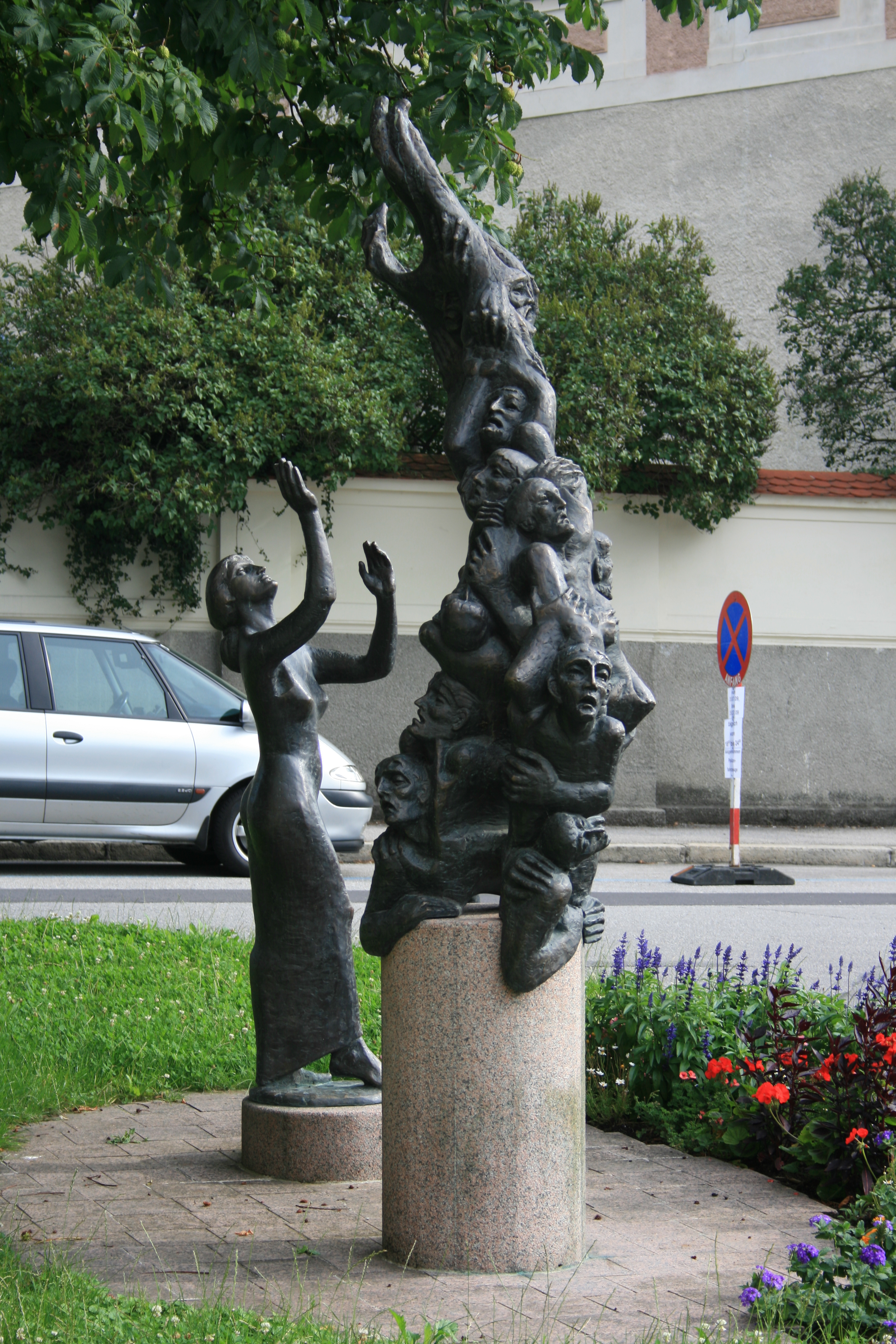
Monumento a los quemados por Petrus Zwicker en Steyr en 1397 (de 1997).

La Inquisición también estuvo activa bajo los Habsburgo, particularmente entre 1311 y 1315 cuando se llevaron a cabo inquisiciones en Steyr, Krems, St. Pölten y Viena. El inquisidor, Petrus Zwicker, llevó a cabo severas persecuciones en Steyr, Enns, Hartberg, Sopron y Viena entre 1391 y 1402. En 1397 hubo entre 80 y 100 valdenses quemados solo en Steyr, ahora recordados en un monumento de 1997.

#### Ducado y reino
Durante el ducado de los Habsburgo, hubo 13 duques consecutivos, de los cuales cuatro fueron coronados también como rey de Alemania —Rodolfo I, Alberto I, Federico el Hermoso y Alberto V (Alberto II como rey de Alemania)—, aunque ninguno fue reconocido como emperador del Sacro Imperio por el papa.
Cuando el duque Alberto V (r. 1404-1439) fue elegido emperador en 1438 (como Alberto II), como sucesor de su suegro, Segismundo de Luxemburgo (r. 1433-1437), la corona imperial volvió una vez más a los Habsburgo. Aunque Alberto solo reinó durante un año (1438-1439), desde entonces, cada emperador fue un Habsburgo (con la sola excepción de Carlos VII, r. 1742-1745), y los gobernantes de Austria también fueron los emperadores del Sacro Imperio Romano hasta su disolución en 1806.

## Archiducado de Austria: conversión en una gran potencia (1453-1564)

### Federico V (1453-1493): elevación del ducado
Federico V el Pacífico (duque desde 1424, archiduque en 1453 y emperador Federico III, r. 1452-1493) confirmó el Privilegium Maius de Rodolfo IV en 1453, por el que Austria se convirtió en un archiducado oficial del Sacro Imperio Romano, el siguiente paso en su ascenso dentro de Europa. Ladislao el Póstumo (r. 1440-1457), el primer archiduque oficial lo fue durante un breve período, ya que murió poco después. El documento era una falsificación urdida en 1358 o 1359 por Rodolfo II, que él había atribuido al emperador Federico I Barbarroja y que había sido redescubierta. Rodolfo II no consiguió su reconocimiento en su día, pero en ese momento Federico sí tenía un motivo claro para ello. Era un Habsburgo, era duque de la Austria Interior, además de ser emperador, y, hasta el año anterior, había sido tutor del joven duque de la Baja Austria, Ladislao, del que esperaba heredar el título, como así hizo cuando Ladislao murió cuatro años después, convirtiéndose él mismo en el segundo archiduque.
Los archiduques austriacos pasaron entonces a tener el mismo estatus que los otros príncipes electores, que sí elegían a los emperadores. La gobernanza austriaca se basaría en adelante en la primogenitura y la indivisibilidad. Más tarde, Austria se conocería oficialmente como Erzherzogtum Österreich ob und unter der Enns ('Archiducado de Austria, arriba y abajo del Enns'). (Hasta 1861, no se volverá a dividir de nuevo en Alta Austria y Baja Austria).
El poder relativo del emperador en la monarquía no era grande, ya que muchas otras dinastías aristocráticas perseguían su propio poder político dentro y fuera de sus monarquías. Sin embargo, Federico, aunque sin brillo, persiguió un gobierno fuerte y efectivo y el poder a través de alianzas dinásticas. En 1477 Maximiliano I (archiduque y emperador, r. 1493-1519), el único hijo de Federico, se casó con María, duquesa de Borgoña, adquiriendo así la mayor parte de los Países Bajos Borgoñones para la familia. La importancia estratégica de esta alianza era que Borgoña, que se encontraba en la frontera occidental del imperio, estaba demostrando tendencias expansionistas, y era en ese momento uno de los estados nación más ricos y poderosos de Europa occidental, con territorios que se extendían desde el sur de Francia hasta el mar del Norte.
La alianza se logró a un alto costo, ya que Francia, que también reclamaba la Borgoña, a la muerte de Carlos el Temerario se apoderó de sus territorios, que Maximiliano, tras casarse, tuvo que defender victoriosamente poco después frente al rey Luis XI en la batalla de Guinegate en 1479. Tras la muerte de María en 1482, los conflictos se acentuaron y el rey francés se apoderó de parte de las posesiones de María en los Países Bajos. Después, ambos monarcas acordaron ese mismo año la Paz de Arrás:  Luis XI, en una posición de fuerza, pudo legalizar su ocupación al imponer el matrimonio de la archiduquesa Margarita, hija de Maximiliano y de María de Borgoña, con su propio hijo, el delfín Carlos. La novia, que aún no había cumplido los dos años, fue entregada a Francia para su educación con la dote de todas las tierras borgoñonas ocupadas por Francia. Ese matrimonio no se formalizó y las relaciones con Francia solo se concluyeron en 1493 en el Tratado de Senlis por el que los franceses devolvieron el Artois y el Franco Condado, siendo ya Maximiliano emperador.
Esta y las posteriores alianzas dinásticas de Maximiliano dieron origen al dicho: 

Hagan otros la guerra, tú, feliz Austria, cásate;
porque los reinos que Marte da a otros, a ti te los concede Venus.
Bella gerant alii, tu felix Austria nube,
Nam quae Mars aliis, dat tibi regna Venus

que se convirtió en un motto de la dinastía. El reinado de Federico fue fundamental en la historia austriaca. Unió las tierras centrales simplemente sobreviviendo al resto de su familia. Desde 1439, cuando Alberto V murió y las responsabilidades de los dos territorios centrales recayeron en él, consolidó sistemáticamente su base de poder. Al año siguiente (1440) marchó a Roma como rey de los romanos con su tutela, Ladislao, el último duque de los Albertinos, y cuando fue coronado en Roma en 1452, no solo fue el primer Habsburgo en serlo, sino también el último rey alemán que sería coronado en Roma por el papa.
La dinastía estaba en camino de convertirse en una potencia mundial. El concepto de pietas austriacae (el deber divino de gobernar se originó con Rodolfo I, pero fue reformulado por Federico como AEIOU, Alles Erdreich ist Österreich untertan or Austriae est imperare orbi universo (el destino de Austria es gobernar el mundo), que vino a simbolizar el poder austriaco. Sin embargo, no todos los acontecimientos se desarrollaron sin problemas para Federico. La guerra austro-húngara (1477-1488) provocó que el rey húngaro Matías Corvino se estableciera en Viena en 1485 hasta su muerte en 1490. Federico tuvo que huir y se encontró a sí mismo con una corte itinerante, predominantemente en Linz, la capital de Alta Austria.

### Maximiliano I (1493-1519): reunificación

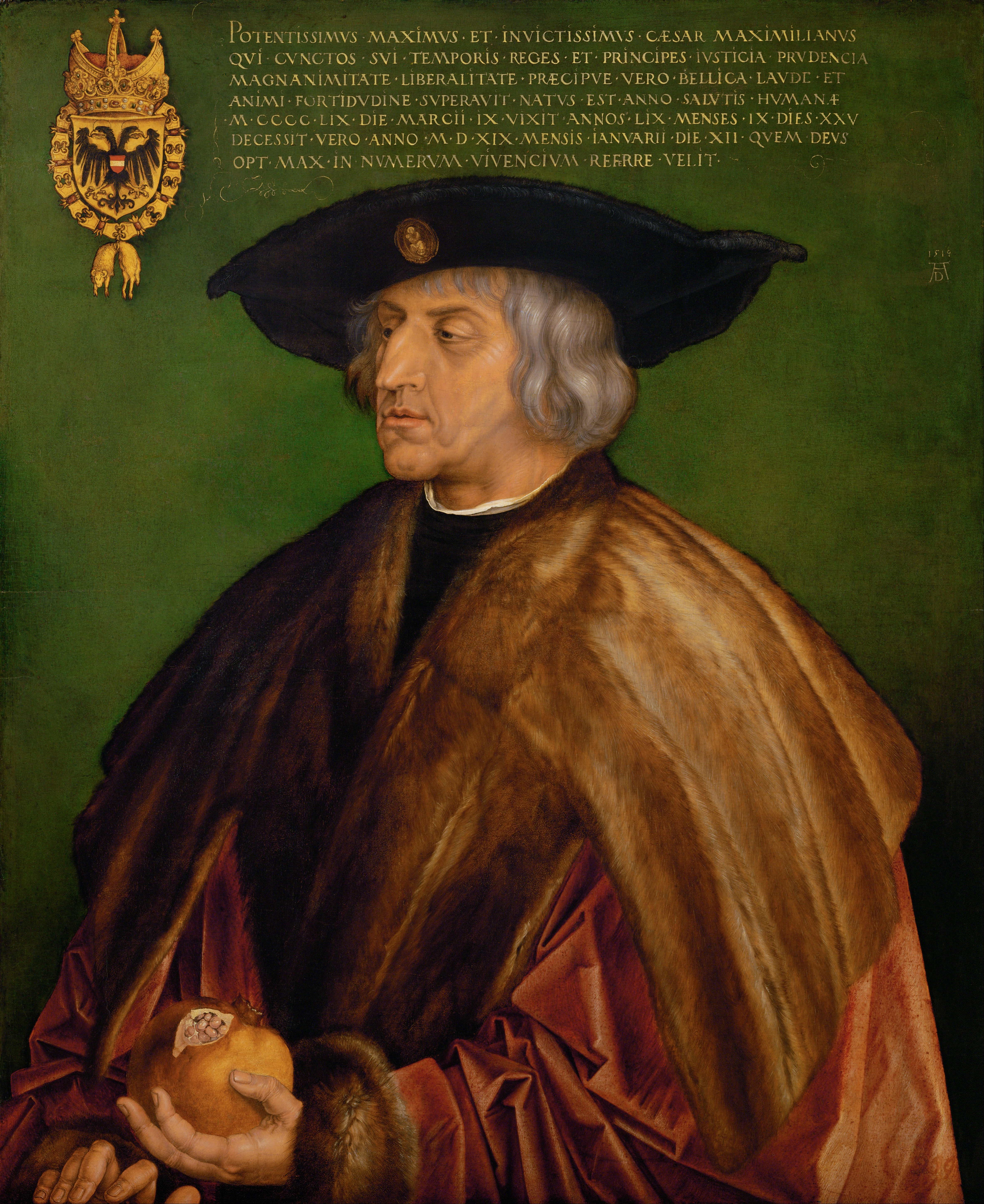
Maximiliano I, retrato de Alberto Durero 1519.

Mapa de los círculos imperiales del Sacro Imperio en 1512.

Maximiliano I compartió el gobierno con su padre durante el último año del reinado de Federico, siendo elegido rey de romanos en 1486. Al adquirir las tierras de la línea tirolesa de los Habsburgo en 1490, finalmente reunió todas las tierras austríacas, que habían estado divididas desde 1379. También necesitó lidiar con el problema húngaro cuando Matias I murió en 1490. Maximiliano reconquistó las partes perdidas de Austria y estableció la paz con el sucesor de Matias, Vladislao II, en la Paz de Pressburg en 1491. Sin embargo, el patrón dinástico de división y unificación volvería a repetirse a lo largo del tiempo. Con fronteras inestables, Maximiliano fundó Innsbruck en el Tirol, un lugar más seguro para una capital, entre sus tierras de Borgoña y Austria, aunque rara vez permaneció en ningún lugar durante mucho tiempo, siendo muy consciente de cómo su padre había sido asediado repetidamente en Viena.
Maximiliano elevó el arte de la alianza dinástica a una nueva altura y se dispuso a crear sistemáticamente una tradición dinástica, aunque a través de un considerable revisionismo. Su primera esposa, María de Borgoña, iba a morir en 1482, solo cinco años después de casarse. Luego se casó con Ana, duquesa de Bretaña (por poder) en 1490, un movimiento que habría llevado a Bretaña, en ese momento independiente, al redil de los Habsburgo, lo que fue considerado una provocación por el monarca francés.
Carlos VIII de Francia tenía otras ideas y se anexionó de Bretaña y él mismo se casó con Ana, una situación que se complicó aún más por el hecho de que ya estaba comprometido con la hija de Maximiliano, Margarita, duquesa de Saboya. El hijo de Maximiliano, Felipe el Hermoso (r. 1478-1506) se casó con Juana, heredera de Castilla y Aragón en 1496, y adquirió así España y sus apéndices italianos (reino de Nápoles, reino de Sicilia y reino de Cerdeña), africano y del Nuevo Mundo para los Habsburgo.
Sin embargo, Tu felix Austria nube fue quizás un lema más romántico que estrictamente realista, ya que Maximiliano no dudó en librar guerras cuando le convino. Habiendo resuelto los asuntos con Francia en 1493, pronto participó en las largas Guerras italianas contra Francia (1494-1559). Además de las guerras contra los franceses, también combatió por la independencia de la Antigua Confederación Suiza. La Guerra de Suabia de 1499 marcó la última fase de esta lucha contra los Habsburgo. Tras la derrota en la batalla de Dornach en 1499, Austria se vio obligada a reconocer la independencia de Suiza en el Tratado de Basilea en 1499, un proceso que finalmente fue formalizado por la Paz de Westfalia en 1648. Esto fue significativo ya que los Habsburgo eran originarios de Suiza, donde estaba su hogar ancestral, el castillo de Habsburgo.
En política doméstica, Maximiliano lanzó una serie de reformas contrarrestadas por la Dieta de Worms de 1495, en la que se instituyó la Tribunal de la Cámara Imperial (Reichskammergericht) que sería el tribunal más alto del Sacro Imperio. Otra nueva institución de 1495 fue el Reichsregiment o gobierno Imperial, reunido en Núremberg, que el emperador nunca favoreció. Este ejercicio preliminar de democracia fracasó y se disolvió en 1502. Los intentos de crear un estado unificado no tuvieron mucho éxito, ya que resurgieron las ideas de las tres divisiones de Austria que existían antes de la reunificación de Federico y Maximiliano.
A falta de fondos para sus diversos proyectos, Maximilianodependía en gran medida de familias de banqueros como los Fugger, que fueron quienes sobornaron a los príncipes electores para elegir a su nieto, Carlos I, como su sucesor. Una de las tradiciones que eliminó fue la costumbre centenaria de que el Santo Emperador Romano debía ser coronado por el papa en Roma. Incapaz de llegar a Roma por la hostilidad veneciana, en 1508, Maximiliano, con el asentimiento del papa Julio II, tomó el título de Erwählter Römischer Kaiser ("Emperador romano electo"). Así, su padre Federico permaneció como el último emperador coronado por el papa en Roma.

### Carlos I y Fernando I (1519-1564)

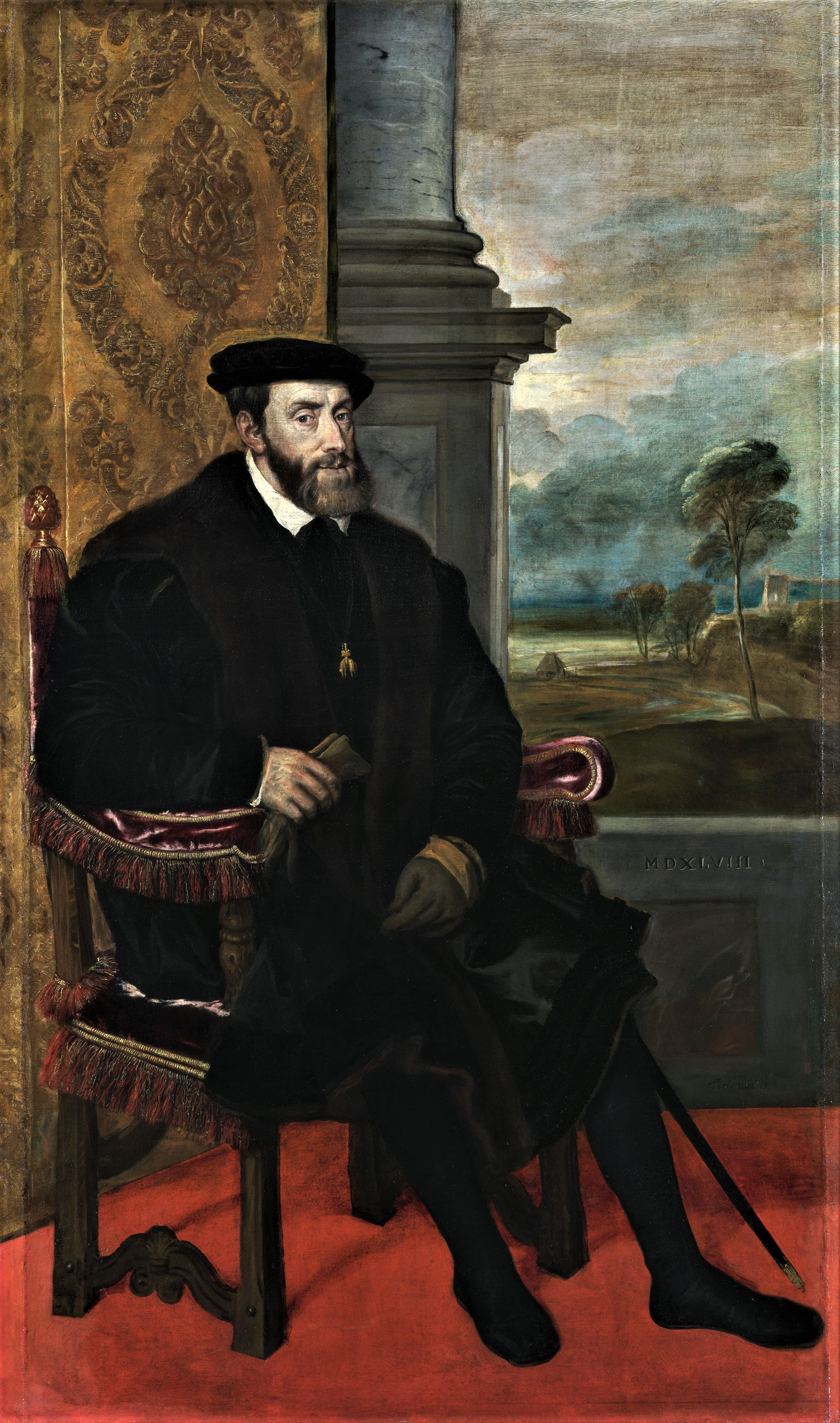
Carlos I, atrib. a Lambert Sustris 1548, Museo del Prado, Madrid.

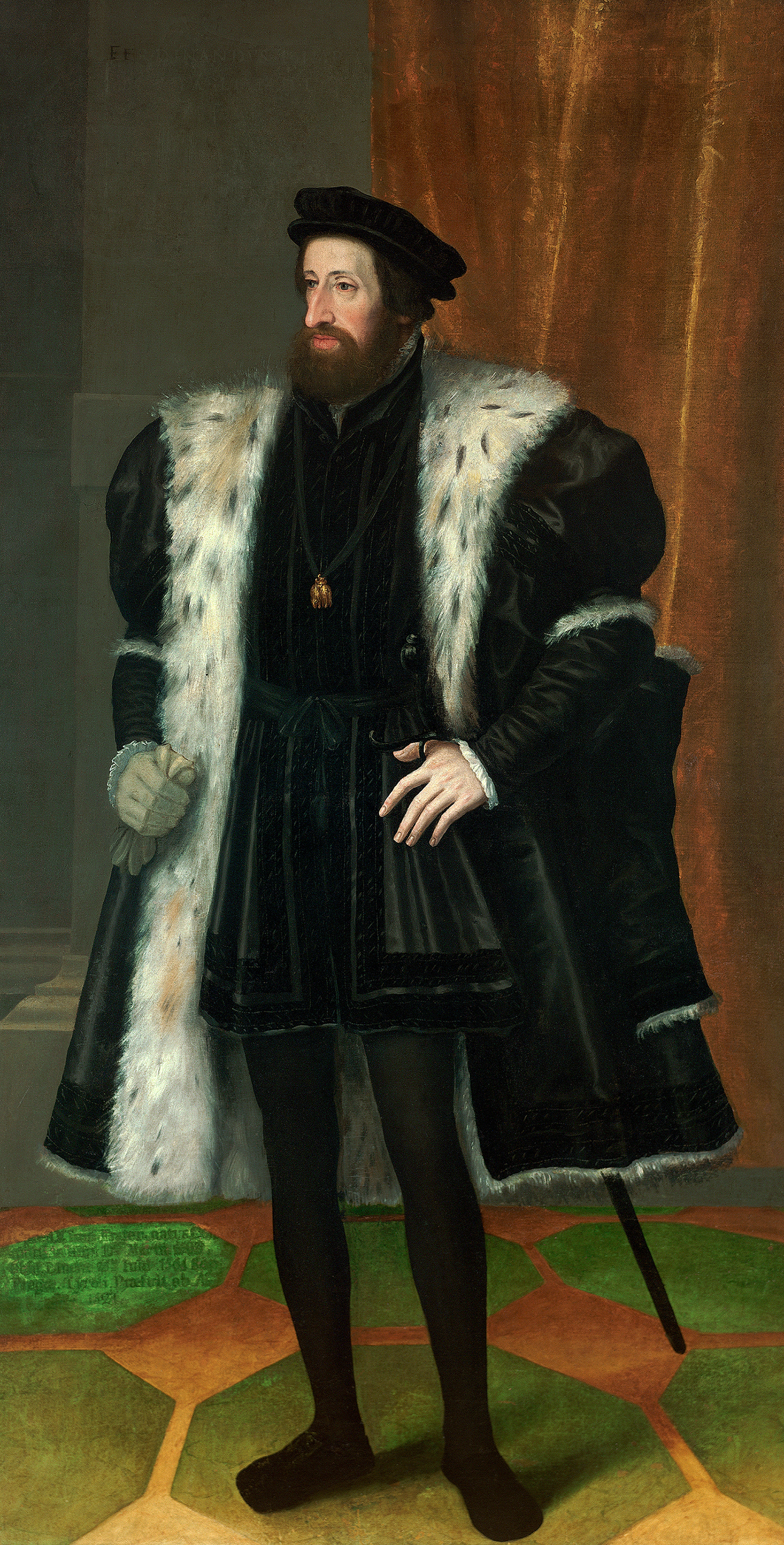
Archiduque Fernando I, r. 1521-1564.

Dado que Felipe el Hermoso (1478-1506) murió antes que su padre, Maximiliano, la sucesión pasó al hijo de Felipe, Carlos I (r. 1519-1521), quien se convirtió en el emperador Carlos V, a la muerte de Maximiliano en 1519. Reinó como emperador desde 1519 hasta 1556, cuando por su mala salud, renunció, muriendo poco después, en 1558. Aunque coronado por el papa Clemente VII en Bolonia en 1530 (Carlos había saqueado Roma en 1527), fue el último emperador en ser coronado por un papa. Aunque finalmente se quedó corto en su visión de la monarquía universal, Carlos I todavía es considerado el más poderoso de todos los Habsburgo. Su canciller, Mercurino Gattinara, comentó en 1519 que estaba «en el camino de la monarquía universal... une a toda la cristiandad bajo un cetro» que lo acercaba a la visión de Federico V que reflejaba el lema de AEIOU, y al motto del propio Carlos Plus ultra (aún más), y que sugiere que esa era su ambición.
Habiendo heredado las posesiones de su padre en 1506, ya era un poderoso gobernante con amplios dominios. A la muerte de Maximiliano, esos dominios se volvieron vastos. Era entonces gobernante de tres de las principales dinastías de Europa: la Casa de Habsburgo, de la Monarquía de los Habsburgo; la casa de Valois-Borgoña, de los Países Bajos Borgoñones; y la Casa de Trastámara, de las Coronas Castilla y de Aragón. Eso lo hizo gobernar sobre extensas tierras en Europa central, occidental y meridional y en las colonias españolas en las Américas y en Asia. Como el primer rey en gobernar Castilla, León y Aragón simultáneamente por derecho propio, se convirtió en el primer rey de España. Su imperio abarcó casi cuatro millones de kilómetros cuadrados en Europa, el Lejano Oriente y América.
Una serie de desafíos se interpusieron en el camino de Carlos, y lo fueron para dar forma a la historia de Austria durante mucho tiempo por venir: fueron Francia, la aparición del Imperio otomano en el este, y Martín Lutero (ver abajo).
Siguiendo la tradición dinástica, los territorios hereditarios de los Habsburgo fueron separados de este enorme imperio en la Dieta de Worms en 1521, cuando Carlos I dejó su gobierno a cargo de su hermano menor, Fernando I (r. 1521-1564), aunque luego continuó añadiendo a los territorios de los Habsburgo. Carlos añadió el Tirol a las posesiones de Fernando en 1522. Dado que Carlos legó su Imperio español a su hijo Felipe II de España, los territorios españoles se distanciaron permanentemente de los dominios del norte de los Habsburgo, aunque siguieron siendo aliados durante varios siglos.
Cuando Fernando también heredó el título de emperador del Sacro Imperio Romano de su hermano en 1558, los Habsburgo finalmente habían convertido un cargo electivo en un título hereditario de facto. Fernando continuó la tradición de los matrimonios dinásticos al casarse con Ana de Bohemia y Hungría en 1521, agregando efectivamente esos dos reinos a los dominios de Habsburgo, junto con los territorios adyacentes de Moravia, Silesia y Lusacia. Esto tuvo efecto cuando el hermano de Ana, Luis II, rey de Hungría y Bohemia (y por lo tanto, de la dinastía Jagellón) murió sin heredero en la batalla de Mohács en 1526 contra los otomanos de Suleiman el Magnífico. Sin embargo, en 1538 el reino de Hungría ya fue dividido en tres partes:
- el reino de Hungría (la Hungría Real) (actual Eslovaquia, Burgenland, Croacia occidental y partes de la Hungría actual), que reconoció a los Habsburgo como sus reyes;
- la Hungría otomana (el centro del país);
- el reino del este de Hungría, más tarde el Principado de Transilvania bajo reyes contrarios a los Habsburgo, y que quedó también bajo la protección otomana.

La elección de Fernando como emperador en 1558 reunió una vez más las tierras austríacas. Había tenido que hacer frente a las revueltas en sus propias tierras, a los disturbios religiosos, a las incursiones otomanas e incluso a la competencia por el trono húngaro de Juan Segismundo de Zápolya. Sus tierras no eran de ninguna manera las más ricas de las tierras de los Habsburgo, pero logró restaurar el orden interno y mantener a los turcos a raya, al tiempo que amplió sus fronteras y creó una administración central.
Cuando Fernando murió en 1564, sus tierras se dividieron una vez más entre sus tres hijos, una disposición que él mismo había dispuesto en 1554.

### Austria en la Reforma y la Contrarreforma (1517-1564)

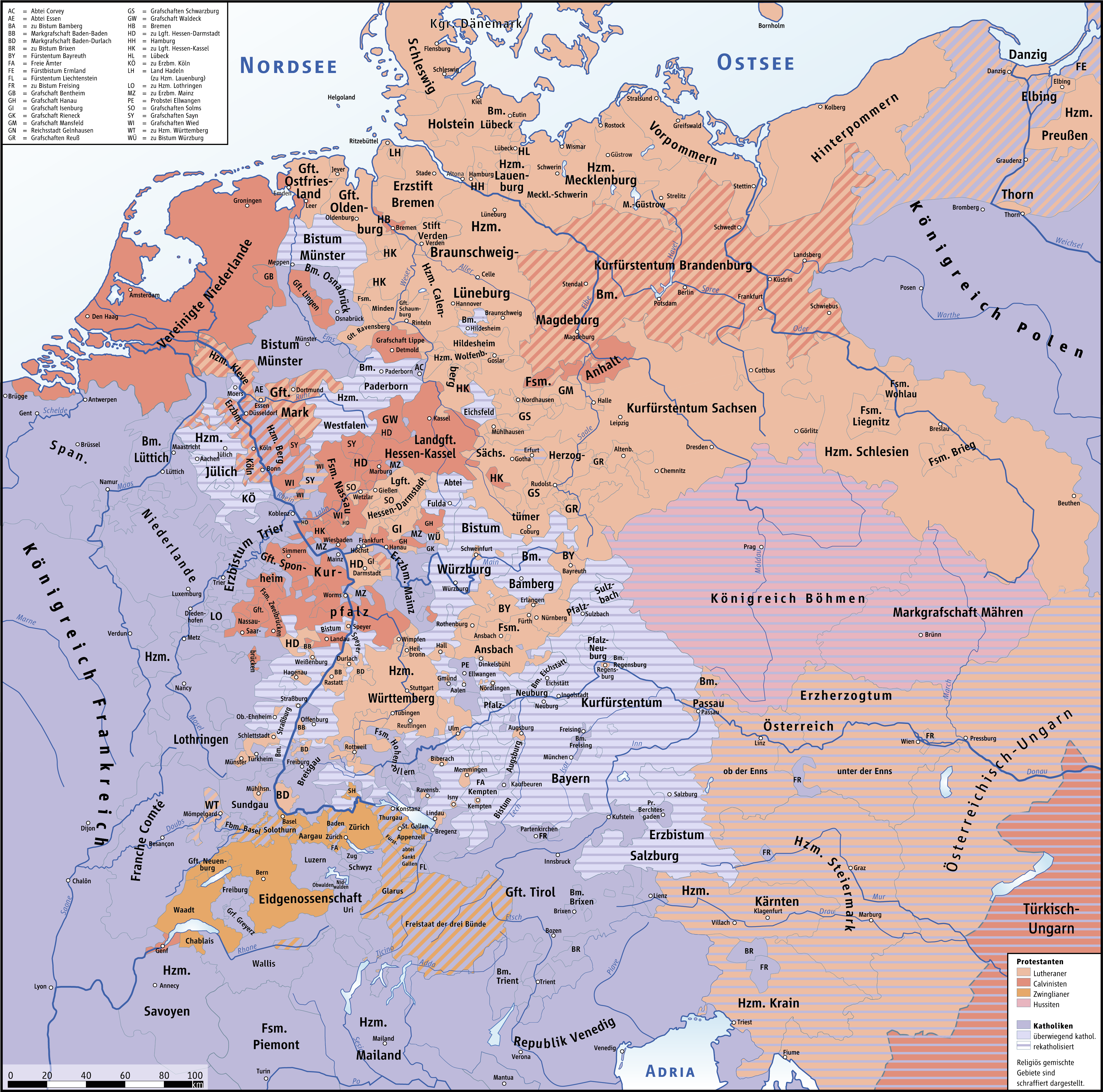
Gran parte del este de Austria adoptó el luteranismo hasta que los esfuerzos de contrarreforma lo cambiaron a fines del. (en azulado tierras católicas; en rosado, protestantes).

#### Martín Lutero y la Reforma protestante (1517-1545)
Cuando Martín Lutero clavó Las noventa y cinco tesis en la puerta de la iglesia del Castillo en Wittenberg en 1517, desafió al cristianismo católico, la base misma del Sacro Imperio Romano y de la hegemonía de los Habsburgo. Después de que el emperador Carlos V interrogase y condenase a Lutero en la Dieta de Worms de 1521, el luteranismo y la reforma protestante se extendieron rápidamente en los territorios de los Habsburgo. Liberado temporalmente de la guerra con Francia por el Tratado de Cambrai de 1529 y tras la denuncia de la prohibición de Lutero por parte de los príncipes protestantes en Espira ese mismo año, el Emperador volvió a examinar el tema a continuación en la Dieta de Augsburgo en 1530, momento en que ya se había difundido.
Con la creciente amenaza otomana (ver más abajo), necesitaba asegurarse de que no se estaba enfrentando a un gran cisma dentro del cristianismo. Refutó la posición luterana de la Confesión de Augsburgo (Confessio Augustana) con la Confutatio Augustana, y eligió a Fernando como Rey de romanos el 5 de enero de 1531, asegurando su sucesión como monarca católico. En respuesta, en febrero de 1531 los príncipes y estados protestantes formaron la Liga de Esmalcalda con el apoyo francés. Otros avances turcos en 1532 (que lo obligaron a buscar la ayuda protestante) y otras guerras impidieron que el emperador tomara más medidas en ese frente hasta 1547 cuando las tropas imperiales derrotaron a la Liga en la batalla de Mühlberg, lo que le permitió imponer una vez más el catolicismo.
En 1541, la llamada de Fernando a los estados generales en petición de ayuda contra los turcos fue atendida a cambio de tolerancia religiosa. El triunfo de 1547 resultó ser de corta duración ya que las fuerzas francesas y protestantes nuevamente desafiaron al emperador en 1552, lo que culminó en la paz de Augsburgo en 1555. Agotado, Carlos comenzó a retirarse de la política y a entregar las riendas a su hijo. El protestantismo había demostrado estar firmemente arraigado como para permitir eliminarlo.
Austria y las otras provincias hereditarias de los Habsburgo (y también Hungría y Bohemia) se vieron muy afectadas por la Reforma, pero con la excepción del Tirol, las tierras austriacas excluyeron al protestantismo. Aunque los propios gobernantes de los Habsburgo siguieron siendo católicos, las provincias no austriacas se convirtieron en gran parte al luteranismo, que Fernando I toleró ampliamente.

#### Contrarreforma (1545-1563)
La respuesta católica a la Reforma protestante fue conservadora, pero sí abordó los problemas planteados por Lutero. En 1545, el largo Concilio de Trento (continuó intermitentemente hasta 1563) comenzó su trabajo de reforma y dio inicio a una Contrarreforma en las fronteras de los dominios de los Habsburgo. Fernando y los Habsburgo austriacos fueron mucho más tolerantes que sus cofrades españoles, una tolerancia que se inició en Trento. Sin embargo, sus intentos de reconciliación en el Concilio en 1562 fueron rechazados, y aunque existía ya una contraofensiva católica en las tierras de los Habsburgo desde la década de 1550, se había basado en la persuasión, un proceso en el que los jesuitas y Pedro Canisio tomaron la iniciativa. Antes de su muerte (1564), Fernando se lamentó profundamente no haber logrado reconciliar las diferencias religiosas.

### La llegada de los otomanos (1526-1562)
Cuando Fernando I se casó con la dinastía húngara en 1521, Austria se encontró por primera vez con la expansión otomana hacia el oeste, que ya había entrado en conflicto por primera vez con Hungría en la década de 1370. El desafío finalmente llegó en 1526, cuando el hermano de su esposa Ana, el joven rey Luis, fue muerto luchando contra los turcos al mando de Solimán el Magnífico en la batalla de Mohács y el título pasó a Fernando. La viuda de Luis, María, huyó para buscar la protección de Fernando.
Los turcos inicialmente se retiraron después de esa victoria, pero reaparecieron en 1528 avanzando hasta Viena y sitiándola al año siguiente. Se retiraron ese invierno hasta 1532 cuando su avance fue detenido por Carlos V, aunque se hicieron con el control de gran parte de Hungría. Fernando fue forzado a reconocer a Juan Zápolya. Fernando y los turcos continuaron la guerra entre 1537 y la tregua temporal en 1547, cuando Hungría fue dividida. Sin embargo, las hostilidades continuaron casi inmediatamente hasta el Tratado de Constantinopla de 1562 que confirmó las fronteras de 1547. La amenaza otomana iba a continuar durante 200 años más.

## Redivision de las tierras de los Habsburgo (1564-1620)
Fernando tenía tres hijos que sobrevivieron hasta la edad adulta, y siguió la tradición de Habsburgo, potencialmente desastrosa, de dividir sus tierras entre ellos a su muerte en 1564. Esto debilitó considerablemente a Austria, particularmente ante la expansión otomana. No será hasta el reinado de Fernando III (archiduque, r. 1590-1637) cuando se reunieron de nuevo en 1620, aunque brevemente hasta 1623, y hasta 1665, bajo Leopoldo I, cuando de nuevo las tierras austriacas se unieron definitivamente. Durante los siguientes 60 años, Austria se dividió en tres jurisdicciones:
- «Baja Austria», a cargo de Maximiliano II (r. 1564-1576). Fue sucedido por Rodolfo V (r. 1576-1608) y Matias (r. 1608-1619) y luego los ducados austriacos, Bohemia y Hungría, pasaron a la línea de Carlos II en 1619.
- «Alta Austria», para Fernando II (r. 1564-1595), y luego el Tirol y Austria Anterior, que tras su muerte pasó a la línea de Maximiliano II en 1595 (bajo la administración de Maximiliano III, r. 1595-1618).
- «Austria Interior», para Carlos II (r. 1564-1590), sucedido por Fernando III (r. 1590-1637)

Como hijo mayor, Maximiliano II y sus hijos recibieron los territorios centrales de la Baja y Alta Austria. Fernando II murió sin problemas, y sus territorios volvieron a los territorios centrales después de su muerte en 1595, entonces gobernados por Rodolfo V (1576-1608), el hijo de Maximiliano II.
Maximiliano II fue sucedido también por tres de sus hijos, ninguno de los cuales dejó herederos vivos, por lo que la línea se extinguió en 1619 tras la abdicación de Alberto VII (1619-1619). Así, el hijo de Carlos II, Fernando III, heredó todas las tierras de los Habsburgo. Sin embargo, perdió rápidamente Bohemia, que se rebeló en 1619 y estuvo brevemente (1619-1620) bajo el gobierno de Federico I. Todas las tierras quedaron nuevamente bajo un único gobernante en 1620 cuando Fernando III invadió Bohemia, derrotando a Federico I.
Aunque oficialmente era un cargo de elección, el título de Emperador del Sacro Romano se transmitió a través de Maximiliano II y de los dos hijos (Rodolfo V y Matias) que lo sucedieron. Alberto VII fue archiduque durante solo unos meses antes de abdicar en favor de Fernando III, que también se convirtió en emperador.

### Baja Austria

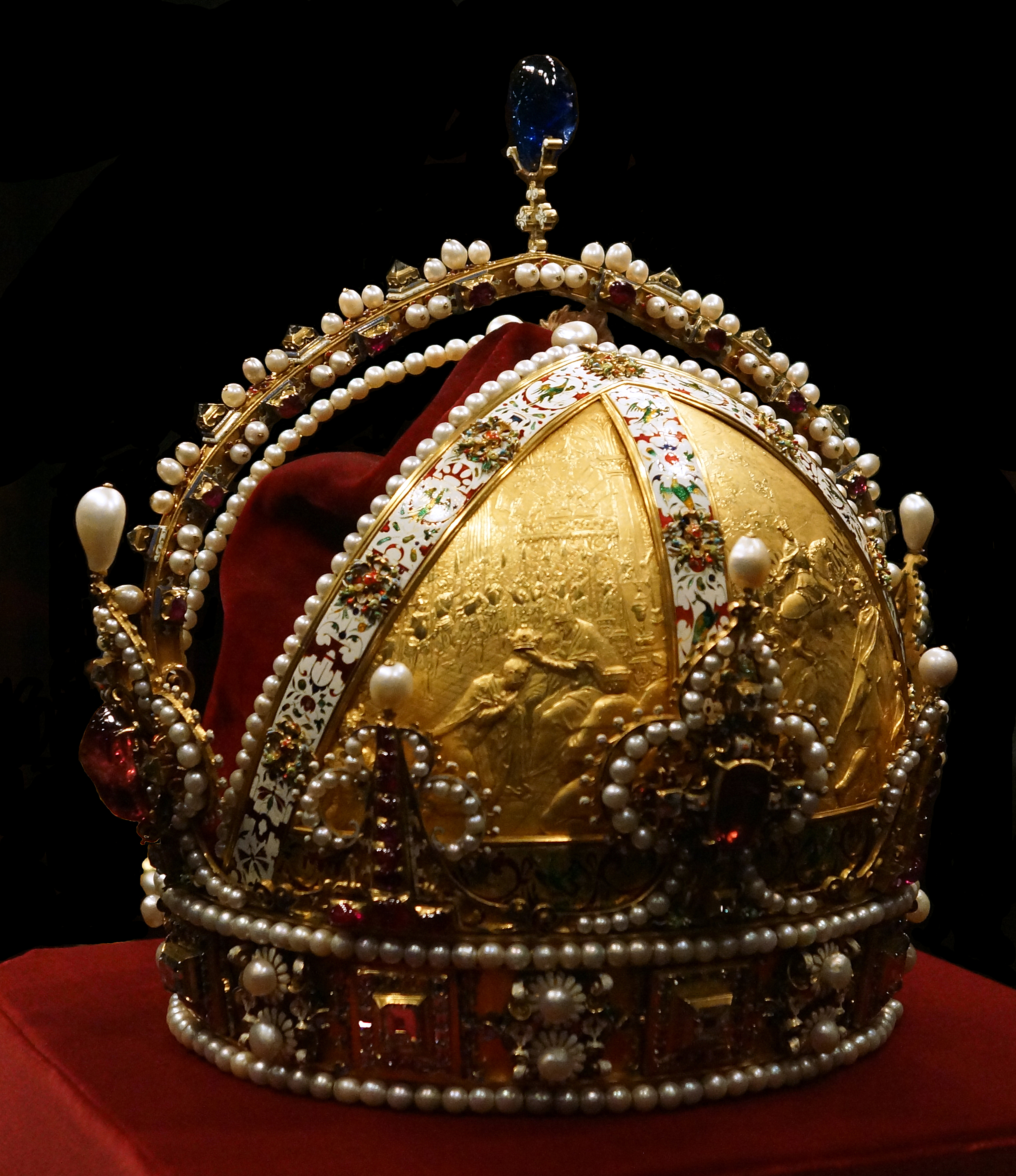
La corona del emperador Rodolfo II.

El archiduque Rodolfo V (como emperador, Rodolfo II, r. 1576-1612), el hijo mayor de Maximiliano, trasladó su capital de Viena a Praga, un lugar más seguro en vista de la amenaza otomana. Destacó como un gran patrón de las artes y de las ciencias, pero se mostró como un mal gobernante. Entre sus legados se encuentra la Corona Imperial de los Habsburgo. Prefirió repartir sus responsabilidades entre sus muchos hermanos (de los cuales seis vivieron hasta la edad adulta), lo que llevó a una gran heterogeneidad de políticas en todas sus tierras. Entre estas delegaciones se encontraba la hecha a su hermano menor Matias, gobernador de Austria en 1593.
Al adquirir la "Alta Austria" en 1595, sus poderes aumentaron considerablemente, ya que los restantes territorios de Austria Interior estaban en manos de Fernando III, que en ese momento tenía solo 17 años. Sin embargo, le entregó la administración a Maximiliano III, otro hermano menor. En 1593 instigó un nuevo conflicto con los otomanos, que habían reanudado sus incursiones en 1568, en la llamada Guerra Larga o de los Quince Años, de 1593 a 1606. No dispuesto a comprometerse, e imaginando una nueva cruzada, los resultados fueron desastrosos, y los húngaros, agotados, se rebelaron en 1604. El problema húngaro se agravó aún más por los intentos de imponer una contrarreforma allí. Como resultado, entregó Hungría a Matías, quien concluyó en 1606 la paz de Viena con los húngaros y la paz de Zsitvatorok con los otomanos. Como resultado, Transilvania se convirtió en un principado independiente y protestante.
Estos eventos llevaron al conflicto (Bruderzwist) entre los hermanos. Melchior Klesl diseñó una conspiración de los archiduques para asegurar el ascenso de Matias. En 1608, Rodolfo ya había cedido gran parte de su territorio a este último. El conflicto adicional llevó a Matias a encarcelar a su propio hermano en 1611, que entonces renunció a todo el poder excepto al título vacío de emperador, muriendo al año siguiente y siendo sucedido por Matias.
Así Matias, que lo había sucedido en el archiducado en 1608, se convirtió en emperador en 1612, puesto que ostentó hasta su muerte en 1619. Su reinado estuvo marcado por el conflicto con su hermano menor Maximiliano III, que era un católico más intransigente y que respaldó al igualmente ferviente Fernando II de "Austria Interior" como sucesor, habiendo servido como su regente entre 1593 y 1595, antes de hacerse cargo de la "Alta Austria". Los conflictos debilitaron a los Habsburgo en relación con los estados y los intereses protestantes. Matias trasladó nuevamente la capital a Viena desde Praga y compró más paz al Imperio otomano mediante un tratado en 1615. Mientras tanto, el fervor religioso en el imperio estaba aumentando, e incluso Klesl, por entonces ya obispo de Viena (1614) y cardenal (1615), era considerado demasiado moderado por los católicos extremistas, incluyendo a Fernando II. La guerra estaba en el aire, y el asalto a dos oficiales imperiales en Praga el 23 de mayo de 1618 (defenestración de Praga) provoó una guerra total. Matias, como su hermano Rodolfo, fue cada vez más aislado por Fernando, que había encarcelado a Klesl.
El siguiente hermano en la línea de sucesión en 1619 era Alberto VII, pero fue persuadido para que renunciara a favor de Fernando II en unos pocos meses. 

### Reforma y Contrarreforma

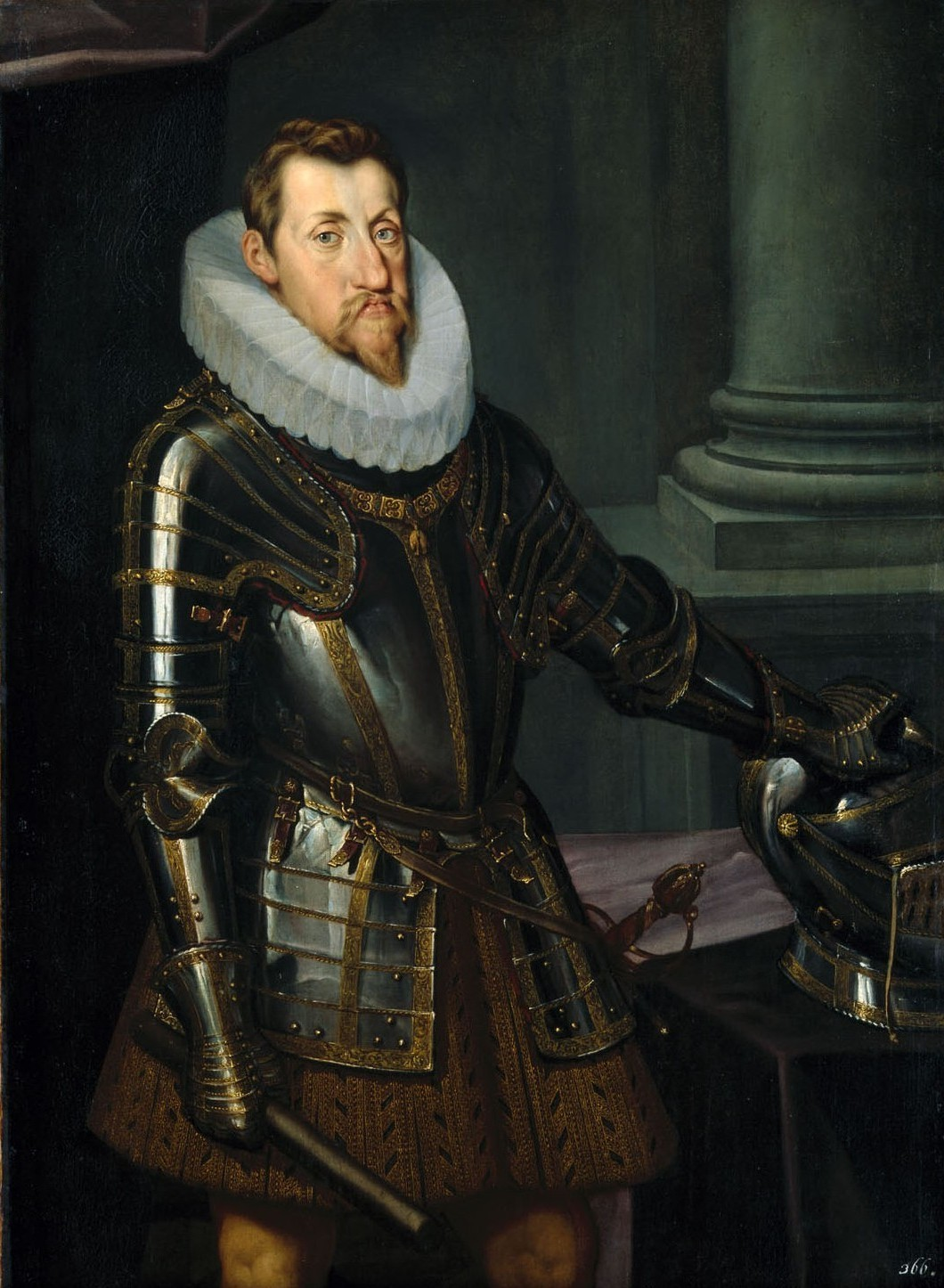
Archiduque Fernando II 1619-1637, arquitecto de la Contrarreforma.

La religión jugó un papel importante en la política de este período, e incluso la tolerancia tuvo sus límites frente a las demandas incompatibles de ambos bandos. Estando el archiduque más próximo a la amenaza otomana, Maximiliano II debía continuar con la política de tolerancia y reconciliación de su padre, otorgándole Assekuration (legalización del protestantismo para los nobles) en 1571, al igual que Carlos II con su Religionspazifikation en 1572, mientras en el distante Tirol, Fernando II podía permitirme ser más agresivo. Las políticas de Maximiliano II fueron continuadas por sus hijos, Rodolfo V y Matias. La fuerza de la Reforma en la Alta Austria se vio debilitada por los cismas internos, mientras que en la Baja Austria Melchior Khlesl lideró una vigorosa respuesta católica, expulsó a los predicadores protestantes y promovió la reconversión. Una concesión más por parte de Carlos II en 1578, la Brucker Pazifikation, encontró más resistencia.
El renacimiento católico comenzó en serio en 1595 cuando Fernando II, que era educado por los jesuitas, alcanzó la mayoría de edad. Sucedió a su padre, Carlos II en Austria Interior en 1590 y fue enérgico en reprimir la herejía en las provincias que gobernaba. Las comisiones de la Reforma iniciaron un proceso de recatolización forzosa y hacia 1600 se imponía a Graz y Klagenfurt. A diferencia de los gobernantes austriacos anteriores, Fernando II no estaba preocupado por el efecto del conflicto religioso en la capacidad de resistir a los otomanos. La Contrarreforma debía continuar hasta el final de la guerra de los Treinta Años en 1648.

## Austria y la guerra de los Treinta Años (1618-1648)

### Fernando II (1619-1637) y la extralimitación de los Habsburgos
Cuando el ultrapiadoso e intransigente Fernando II (r. 1619-1637) fue elegido emperador (como Fernando II) en 1619 para suceder a su primo Matías, emprendió un enérgico intento de volver a catolicizar no solo a las Provincias hereditarias, sino a Bohemia y a la Hungría Habsburga, así como a la mayor parte de la Europa protestante dentro del Sacro Imperio Romano.
Fuera de sus tierras, la reputación de Fernando II de intolerancia intransigente desencadenó la religiosa guerra de los Treinta Años en mayo de 1618 en la primera fase de polarización, conocida como la Revuelta en Bohemia. Una vez sofocada la revuelta bohemia en 1620, se embarcó en un esfuerzo concertado para eliminar el protestantismo en Bohemia y Austria, que tuvo gran éxito al igual que sus esfuerzos para reducir el poder de la Dieta. La supresión religiosa de la contrarreforma alcanzó su apogeo en 1627 con la Ordenanza provincial (Veneuerte Landesordnung).
Después de varios reveses iniciales, Fernando II se había vuelto más tolerante, pero cuando los católicos cambiaron las cosas y comenzaron a disfrutar de una larga serie de éxitos de armas, estableció en 1629 el Edicto de Restitución en un intento por restaurar el statu quo de 1555 (Paz de Augsburgo), lo que complicó enormemente la política de negociaciones de asentamientos y prolongó el resto de la guerra. Animado por los éxitos de la mitad de la guerra, Fernando II se hizo aún más contundente, provocando las infamias de sus ejércitos como la Lotería de Frankenburg (Frankenburger Würfelspiel) (1625), la represión de la rebelión Campesina (1626) y el saqueo de Magdeburgo (1631). A pesar de concluir la Paz de Praga (1635) con Sajonia, y por lo tanto la guerra interna, o civil, con los protestantes, la guerra se alargaría debido a la intervención de muchos estados extranjeros.

### Fernando III y el proceso de paz (1637-1648)
Cuando Fernando II murió en 1637, la guerra progresaba de manera desastrosa para los Habsburgo, y su hijo Fernando III (r. 1637-1657), que había sido uno de sus comandantes militares, se enfrentó a la tarea de salvar las consecuencias del extremismo de su padre. Fernando III era mucho más pragmático y había sido considerado el líder de los partidarios de la paz en la corte y había ayudado a negociar la paz de Praga en 1635. Sin embargo, con las continuas pérdidas en la guerra se vio obligado a pactar en 1648 la paz de Westfalia, concluyendo la guerra. Uno de sus actos durante la última parte de la guerra fue dar mayor independencia a los estados alemanes (ius belli ac pacis, 'derechos en tiempo de guerra y paz') que modificarían gradualmente el equilibrio de poder entre el emperador y los estados imperiales a favor de estos últimos.

### Evaluación
Los objetivos últimos probaron ser difíciles de alcanzar y la guerra fue una montaña rusa, ya que el dominio excesivo de los Habsburgo llevó a una disputa doméstica que involucró a la mayor parte de Europa; aunque a veces pareció ayudar al objetivo de los Habsburgo de hegemonía política y conformidad religiosa, finalmente no los consiguieron, salvo en sus propios territorios centrales.
Las conversiones forzadas o los desalojos llevados a cabo en medio de la guerra de los Treinta Años, junto con el posterior éxito general de los protestantes, tuvieron consecuencias muy negativas para el control de Habsburgo del Sacro Imperio Romano. Aunque las pérdidas territoriales fueron relativamente pequeñas para los dominios patrimoniales de los propios Habsburgos, el Imperio sí se redujo en gran medida y también el poder del emperador; el equilibrio de poder en Europa cambió con la aparición de nuevos centros en las fronteras del Imperio (Francia y Suecia). Los estados imperiales, desde entonces, pasaron a desempeñarse cada vez más como estados nacionales independientes.
Aunque se vieron privados de la meta de la monarquía universal, las campañas dentro de las tierras hereditarias de los Habsburgo tuvieron un éxito relativo en la purificación religiosa, a pesar de que Hungría nunca fue recatolicizada con éxito. Solo en la Baja Austria, y solo entre la nobleza, se toleró el protestantismo. Un gran número de personas emigraron o se convirtieron, mientras que otras se comprometieron como cripto-protestantes, lo que dio lugar a una relativa conformidad. El aplastamiento de la revuelta de Bohemia también extinguió la cultura checa y estableció el alemán como herramienta del absolutismo de los Habsburgo. Los monarcas austriacos a partir de entonces tuvieron mucho mayor control dentro de la base de poder hereditaria, el control del absolutismo dinástico fue más estricto y el poder de los estados disminuyó. Por otro lado, el archiducado de Austria quedó mucho más reducido en cuanto a población y pujanza económica, y menos vigoroso y debilitado como estado-nación.
Se estableció la monarquía barroca austriaca. A pesar de la dicotomía entre la realidad exterior y la convicción interna, el resto del mundo vio a Austria como el epítome de la conformidad forzosa, y de la confusión entre la iglesia y el estado.

### Impacto de la guerra
En términos de costos humanos, las guerras de los Treinta Años, con sus muchas dislocaciones económicas, sociales y de población causadas por los métodos de línea dura adoptados por las estrictas medidas de contrarreforma de Fernando II y el empleo casi continuo de ejércitos de campo mercenarios, contribuyeron significativamente a la pérdida de vidas y a la despoblación trágica de todos los estados alemanes, durante una guerra en la que, según algunas estimaciones, la pérdida de vidas civiles alcanzó hasta el 50% en general.
Los estudios citan principalmente como causas de muerte la inanición y el debilitamiento de la resistencia a enfermedades endémicas (en última instancia por la falta de alimentos) que repetidamente alcanzaron proporciones epidémicas entre la población general de Europa Central: los estados alemanes fueron el campo de batalla y las zonas donde se concentraron los ejércitos mercenarios más grandes vistos hasta el momento, y esos ejércitos se alimentaban entre las muchas provincias robando la comida de las personas forzadas a las carreteras como refugiados, o aun en las tierras, independientemente de su fe y lealtades. Tanto los habitantes de las ciudades como los campesinos fueron devastados y victimizados en repetidas ocasiones por los ejércitos de ambos bandos, dejando pocos alimentos para las poblaciones ya estresadas por los refugiados de la guerra o que huían de las represiones de las contrarreformas católicas bajo el gobierno de Fernando.

### Sucesión dinástica y redivisión de las tierras
Las tierras austriacas finalmente quedaron bajo el gobierno de un único archiduque en 1620, pero Fernando II las redividió rápidamente en 1623, en la tradición de los Habsburgo, mediante el parcelamiento de la «Alta Austria» (Austria Anterior y Tirol) con su hermano menor Leopoldo V (r. 1623-1632) que era gobernador allí. La Alta Austria permanecería bajo los sucesores de Leopoldo hasta 1665, cuando volverá a la línea sénior bajo Leopoldo I.
El hijo de Leopoldo V, Fernando Carlos, le sucedió en la Alta Austria en 1632. Sin embargo, solo tenía cuatro años en ese momento, dejando a su madre Claudia de Médici como regente hasta 1646.

## Estableciendo la monarquía: el ascenso de Austria al poder (1648-1740)
A pesar de los reveses de la guerra de los Treinta Años, Austria fue capaz de recuperarse económica y demográficamente, y consolidar una nueva hegemonía, a menudo llamada por el periodo artístico con el que coincidió, Barroco austríaco. En 1714, Austria se había convertido nuevamente en una gran potencia. Sin embargo, las raíces de la legitimidad de los Habsburgo, con su dependencia de la conformidad religiosa y política, contribuyeron a hacerla cada vez más anacrónica en la Era de la Ilustración. Sin embargo, en el arte y la arquitectura el barroco floreció en Austria. En tiempos de paz, Fernando III (r. 1637-1657) demostró ser un gran mecenas de las artes y un buen músico.
Tras la muerte de Fernando en 1657, fue sucedido por su hijo Leopoldo I (r. 1657-1705), cuyo reinado fue relativamente largo. Mientras tanto, en "Alta Austria", Fernando Carlos (r. 1632-1662), aunque también fue un patrón de las artes, gobernó con un estilo absolutista y extravagante. Su hermano Segismundo Francisco (r. 1662-1665), que le sucedió brevemente en 1662, murió sin heredero en 1665 y sus tierras revirtieron en Leopoldo I. Así, desde 1665, Austria finalmente quedó reunida bajo un único archiduque.

### Leopoldo I (1657-1705): unificación final y liberación del Imperio otomano

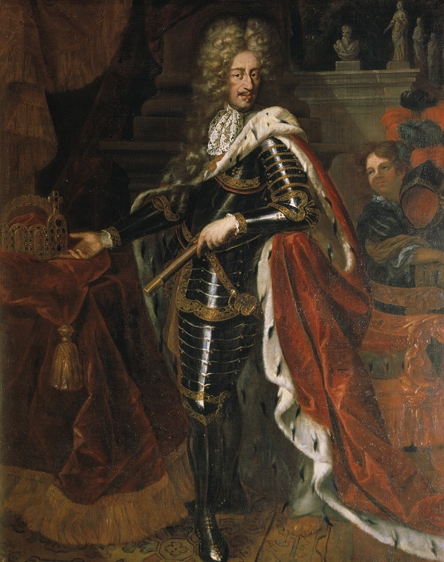
Leopoldo I, r. 1657-1705.

El reinado de Leopoldo I estuvo marcado por el regreso a una sucesión de guerras. Incluso antes de que sucediera a su padre en 1657, estuvo involucrado en la Segunda Guerra del Norte (1655-1660), una venganza por la participación de Suecia en la guerra de los Treinta Años, en la que Austria se alió con Polonia, derrotando a Transilvania, un protectorado otomano y aliado sueco.
Al final de esa guerra, en 1660, los otomanos invadieron Nagyvárad en Transilvania, lo que marcaría el comienzo del declive de ese principado y el aumento de la influencia de los Habsburgo. En vano, los transilvanos pidieron ayuda a Viena, desconociendo los acuerdos secretos entre otomanos y los Habsburgo. 

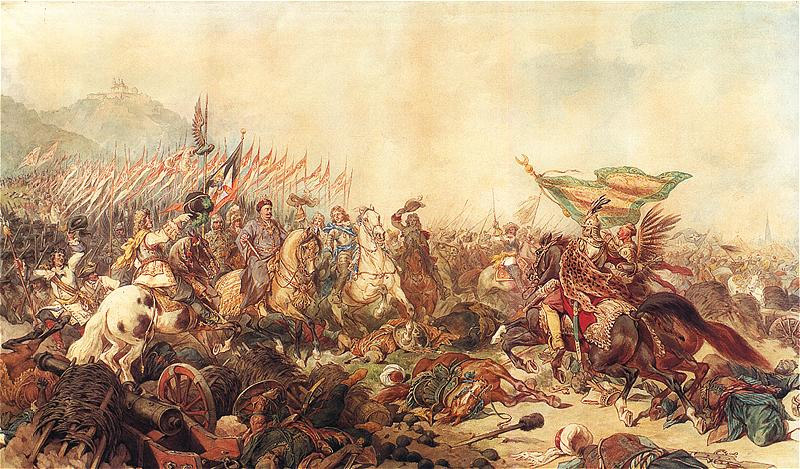
La batalla de Viena, 1683.

Afortunadamente para Austria, El Imperio otomano estaba ocupado en otros lugares durante la guerra de los Treinta Años, cuando habría sido vulnerable al ataque en su flanco oriental. Hasta 1663 los otomanos no desarrollaron amenazas serias con respecto a Austria en lo que fue un evento desastroso para los primeros, siendo derrotados en la batalla de San Gotardo el año siguiente.
Los términos, dictados por la necesidad de tratar con los franceses en el oeste, fueron tan desventajosos que enfurecieron a los húngaros que se rebelaron. Para empeorar las cosas, después de ejecutar a los líderes, Leopoldo intentó imponer una contrarreforma que provocó una guerra civil religiosa. Aunque hizo algunas concesiones en 1681. Por lo tanto, a principios de la década de 1680, Leopoldo se enfrentaba a la revuelta húngara, respaldada por los otomanos y alentada por los franceses en el flanco opuesto.
Mientras tanto, Austria se involucraba en otra parte con la guerra franco-neerlandesa (1672-1678) que se concluyó con los tratados de Nimega (1678) dando a los franceses considerables oportunidades (reunions); de hecho, las acciones de los franceses, en ese momento también ya una gran potencia, distrajeron a Leopoldo después de su ventaja con los otomanos, las relaciones austro-otomanas se regían por la paz de Vasvár, que le concedería un alivio de unos veinte años. Sin embargo, las reuniones compraron una neutralidad francesa muy necesaria mientras Austria vigilaba el este.
Los otomanos se volvieron en 1682 contra Austria en venganza contra los ataques de los Habsburgo, llegando a Viena en 1683, que demostró estar bien fortificada, y comenzaron a asediarla. Las fuerzas aliadas finalmente resultaron superiores y el levantamiento del sitio fue seguido por una serie de victorias en 1683, 1688 y 1697, resultando en el tratado de Karlowitz (1699), Belgrado cayó en 1688 (pero fue recapturada en 1690). Esto proporcionó la hegemonía austriaca sobre Hungría y porpició la llegada jo una gran cantidad de serbios al Imperio, quienes tendrían un gran impacto en las políticas durante los siglos posteriores.
Con la frontera oriental entonces finalmente asegurada, Viena podría florecer (Vienna gloriosa) y expandirse más allá de sus límites tradicionales. En el este, Leopoldo estaba aprendiendo que había poco que ganar con las medidas severas, cuya política fue aceptada, y otorgó derechos a la Dieta húngara a través del Diploma Leopoldianum de 1691. Sin embargo, en el frente militar, esto simplemente liberó a Austria para participar. en otras guerras en Europa occidental. Austria se fue involucrando más en la competencia con Francia en Europa occidental, luchando contra los franceses en la guerra de la Liga de Augsburgo (1688-1697).
En el frente doméstico, el reinado de Leopoldo estuvo marcado por la expulsión de los judíos de Viena en 1670, y el área pasó a llamarse Leopoldstadt. Mientras, en 1680, Leopoldo adoptó la llamada Pragmatica, que volvió a regular la relación entre terratenientes y campesinos.

### Guerra de sucesión española (1701-1714): José I y Carlos III

Europa en 1701.

Europa después de los tratados de Utrecht, de Rastatt y de Baden:
Ganancias de los Habsburgo (Países Bajos españoles, reinos de Nápoles y Cerdeña y Ducado de Milán)
Ganancias de Saboya (reino de Sicilia, intercambiado en 1720 por Cerdeña).
Ganancias británicas (Menorca y Gibraltar)
Ganancias prusianas (parte del Alto Güeldres)

El más complejo de todos los conflictos fue la guerra de sucesión española (1701-1714), en la que franceses y austriacos (junto con sus aliados británicos, neerlandeses y catalanes) lucharon por la herencia de los vastos territorios de los Habsburgo españoles. La causa aparente fue la reclamación del hijo menor de Ladislao, el futuro Carlos III de Austria, del trono español vacante en 1701 tras la muerte de Carlos II de España. Leopoldo se involucró en la guerra pero no vivió para ver su resultado; le sucedió su hijo José I en 1705. El reinado de José fue breve (r. 1705-1711) y la guerra finalmente terminó en 1714, momento en que su hermano Carlos III ya lo había sucedido (r. 1711-1740).
Aunque los franceses se aseguraron el control de España y de sus colonias para un nieto de Luis XIV, y los austríacos también obtuvieron ganancias significativas en Europa occidental, incluidos los antiguos Países Bajos españoles (llamados a partir de entonces Países Bajos austríacos, que abarcaban la mayor parte de la Bélgica moderna), el ducado de Milán en el norte de Italia, y el reino de Nápoles y Cerdeña en el sur de Italia (este último fue intercambiado por Sicilia en 1720). Al final de la guerra, en 1714, Austria había logrado una posición central en la política de poder europea.
El final de esa guerra vio a los aliados de Austria desertar al aceptar concluir tratados con los franceses; Carlos finalmente firmó el Tratado de Rastatt en 1714. Si bien los Habsburgo tal vez no obtuvieron todo lo que querían, aun consiguieron ganancias significativas a través de Rastatt y Karlowitz, y establecieron su poder. El resto de su reinado vio a Austria renunciar a muchas de esas importantes ganancias, en gran parte debido a la aprensión de Carlos ante la inminente extinción de la Casa de los Habsburgo austriacos por falta de descendientes masculinos.

### Carlos III: sucesión y Prágmatica Sanción (1713-1740)
Carlos tenía entonces sus propios problemas de sucesión, ya que solo dos de sus hijas vivían. Su solución fue abolir la herencia masculina única mediante la Pragmática Sanción de 1713. En 1703, su padre Leopoldo VI había hecho un Pacto mutuo de sucesión con sus hijos que permitía la herencia femenina —se había acordado que, en ausencia de herederos varones, las hijas de José tendrían prioridad sobre las hijas de Carlos en todas las tierras de los Habsburgo— pero que era vago en los detalles y que dejaba espacio para la incertidumbre. Aunque en ese momento Carlos no tenía hijos, si solo sobrevivieran sus hijas, serían eliminadas de la herencia. En segundo lugar, debido a que la ley Sálica impedía la herencia femenina, Carlos VI necesitaba tomar medidas extraordinarias para evitar una disputa de sucesión prolongada —como había sucedido en guerra de sucesión española—, ya que otros demandantes seguramente habrían impugnado una herencia femenina. La Pragmática Sanción permitía la sucesión femenina (postergando a las hijas de José) y además previó la inseparabilidad (indivisibiliter ac inseparabiliter) de las tierras de los Habsburgo. (Esto serviría para formar la base legal para la unión con el reino de Hungría y para legitimar la monarquía de los Habsburgo. Sería confirmado mediante el compromiso austrohúngaro de 1867 y duraría hasta 1918).

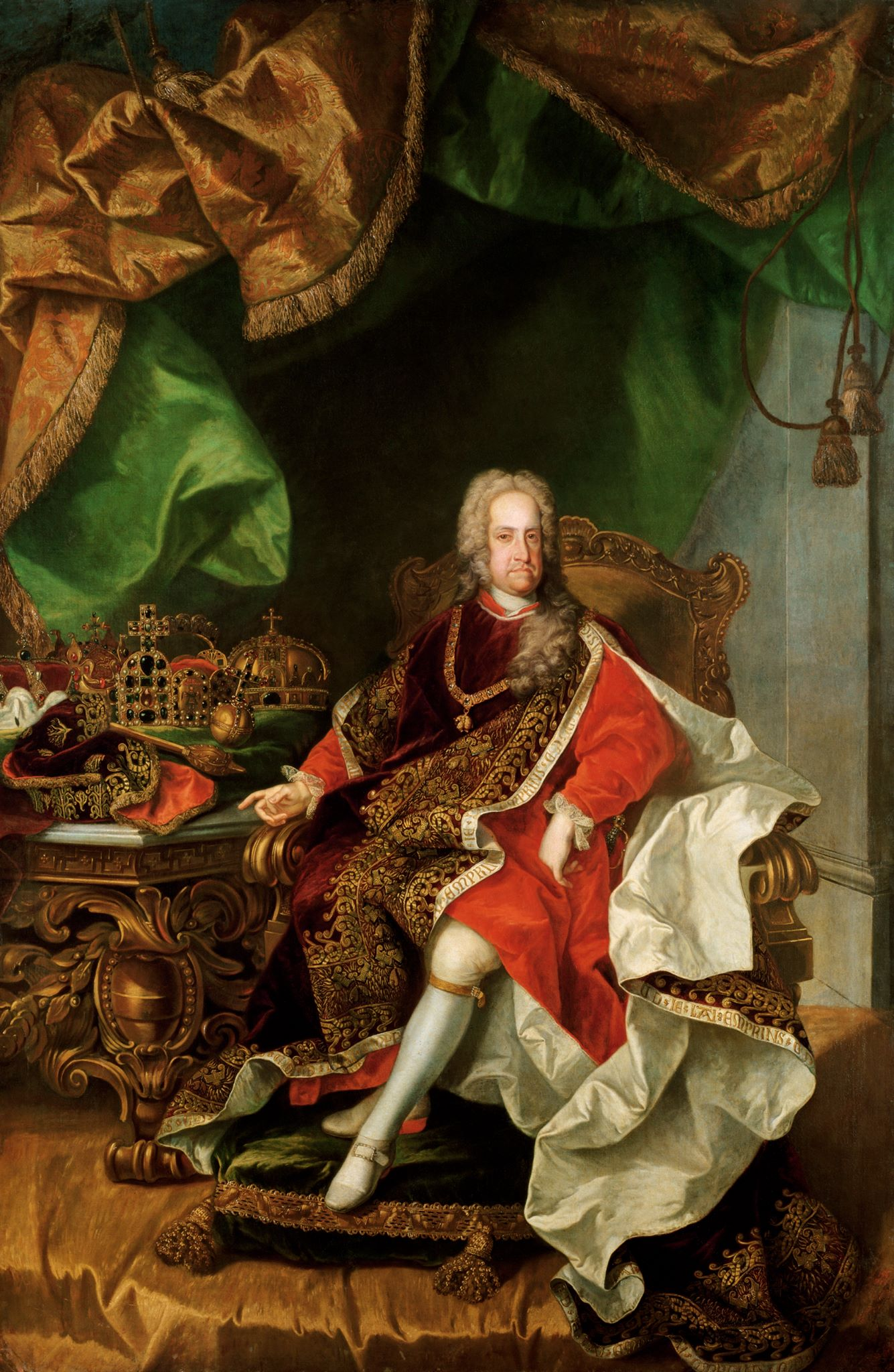
Carlos III, 1713-1740.

Carlos necesitaba fortalecer el acuerdo negociando con los estados vecinos. La negociación interna resultó ser relativamente simple y se convirtió en ley en 1723. Carlos estaba entonces dispuesto a ofrecer ventajas concretas en territorio y autoridad a cambio de los valiosos reconocimientos de la Pragmática Sanción por parte de otras potencias que reconocieran a su hija, María Teresa, como su heredera. Igualmente desafiante fue la cuestión de las aparentes perspectivas matrimoniales de la heredera y de cómo podrían influir en el equilibrio de poder europeo. La elección final fue Francisco Esteban de Lorena con quien se comprometió oficialmente en 1736 y que resultó impopular entre las otras potencias, particularmente en Francia.
La guerra continuó siendo parte de la vida europea a principios del siglo XVIII. Austria participó en la guerra de la Cuádruple Alianza y el Tratado de La Haya resultante de 1720 contribuyó a que las tierras de los Habsburgo alcanzaran su mayor expansión territorial. La guerra con Francia había estallado nuevamente en 1733 con la guerra de sucesión polaca, cuyo acuerdo en el Tratado de Viena de 1738, vio a Austria ceder Nápoles y Sicilia al infante español Don Carlos a cambio del pequeño ducado de Parma y de la adhesión de España y de Francia a la Pragmática Sanción. Los últimos años del reinado de Carlos también vieron más guerras contra los turcos, comenzando con una escaramuza exitosa en 1716-1718, que culminó en el Tratado de Passarowitz. Menos exitosa fue la guerra de 1737-1739 que acabó con la pérdida de Belgrado y otros territorios fronterizos en el Tratado de Belgrado.
En el frente interno, militar y político, las ganancias fueron acompañadas por la expansión económica y la repoblación (Schwabenzug), ya que Austria entró en el período del Alto Barroco con el auge de la construcción de grandes edificios, incluyendo el Belvedere (1712-1783) y la Karlskirche (1716-1737), ejemplificado por los grandes arquitectos de la época, como Fischer von Erlach, Hildebrandt y Prandtauer. Sin embargo, las finanzas de los Habsburgo eran frágiles. Habían confiado en banqueros judíos como Samuel Oppenheimer para financiar sus guerras, y posteriormente lo llevaron a la bancarrota. Sin embargo, el sistema financiero en Austria permaneció anticuado e inadecuado. En el momento de la muerte de Carlos en 1740, el tesoro estaba casi agotado.
La intolerancia religiosa de los Habsburgo, antes incuestionable en las tierras centrales, fue objeto de un escrutinio más intenso en 1731, cuando 22.000 presuntos cripto-protestantes fueron expulsados de Salzburgo y el Salzkammergut. Se mostró una intolerancia similar con la población judía en Bohemia y en las áreas circundantes bajo el Familianten (Familiantengesetze) en 1726 y 1727. Lo peor habría seguido si no se hubieran dado cuenta de que implicaba consecuencias económicas y que se requería cierta adaptación a las ideas más racionalistas de Europa occidental. Entre estas se encontraba el cameralismo que alentaba la autosuficiencia económica en el estado nacional. Así se fundaron y alentaron industrias domésticas como la Linzer Wollzeugfabrik, pero a menudo tales ideas fueron subyugadas por intereses creados como la aristocracia y la iglesia. El énfasis racionalista en lo natural y lo popular era la antítesis del elitismo de Habsburgo y de la autoridad divina. Finalmente las potencias externas forzaron al racionalismo en Austria.
En el momento de su muerte en 1740, Carlos III había asegurado la aceptación de la Pragmática Sanción por la mayoría de las potencias europeas. La cuestión restante era saber si ese planteamiento era realista y sería respetado en los complicados juegos de poder de las dinastías europeas.

## María Teresa y reforma (1740-1780)

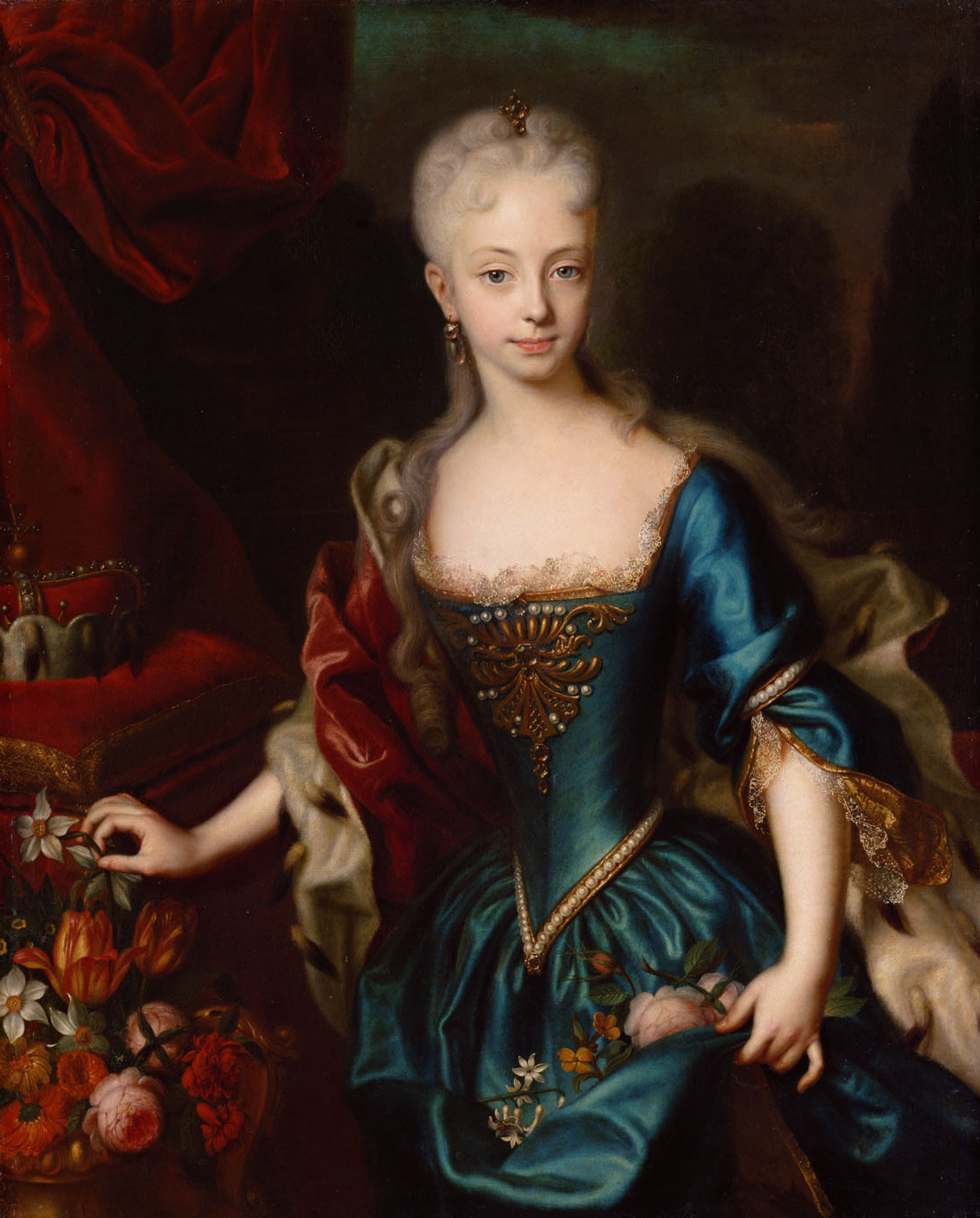
María Teresa I de Austria, joven, en 1727.

Carlos III murió el 20 de octubre de 1740, y fue sucedido por su hija María Teresa. Sin embargo, el título imperial era electivo y no podía ser desempeñado por mujeres. El título pasó a Carlos VII (r. 1742-1745), príncipe elector de Baviera, el único momento en que la corona imperial quedó fuera de la línea de Habsburgo desde 1440 hasta 1806, siendo Carlos VII uno de los muchos que repudió la Pragmática Sanciónde 1713. Como muchos habían anticipado, todas las garantías de las otras potencias resultaron de poco valor para María Teresa.

### Guerra de sucesión austríaca (1740-1748)
El 16 de diciembre de 1740, las tropas prusianas invadieron Silesia bajo el mando del rey Federico el Grande. Esta fue la primera de las tres Guerras de Silesia peleadas entre Austria y Prusia en ese período (1740-1742, 1744-1745 y 1756-1763). Muy pronto otras potencias comenzaron a explotar la debilidad de Austria. Carlos VII reclamó la herencia de las tierras hereditarias y Bohemia, y fue apoyado por el rey de Francia, que deseaba los Países Bajos austriacos. Los españoles y los sardos esperaban ganar territorio en Italia, y los sajones esperaban ganar territorio para conectar Sajonia con el Reino polaco del elector. Francia incluso fue tan lejos como para prepararse para una partición de Austria.
Los aliados de Austria, Gran Bretaña, la República Neerlandesa y Rusia, desconfiaban de involucrarse en el conflicto; En última instancia, solo Gran Bretaña proporcionó un apoyo significativo. Así comenzó la guerra de sucesión de Austria (1740-1748), una de las guerras más confusas y menos agitadas de la historia europea, que finalmente vio a Austria defendiéndose, a pesar de la pérdida permanente de la mayor parte de Silesia frente a los prusianos. Eso representó la pérdida de una de sus provincias más ricas e industrializadas.
Para Austria, la Guerra de Sucesión fue más una serie de guerras, la primera concluyó en 1742 con el Tratado de Breslau, la segunda (1744-1745) con el Tratado de Dresde. Sin embargo, la guerra general continuó hasta el Tratado de Aix-la-Chapelle (1748).
En 1745, después del reinado del Elector de Baviera como emperador Carlos VII, el esposo de María Teresa, Francisco de Lorena, Gran Duque de Toscana, fue elegido emperador, devolviendo el control de ese cargo a los Habsburgo (o, mejor dicho, a la nueva casa conjunta Habsburgo-Lorena), Francisco fue titular de la corona titular hasta su muerte en 1765, pero su emperatriz, María Teresa, desempeñó las funciones ejecutivas. La Pragmática Sanción de 1713 se aplicaba a las posesiones hereditarias de los Habsburgo y al archiducado de Austria, pero no al cargo en el Sacro Emperador Romano, que no podía ser ocupada por mujeres, por lo que María Teresa era la emperatriz consorte y no la emperatriz reinante.

### Guerra de los Siete Años y tercera guerra de Silesia (1754-1763)
Durante los ocho años que siguieron al tratado de Aix-la-Chapelle, que puso fin a la guerra de sucesión de Austria, María Teresa planeó la venganza contra los prusianos. Los aliados británicos y neerlandeses, que se habían mostrado tan reacios a ayudarla en su momento de necesidad, fueron rechazados en favor de los franceses en la llamada revolución diplomática (bouleversement) de 1756, bajo el consejo de Kaunitz, canciller austriaco (r. 1753-1793). Esto dio lugar al Tratado de Versalles de 1756. Ese mismo año, una vez más, estalló la guerra en el continente cuando Federico, temiendo el cerco, lanzó una invasión preventiva de Sajonia y el tratado defensivo se volvió ofensivo. La tercera guerra de Silesia (1754-1763, parte de la guerra de los Siete Años) fue indecisa, y su final vio como Prusia retenía Silesia, a pesar de que Rusia, Francia y Austria se combinaron contra ella, y con solo Hanóver como importante aliado en tierra.
El final de la guerra vio a Austria, mal preparada al principio, agotada. Austria continuó la alianza con Francia (cimentada en 1770 con el matrimonio de la hija de María Teresa, la archiduquesa María Antonieta con el Delfín), pero también encaró una situación peligrosa en Europa Central, enfrentada a la alianza de Federico el Grande de Prusia y Catalina la Grande de Rusia. La guerra ruso-turca de 1768-1774 causó una grave crisis en el centro-este de Europa. Prusia y Austria exigieron una compensación por los avances de Rusia en los Balcanes, lo que finalmente llevó a la Primera Partición de Polonia en 1772, en la que María Teresa tomó Galicia del aliado tradicional de Austria.

### Guerra de la sucesión bávara (1778-1779)
En los siguientes años, las relaciones austro-rusas comenzaron a mejorar. Cuando la Guerra de Sucesión bávara (1778-1779) estalló entre Austria y Prusia tras la extinción de la línea bávara de la dinastía Wittelsbach, Rusia se negó a apoyar a Austria, su aliada de la guerra de los Siete Años, pero se ofreció a mediar y la guerra se terminó, casi sin derramamiento de sangre, el 13 de mayo de 1779, cuando mediadores rusos y franceses en el Congreso de Teschen negociaron el fin de la guerra. En el acuerdo, Austria recibió el Innviertel de Baviera, pero para Austria fue un caso de statu quo ante bellum. Esta guerra fue inusual para esa era en que las bajas por enfermedad y el hambre superaban las heridas, y se considera la última de las Guerras de Gabinete (Kabinettskriege) en la que los diplomáticos desempeñaban un papel tan importante como las tropas y como las raíces del dualismo alemán (rivalidad Austria-Prusia).

### Reforma

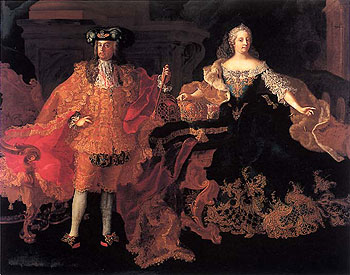
Francisco I de Lorena (r. 1740-1765) con María Teresa I de Austria (r. 1740-1780).

Si bien María Teresa y su consorte eran conservadores absolutistas barrocos, esto fue atenuado por un sentido pragmático e implementaron una serie de reformas ya atrasadas. Por lo tanto, esas reformas fueron respuestas pragmáticas a los desafíos que enfrentaban el archiducado y el imperio, no ideológicamente enmarcadas en la Era de la Ilustración como sería vistoo por su sucesor. De hecho, Christian Wolff, el arquitecto de la Ilustración alemana, aunque nació como súdito de los Habsburgo, tuvo que irse debido al desaliento activo de tales ideales.
La colisión con otras teorías de los estados nacionales y la modernidad obligó a Austria a realizar un delicado equilibrio entre aceptar las cambiantes circunstancias económicas y sociales y rechazar el cambio político que las acompañaba. La relativa incapacidad de lidiar con la modernidad produjo grandes cambios en el poder de los Habsburgo y en la cultura y sociedad austriacas. Uno de los primeros desafíos que enfrentaron María Teresa y sus asesores fue restaurar la legitimidad y la autoridad de la dinastía, aunque fue reemplazada lentamente por la necesidad de establecer las necesidades del Estado.

#### Gobernanza y finanzas
María Teresa promulgó reformas financieras y educativas, con la asistencia de sus asesores, en particular el conde Friedrich Wilhelm von Haugwitz y Gerard van Swieten. Muchas reformas fueron en interés de la eficiencia. Sus reformas financieras mejoraron considerablemente las finanzas del estado e introdujeron notablemente los impuestos a la nobleza por vez primera, logrando un presupuesto equilibrado en 1775.
A nivel administrativo, bajo Haugwitz, María Teresa centralizó la administración, antes dejada a la nobleza y a la iglesia, siguiendo los modelos prusianos con un servicio civil permanente. Haugwitz fue nombrado jefe del nuevo Directorium in publicis und cameralibus en 1749. En 1760 estaba ya claro que eso no estaba resolviendo los problemas de Austria y que era necesario realizar más reformas. La propuesta de Kaunitz de crear un cuerpo consultivo fue aceptada por María Teresa. Este Consejo de Estado (Staatsrat) se basaría en el Consejo de Estado francés, que creía que un monarca absolutista podía ser guiado por asesores de la Ilustración. El Consejo fue inaugurado en enero de 1761, integrado por Kaunitz, el canciller estatal (Staatskanzler), tres miembros de la alta nobleza (Staatsminister), incluido von Haugwitz como presidente (Erster Staatsminister), y tres caballeros (Staatsrat), que servían como comité de personas experimentadas que la aconsejaban. El consejo de estado carecía de autoridad ejecutiva o legislativa. Esto marcó la ascendencia de Kaunitz sobre von Haugwitz. El Directorio fue abolido y sus funciones fueron absorbidas por las nuevas cancillerías austriacas y bohemias (Böhmisch-Österreichische Hofkanzlei) en 1761.

#### Educación
Mientras Von Haugwitz modernizaba el ejército y el gobierno, Van Swieten reformaba la atención médica y la educación. La reforma educativa incluyó la de la Universidad de Viena por Swieten a partir de 1749, la fundación del Theresianum (1746) como una academia de servicio civil, así como academias de servicio militar y servicio extranjero. Se estableció una Comisión de Educación (Studienhofkommission) en 1760 con un interés específico en reemplazar el control jesuítico, pero fue la disolución papal de la orden en 1773 la que logró esto.
La confiscación de sus propiedades habilitó el siguiente paso. Consciente de la insuficiencia de la burocracia en Austria y, para mejorarla, María Theresa y lo que ahora se conocía como el Partido de la Ilustración reformó radicalmente el sistema escolar. En el nuevo sistema, basado en el sistema prusiano, todos los niños de ambos sexos de 6 a 12 años tenían que asistir a la escuela, mientras se establecían escuelas de formación de maestros. La reforma educativa fue recibida con hostilidad por la nobleza y muchos pueblos, para los niños representaban una fuerza laboral. María Teresa aplastó la disidencia al ordenar el arresto de todos los opositores. Aunque la idea tenía mérito, las reformas no fueron tan exitosas como se esperaba que fueran; en algunas partes de Austria, la mitad de la población era analfabeta hasta bien entrado el siglo XIX. Sin embargo, el acceso generalizado a la educación, la educación en el idioma vernáculo, el reemplazo del aprendizaje de memoria y de la obediencia ciega por el razonamiento tendrían un efecto profundo en la relación entre las personas y el estado.

#### Derechos civiles, industria y relaciones laborales
Otras reformas que abordó atañían a los derechos civiles que fueron modificados bajo el Codex Theresianus, que comenzó en 1752 y terminó en 1766. Las medidas específicas incluyeron la abolición de la tortura y la quema de brujas. También en la política industrial y agraria a lo largo de líneas cameralistas, la teoría era maximizar los recursos de la tierra para proteger la integridad del estado. Los problemas generalizados que surgieron de la guerra, el hambre persistente y los abusos hicieron que la implementación de las reformas entre propietarios y campesinos fuera vista como razonable. María Teresa y su régimen habían buscado un nuevo vínculo más directo con la población, en un momento en que la administración ya no debía ser desarrollada, y ese maternalismo combinado con el pensamiento cameralista requería un interés más cercano en el bienestar del campesinado y su protección, que se transpiraba en la década de 1750. Sin embargo, ese interés había sido más señalado que observado. En la década de 1770, el control más significativo de las rentas se puso en práctica, lo que erosionó aún más el privilegio.
Si bien las reformas ayudaron a Austria a lidiar con las guerras casi constantes, las guerras mismas obstaculizaron la implementación de esas reformas.

### Religión
Aunque piadosa católica, sus reformas afectaron a la relación entre el estado y la iglesia a favor del primero, pero eso no supuso ninguna relajación de la intolerancia religiosa, a pesar de que se adelantó a la supresión de los jesuitas por parte del papa Clemente XIV en 1773 mediante la emisión de un decreto que los removió de todas las instituciones de la monarquía. Fue tanto una sospecha sobre sus excesos como por su tendencia a la interferencia política que los puso en conflicto con la secularización progresiva de la cultura. Así, fueron eliminados del control de la censura en 1751, y las reformas educativas amenazaron el control que ejercían sobre la educación. María Teresa fue hostil a los judíos y los protestantes, pero finalmente abandonó los esfuerzos de conversión, aunque continuó la campaña de su padre para exiliar a los protestantes criptográficos (principalmente a Transilvania, como en 1750). En 1744 incluso ordenó la expulsión de judíos, pero luego cedió bajo presión en 1748. En sus últimos años, sin embargo, tomó algunas medidas para proteger a la población judía.

### Sucesión y corregencia
María Teresa tuvo una familia numerosa, dieciséis hijos en total, de ellos seis hijas que sobrevivieron hasta la edad adulta. Fueron muy conscientes de que su destino iba a ser utilizarlas como peones políticos. El más conocido de ellos fue la figura trágica de María Antonieta (1755-1793).
Cuando el consorte de María Teresa, Francisco, murió en 1765, fue sucedido por su hijo José II como emperador (r. 1765-1790) debido a la primogenitura masculina. José también fue nombrado cogobernante o corregente con su madre. José, que tenía 24 años en ese momento, estaba más en sintonía ideológica con la modernidad y estaba frecuentemente en desacuerdo con su madre en cuanto a la política, y con frecuencia fue excluido de la formulación de las políticas. María Teresa siempre actuó con un respeto cauteloso por el conservadurismo de las élites políticas y sociales y la fuerza de las tradiciones locales. Su enfoque cauteloso era rechazado por José, que siempre buscaba la intervención dramática y decisiva para imponer la mejor solución, independientemente de las tradiciones u oposición política. Las rencillas de José y su madre solían ser mediadas por el canciller Wenzel Anton von Kaunitz-Rietberg, quien sirvió durante casi 40 años como el principal ministro de María Teresa y luego de José.
José usó frecuentemente su posición como influencia, amenazando con la renuncia. La única área en la que se le permitió hablar más fue en política exterior. Paradójicamente, su modelo intelectual y archienemigo fue Federico II de Prusia (1740-1786). En esta área tuvo éxito en ponerse del lado de Kaunitz en la Realpolitik, emprendiendo la primera partición de Polonia en 1772 a pesar de las objeciones de principios de su madre. Sin embargo, su entusiasmo por interferir en la política bávara invocando sus lazos con su excuñado, Maximiliano III, acabó con Austria en la Guerra de Sucesión bávara en 1778. Aunque en gran parte excluido de la política interna, aprovechó su tiempo para adquirir conocimiento de sus tierras y de personas relevantes, alentó políticas con las que estaba de acuerdo e hizo gestos magnánimos, como abrir los Parques Reales del Prater y Augarten al público en 1766 y 1775 (Alles für das Volk, nichts durch das Volk— Todo para el pueblo, nada por el pueblo).
Tras la muerte de su marido, María Teresa, dejó de ser emperatriz, cuyo título recayó en su nuera María Josepha de Baviera hasta su muerte en 1767, cuando el título quedó vacante. Cuando María Teresa murió en 1780, José II le sucedió en todos sus títulos.

## La dinastía Habsburgo-Lorena: José II y Leopoldo VII (1780-1792)

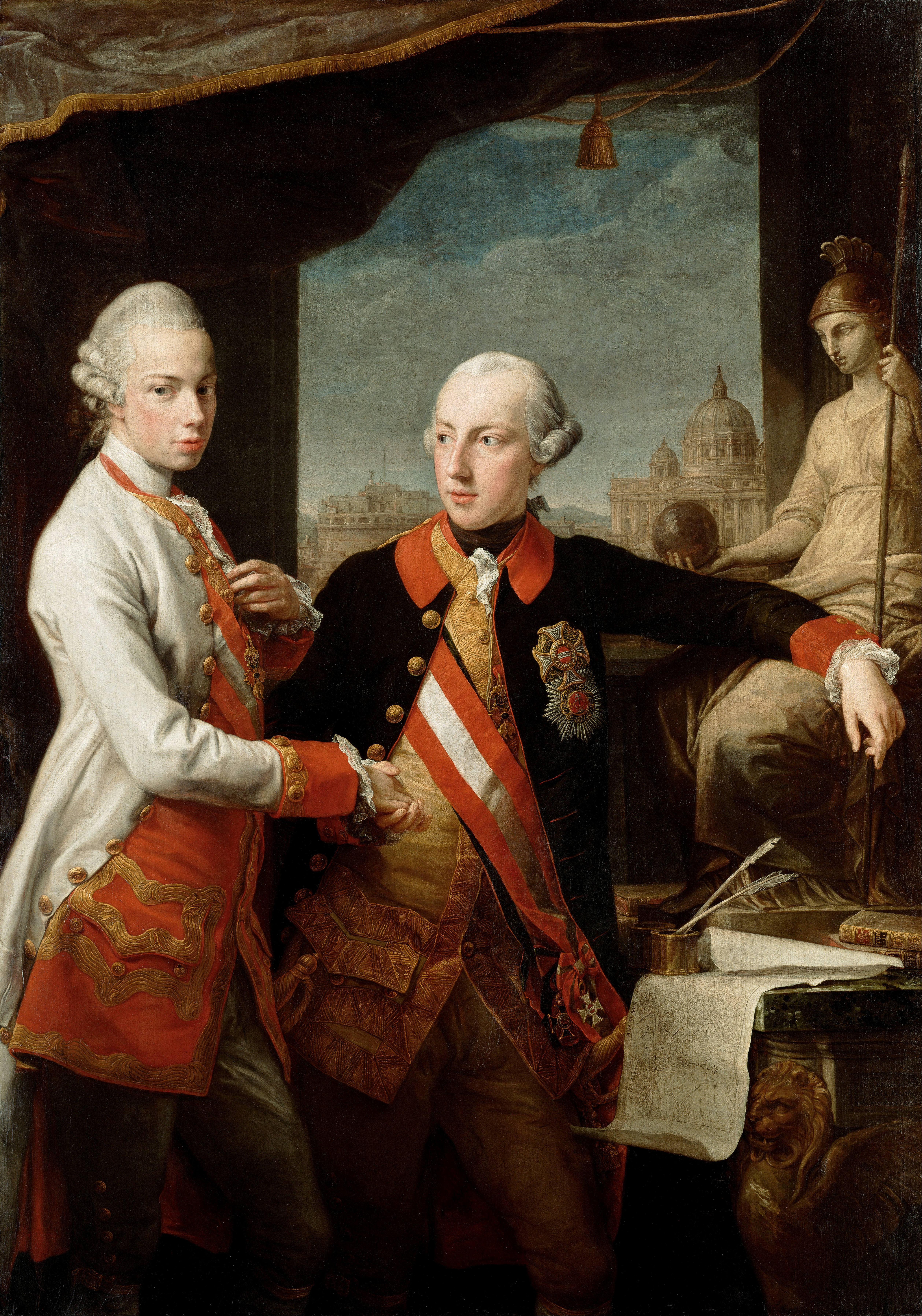
José II (derecha) con su hermano y sucesor Leopoldo VII (izquierda)

### José II (1780-1790): joseínismo y despotismo ilustrado
Como primer miembro de la rama de los Habsburgo-Lorena (Habsburg-Lothringen), José II fue la encarnación arquetípica del espíritu ilustrado de los monarcas reformadores del siglo XVIII conocidos como los déspotas ilustrados. Cuando su madre, María Teresa, pmurió en 1780, José se convirtió en gobernante absoluto sobre el reino más extenso de Europa Central. No tenía ningún parlamento con el que tratar. José siempre estuvo seguro de que el gobierno de la razón, como se proponía en la Ilustración, produciría los mejores resultados posibles en el menor tiempo posible. Emitió muchísimos edictos, 6000 en total, más 11000 nuevas leyes diseñadas para regular y reordenar todos los aspectos del imperio. El espíritu era benevolente y paternal. Tenía la intención de hacer feliz a su gente, pero estrictamente de acuerdo con sus propios criterios.
El joseinismo (o joseísmo), como se llamaba su política, fue notable por la amplia gama de reformas diseñadas para modernizar un imperio chirriante en una era en la que Francia y Prusia se estaban actualizando rápidamente. En el mejor de los casos, el joseinismo provocó un acatamiento implacable, y más a menudo una oposición vehemente de todos los sectores en cada parte de su imperio. El fracaso caracterizó la mayoría de sus proyectos. José se propuso construir un gobierno racional, centralizado y uniforme para sus diversas tierras, una pirámide con él mismo como supremo autócrata. Esperaba que los funcionarios del gobierno fueran todos agentes dedicados del joseinismo y los seleccionaba sin favorecer los orígenes étnicos o de clase; La promoción era únicamente por mérito. Para imponer la uniformidad, hizo del alemán el idioma obligatorio de los asuntos oficiales en todo el Imperio. La asamblea húngara fue despojada de sus prerrogativas, y ni siquiera era convocada.
Como presidente de la Oficina de Auditoría de la Corte (Hofrechenkammer), el conde Karl von Zinzendorf (1781-1792) introdujo un sistema uniforme de contabilidad para los ingresos estatales, los gastos y las deudas de los territorios de la corona austriaca. Austria tuvo más éxito que Francia al cumplir con sus gastos regulares y obtener crédito. Sin embargo, los acontecimientos de los últimos años de José II también sugieren que su gobierno fue financieramente vulnerable a las guerras europeas que se produjeron después de 1792. José reformó el sistema legal tradicional, abolió los castigos brutales y la pena de muerte en la mayoría de los casos, e impuso el principio de total igualdad de trato para todos los delincuentes. Terminó con la censura de la prensa y del teatro.
Para igualar la incidencia de los impuestos, José ordenó una nueva evaluación del valor de todas las propiedades en el imperio; su objetivo era imponer un impuesto único e igualitario sobre la tierra. El objetivo era modernizar la relación de dependencia entre los terratenientes y el campesinado, aliviar parte de la carga impositiva sobre el campesinado y aumentar los ingresos estatales. José consideraba que los impuestos y las reformas agrarias estaban interconectados y se esforzó por implementarlos al mismo tiempo. Las diversas comisiones que estableció para formular y llevar a cabo las reformas encontraron resistencia entre la nobleza, el campesinado y algunos funcionarios. La mayoría de las reformas fueron abrogadas poco antes o después de la muerte de José en 1790; estaban condenadas al fracaso desde el principio porque intentaron cambiar demasiado en poco tiempo, y trataron de alterar radicalmente las costumbres y relaciones tradicionales de las que los aldeanos habían dependido durante mucho tiempo.
En las ciudades, los nuevos principios económicos de la Ilustración exigían la destrucción de los gremios autónomos, ya debilitados durante la era del mercantilismo. Las reformas fiscales de José II y la institución de Katastralgemeinde (distritos fiscales para las grandes haciendas) sirvieron para este propósito, y los nuevos privilegios de fábrica terminaron con los derechos de gremio mientras que las leyes de aduanas apuntaban a la unidad económica. La influencia intelectual de los fisiócratas llevó a la inclusión de la agricultura en estas reformas.

#### Derecho civil y criminal
En 1781-1782 extendió la plena libertad legal a los siervos. Las rentas pagados por los campesinos debían ser reguladas por los funcionarios imperiales (no locales) y los impuestos se aplicaban a todos los ingresos derivados de la tierra. Los propietarios vieron una grave amenaza para su estatus e ingresos, y finalmente revirtieron la política. En Hungría y Transilvania, la resistencia de la nobleza terrateniente fue tan grande que José se comprometió con medidas a medias, una de las pocas veces que retrocedió. Después de la gran revuelta campesina de Horea, 1784-1785, sin embargo, el emperador impuso su voluntad por mandato. Su Patente Imperial de 1785 abolió la servidumbre, pero no otorgó a los campesinos la propiedad de la tierra ni la libertad de pagar a los nobles terratenientes. Les dio libertad personal. La emancipación del campesinado húngaro promovió el crecimiento de una nueva clase de terratenientes sujetos a impuestos, pero no abolió los profundos males del feudalismo ni la explotación de los ocupantes ilegales sin tierra.
La pena de muerte fue abolida en 1787, aunque se restauró en 1795. Las reformas legales obtuvieron una amplia forma "austriaca" en el código civil ABGB: Allgemeine Bürgerliche Gesetzbuch) de 1811 y se consideraron como una base para las reformas posteriores que se extendieron hasta el siglo XX. La primera parte del ABGB apareció en 1786 y el código penal en 1787. Estas reformas incorporaron los escritos criminológicos de Cesare Beccaria, pero también por primera vez todas las personas eran iguales ante los ojos de la ley.

#### Educación y medicina
Para generar una ciudadanía alfabetizada, la educación primaria se hizo obligatoria para todos los niños y niñas, y la educación superior en líneas prácticas se ofreció a unos pocos seleccionados. Creó becas para estudiantes pobres con talento, y permitió el establecimiento de escuelas para judíos y otras minorías religiosas. En 1784 ordenó que el país cambiara su idioma de instrucción, pasando del latín al alemán, un paso muy controvertido en un imperio multilingüe.
En el siglo XVIII, la centralización era la tendencia en la medicina porque los médicos más y mejor educados requerían instalaciones complejass; las ciudades carecían de los presupuestos para financiar los hospitales locales; y la monarquía quería acabar con las costosas epidemias y cuarentenas. José intentó centralizar la atención médica en Viena a través de la construcción de un único gran hospital, el famoso Allgemeines Krankenhaus, que se inauguró en 1784. La centralización empeoró los problemas sanitarios que causaron epidemias xon tasas de mortandad del 20% en el nuevo hospital, lo que socavó el plan de José, pero la ciudad se convirtió en preeminente en el campo médico en el siguiente siglo.

#### Religión
El catolicismo de José era el de la reforma católica y sus objetivos eran debilitar el poder de la Iglesia católica e introducir una política de tolerancia religiosa que era la más avanzada de todos los estados de Europa. En 1789 emitió una carta de tolerancia religiosa para los judíos de Galitzia, una región con una gran población judía tradicional de habla yiddish. La carta abolía la autonomía comunal mediante la cual los judíos controlaban sus asuntos internos; promovió la "germanización" y el uso de ropa no judía.
Probablemente la más impopular de todas sus reformas fue su intento de modernización de la altamente tradicional Iglesia católica. Llamándose a sí mismo el guardián del catolicismo, José II golpeó vigorosamente el poder papal. Trató de hacer de la Iglesia católica en su imperio una herramienta del estado, independiente de Roma. Los clérigos fueron privados del diezmo y se les ordenó estudiar en seminarios bajo la supervisión del gobierno, mientras que los obispos tenían que prestar un juramento formal de lealtad a la corona. Financió el gran aumento de obispados, parroquias y clero secular con las extensas ventas de tierras monásticas. Como hombre de la Ilustración, ridiculizó las órdenes monásticas contemplativas, que consideraba improductivas, a diferencia de las órdenes de servicio. En consecuencia, suprimió muchos de los monasterios (más de 700 fueron cerrados) y redujo el número de monjes y monjas de 65 000 a 27 000.
Las cortes de la iglesia fueron abolidas y el matrimonio fue definido como un contrato civil fuera de la jurisdicción de la iglesia. José redujo drásticamente el número de días santos y redujo la ornamentación en las iglesias. Simplificó enormemente la forma de celebración. Los críticos alegaron que esas reformas causaron una crisis de fe, que redujeron la piedad y disminuyeron la moral, y que tuvieron tendencias protestantes y promovieron el racionalismo ilustrado y la aparición de una clase de funcionarios burgueses liberales, y que finalmente condujeron a la aparición y persistencia del anticlericalismo. Muchos católicos tradicionales fueron energizados en oposición al emperador.

#### La política exterior
El Imperio de los Habsburgo desarrolló una política de guerra y comercio, así como influencia intelectual a través de las fronteras. Mientras se oponía a Prusia y Turquía, Austria era amiga de Rusia, aunque trató de eliminar a Rumania de la influencia rusa.
En política exterior, no había Ilustración, solo hambre por más territorio y disposición para emprender guerras impopulares para obtener tierras. José fue un líder beligerante y expansionista, que soñaba con hacer de su Imperio la más grande de las potencias europeas. El plan de José era adquirir Baviera, si fuera necesario a cambio de Bélgica (los Países Bajos austriacos). Frustrado por el rey Federico II de Prusia en 1778 en la Guerra de Sucesión de Baviera, renovó sus esfuerzos nuevamente en 1785, pero la diplomacia prusiana demostró ser más poderosa. Este fracaso hizo que José buscara la expansión territorial en los Balcanes, donde se involucró en una cara e inútil guerra con los turcos (1787-1791), que fue el precio a pagar por la amistad con Rusia.
La política balcánica de María Teresa y de José II reflejaban el cameralismo promovido por el príncipe Kaunitz, destacando la consolidación de las tierras fronterizas mediante la reorganización y expansión de la frontera militar. Transilvania se incorporó en la frontera en 1761 y los regimientos fronterizos se convirtieron en la columna vertebral del orden militar, ejerciendo el poder militar y civil el comandante del regimiento. Populationistik fue la teoría predominante de la colonización, que medía la prosperidad en términos de trabajo. José II también hizo hincapié en el desarrollo económico. La influencia de los Habsburgo fue un factor esencial en el desarrollo de los Balcanes en la última mitad del siglo XVIII, especialmente para los serbios y croatas.

#### Reacción
La nobleza de todo el imperio odiaba a José: odiaban sus impuestos, su igualitarismo, su despotismo y su puritanismo. En Bélgica y Hungría, todos se resintieron de la forma en que trató de acabar con todo el gobierno regional y de subordinar todo a su propio gobierno personal en Viena. La gente común no era feliz. Odiaban la interferencia del Emperador en cada detalle de sus vidas diarias. ¿Por qué se les debía prohibir hornear pan de jengibre solo porque José pensaba que era malo para el estómago? ¿Por qué el edicto imperial imponía la lactancia de infantes? ¿Por qué la prohibición de los corsés? A partir de estas y otras mil reglamentaciones menores, impuestas por una policía secreta, los austriacos consideraban que José estaba tratando de reformar su carácter y sus instituciones. Solo unas pocas semanas antes de la muerte de José, el director de la Policía Imperial le informó: «Todas las clases, e incluso las que tienen el mayor respeto por el soberano, están descontentas e indignadas».
En Lombardía (en el norte de Italia), las cautelosas reformas de María Teresa habían recibido el apoyo de los reformadores locales. Sin embargo, José II, al crear una poderosa oficialidad imperial dirigida desde Viena, socavó la posición dominante del principado milanés y las tradiciones de jurisdicción y administración. En lugar de la autonomía provincial, estableció un centralismo ilimitado, que redujo Lombardía política y económicamente a un área marginal del Imperio. Como reacción a estos cambios radicales, los reformadores de la clase media se deslizaron desde la cooperación hacia una fuerte resistencia. De esta base surgieron los comienzos del posterior liberalismo lombardo.
En 1788, la salud de José, que no su determinación, ya estaba fallando. En 1789, la rebelión había estallado en protesta contra sus reformas en Bélgica (Revolución de Brabante) y Hungría, y sus otros dominios estaban inquietos bajo las cargas de su guerra con Turquía. Su imperio amenazaba con la disolución, y se vio obligado a sacrificar algunos de sus proyectos de reforma. Con su salud destrozada por la enfermedad, solo, e impopular en todas sus tierras, el amargado emperador murió el 20 de febrero de 1790. Todavía no tenía 49 años. José II cabalgó sobre los viejos privilegios, libertades y prejuicios aristocráticos, creándose así muchos enemigos, que al final triunfaron. El intento de José de reformar las tierras húngaras ilustra la debilidad del absolutismo frente a las libertades feudales bien defendidas.
Detrás de sus numerosas reformas se encuentra un amplio programa influenciado por las doctrinas del absolutismo ilustrado, la ley natural, el mercantilismo y la fisiocracia. Con el objetivo de establecer un marco legal uniforme para reemplazar las estructuras tradicionales heterogéneas, las reformas se guiaron, al menos implícitamente, por los principios de libertad e igualdad y se basaron en una concepción de la autoridad legislativa central del estado. El acceso de José marca una ruptura importante ya que las reformas anteriores bajo María Teresa no habían desafiado esas estructuras, pero no hubo una ruptura similar al final de la era joseiniana. Las reformas iniciadas por José II tuvieron mérito a pesar de la forma en que fueron introducidas. Fueron continuadas en diversos grados bajo sus sucesores. Han sido vistas como una base para reformas posteriores que se extienden hasta el siglo XX.
A su muerte en 1790, José fue sucedido brevemente por su hermano menor Leopoldo VII.

### Leopoldo II (1790-1792)
La muerte de José resultó ser una bendición para Austria, ya que fue sucedido por su hermano menor, Leopoldo II (r. 1790-1792), que anteriormente, como Gran Duque de Toscana, había demostrado ser un cauto reformador. Leopoldo sabía cuándo reducir sus pérdidas, y pronto hizo tratos con los insurgentes neerlandeses y húngaros. También logró asegurar una paz con Turquía en 1791 y negoció una alianza con Prusia, que se había aliado con Polonia para presionar por la guerra en nombre de los otomanos contra Austria y Rusia. Mientras restauraba la calma relativa a lo que había sido una situación de crisis en su acceso en 1790, Austria estaba rodeada de amenazas potenciales. Si bien muchas reformas se revocaron por necesidad, se iniciaron otras reformas, incluida una mayor libertad de prensa y la restricción de los poderes de la policía. Reemplazó al ministro de policía de su hermano, Johann Anton von Pergen, por Joseph Sonnenfels, un defensor del bienestar social en lugar del control.
El reinado de Leopoldo también vio la aceleración de la Revolución Francesa. Aunque Leopoldo simpatizaba con los revolucionarios, también era hermano de la reina francesa. Además, las disputas sobre el estatus de los derechos de varios príncipes imperiales en Alsacia, donde el gobierno revolucionario francés intentaba eliminar los derechos garantizados por varios tratados de paz, involucraron a Leopoldo como emperador en conflictos con los franceses. La Declaración de Pillnitz, hecha a fines de 1791 conjuntamente con el rey prusiano Federico Guillermo II y el Federico Augusto I, Elector de Sajonia, en la que se declaró que los otros príncipes de Europa se interesaron en lo que estaba sucediendo en Francia, tenía la intención de ser una declaración en apoyo de Luis XVI que evitase la necesidad de tomar cualquier tipo de acción. Sin embargo, en cambio, inflamó los sentimientos de los revolucionarios contra el Emperador. Aunque Leopoldo hizo todo lo posible por evitar la guerra con los franceses, murió en marzo de 1792. Los franceses declararon la guerra a su inexperto hijo Francisco II un mes después.

### Las Artes
Viena y Austria dominaron la música europea desde finales del siglo XVIII a principios del XIX, caracterizada por la Primera Escuela de Viena (Wiener Klassik). Esta fue la época de Haydn, y el período de Viena de Mozart se extendió desde 1781 hasta 1791, durante el cual fue compositor de la corte. La ópera, particularmente la ópera alemana, estaba floreciendo. Mozart escribió muchas óperas alemanas incluyendo La flauta mágica. Las Artes, que inicialmente fueron patrocinadas por la monarquía —José II y, en menor medida, su madre—, vieron como la aristocracia y los establecimientos religioso fueron sus principales mecenas, hasta que las aspiraciones de la clase media se incorporaron a la vida de la burguesía. Mientras tanto, el barroco estaba evolucionando hacia una forma menos grandiosa, el rococó.
La virtual abolición de la censura bajo van Swieten también fomentó la expresión artística y los temas de las obras artísticas a menudo reflejaban el pensamiento ilustrado.

## Francisco II: Revolución francesa y guerras (1792-1815)

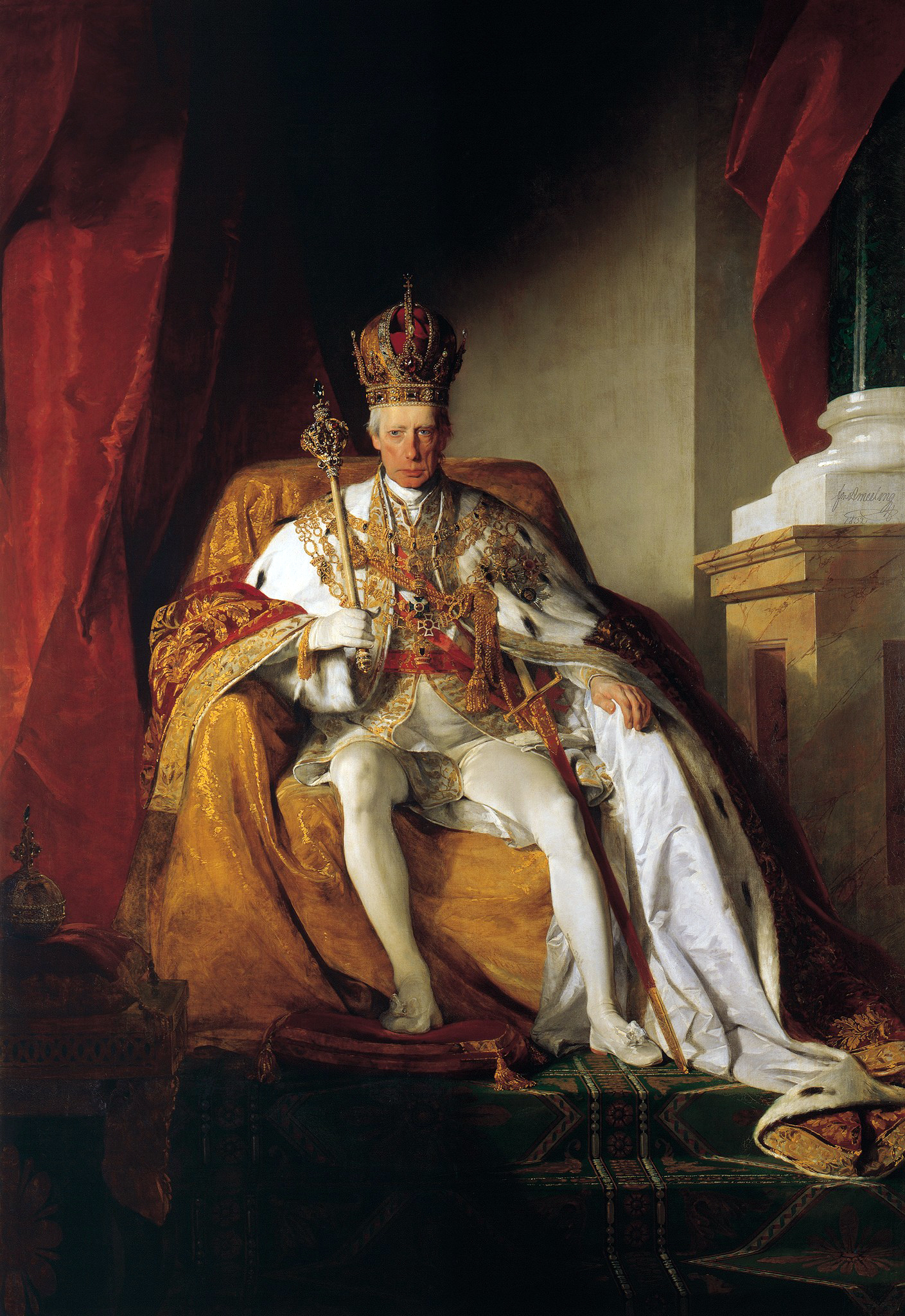
Francisco II 1792-1835

Francisco II del Sacro Imperio Romano Germánico y I de Austria (r. 1792-1835) tenía solo 24 años cuando sucedió a su padre Leopoldo VII en 1792, pero reinó durante casi medio siglo y protagonizó una reorganización radical de la política europea. Heredó una vasta burocracia creada por su tío cuyo legado de reformas y bienestar se sentiría en los dos siglos siguientes. La imagen del monarca había cambiado profundamente, al igual que la relación entre el monarca y sus súbditos. Su época se vio ensombrecida por los acontecimientos en Francia, tanto en términos de la evolución de la propia Revolución como por ver el inicio de una nueva forma de guerra europea con masivos ejércitos integrados por ciudadanos. Austria rechazó con horror la ejecución de la tía de Francisco, María Antoineta, en 1793 (a pesar de los inútiles intentos de rescate e incluso de negociación para su liberación), lo que llevó a una ola de represión para defenderse de lo que veía como sentimientos muy peligrosos que influyeran en su política.
Al mismo tiempo, Europa fue devastada por las guerras revolucionarias francesas (1792-1802) y por las guerras napoleónicas (1803-1815). La Revolución francesa efectivamente terminó el experimento de Austria con la modernidad y la reforma desde arriba, y supuso un retroceso de la legitimidad.

### Política doméstica
Francisco comenzó con cautela. La burocracia seguía siendo joseísta y las reformas legales bajo la dirección de Joseph von Sonnenfels resultaron en el Código Penal de 1803 y el Código Civil de 1811. Por otra parte, repuso a Pergen en su cargo de jefe de policía. El descubrimiento de un complot jacobino en 1794 fue un catalizador para el inicio de la represión. Los líderes fueron ejecutados o encarcelados, pero había pocas evidencias de una amenaza tangible para los Habsburgo. La supresión de la disidencia con la Comisión de Recensado de 1803 creó un vacío en la vida cultural e intelectual, sin embargo, parte de la mejor música del mundo proviene de esta época (ver más abajo). Todavía había elementos de joseísmo en el extranjero, y Stadion, el ministro de asuntos exteriores con su propagandista Friedrich von Gentz, pudo apelar al nacionalismo popular para derrotar a Napoleón.
Es difícil identificar con precisión lo que representaba exactamente ese nacionalismo: ciertamente dirigido a la cultura alemana dentro de las tierras de los Habsburgo, pero no está claro hasta qué punto se diferenciaba entre "austriaco" y "alemán". Ciertamente, muchos de esos nacionalismos parecían ser románticos alemanes como Karl Wilhelm Friedrich Schlegel, de modo que el objetivo parecía el patriotismo más que el verdadero nacionalismo. Se establecieron museos culturales y se estableció una milicia ciudadana (Landwehr), pero en las tierras de habla alemana.
El joseísmo se mantuvo vivo y bien en los otros miembros de la generación de Francisco. El archiduque Juan (1782-1859) fue un defensor del nacionalismo que estaba detrás del movimiento Landwehr, y con Joseph Hormayr provocó una revuelta en el Tirol ocupado por los bávaros, mientras que el archiduque Carlos llevó a cabo la reforma de los militares. Incluso se instaló una estatua de José en la Josephsplatz en 1807 para unir a la población. De esta manera, el centralismo de los archiduques contrastaba con la descentralización de Stadion y el intento de dar más voz a los estados. Sin embargo, tal nacionalismo logró reconstruir Austria a lo largo de sus diversos reveses militares y políticos de las guerras francesas.
Después de la rotunda derrota de Austria en 1809, Francisco culpó a la reforma y retiró a los archiduques de su posición. Stadion fue reemplazado por Metternich, quien, a pesar de ser un reformador, le dio lealtad al monarca por encima de todo. El Landwehr fue abolido, y tras el descubrimiento de otro plan para el levantamiento tirolés, Hormayr y el archiduque Johann fueron internados y Johann exiliado a Estiria.

### Guerras revolucionarias (1792-1802)

#### Guerra de la Primera Coalición (1792-1797)
Francia declaró la guerra a Austria el 20 de abril de 1792. La creciente radicalización de la Revolución Francesa (incluida la ejecución del rey el 21 de enero de 1793), así como la ocupación francesa de los Países Bajos, llevó a la guerra a Gran Bretaña, la República Neerlandesa y España, en la que se conoció como la Guerra de la Primera Coalición. Esta primera guerra con Francia, que duró hasta 1797, no sería propicia para Austria. Después de algunos breves éxitos contra los ejércitos franceses completamente desorganizados a principios de 1792, la marea cambió, y los franceses invadieron los Países Bajos Austriacos en los últimos meses de 1792. En la batalla de Valmy en septiembre fue evidente para Austria y sus aliados prusianos que la no lograrían la victoria contra Francia, y Austria sufrió una nueva derrota en noviembre en Jemappes, perdiendo los Países Bajos austriacos (Bélgica). Mientras los austriacos estaban muy ocupados, sus antiguos aliados prusianos los traicionaron por la espalda con la Segunda Partición de Polonia de 1793, de la que Austria quedó totalmente excluida. Esto llevó a la destitución del primer ministro de Francisco, Philipp von Cobenzl, y su reemplazo con Franz Maria Thugut en marzo de 1793.
Una vez más, hubo éxitos iniciales contra los ejércitos desorganizados de la República Francesa en 1793, y los Países Bajos fueron recuperados. Pero en 1794, la marea cambió una vez más, y las fuerzas austriacas fueron expulsadas de Holanda nuevamente, esta vez para siempre. Mientras tanto, la crisis polaca volvió a ser crítica, lo que resultó en una Tercera Partición (1795), en la que Austria logró obtener importantes ganancias.
La guerra en el oeste siguió yendo mal, ya que la mayor parte de la coalición hizo la paz, quedando Gran Bretaña y Piamonte-Cerdeña como únicos aliados de Austria. En 1796, el Directorio francés planeó una campaña de dos frentes en Alemania para obligar a los austriacos a hacer la paz, con un impulso secundario planeado en Italia. Las fuerzas francesas entraron en Baviera y en el extremo del Tirol, antes de encontrarse con las fuerzas austriacas bajo el mando del archiduque Carlos, el hermano del emperador, en Amberg (24 de agosto de 1796), quien logró que los franceses tuvieran que retroceder a Alemania. Mientras tanto, el ejército francés de Italia, bajo el mando del joven general corso Napoleón Bonaparte, tuvo un brillante éxito, obligando al Piamonte a salir de la guerra, expulsando a los austriacos de Lombardía y sitiando Mantua. Tras la captura de Mantua a principios de 1797, Bonaparte avanzó hacia el norte a través de los Alpes contra Viena, mientras que nuevos ejércitos franceses se trasladaron nuevamente a Alemania. Austria demandó la paz. Por los términos del Tratado de Campo Formio de 1797, Austria renunció a sus reclamaciones a los Países Bajos y Lombardía, a cambio de lo cual se le otorgó los territorios de la República de Venecia con los franceses. Los austriacos también reconocieron provisionalmente la anexión francesa de la orilla izquierda del Rin y acordaron en principio que los príncipes alemanes de la región deberían ser compensados con tierras eclesiásticas al otro lado del Rin.

#### Guerra de la Segunda Coalición (1798-1801)
La paz no duró mucho. Pronto surgieron diferencias entre los austriacos y los franceses sobre la reorganización de Alemania, y Austria se unió a Rusia, Gran Bretaña y Nápoles en la Guerra de la Segunda Coalición en 1799. Aunque las fuerzas austro-rusas tuvieron éxito al inicio expulsando a los franceses de Italia, la marea pronto cambió: los rusos se retiraron de la guerra después de una derrota en Zúrich (1799), que atribuyeron a la imprudencia de Austria, y los austriacos fueron derrotados por Bonaparte, que en ese momento era el primer cónsul, en Marengo, lo que los obligó a retirarse de Italia, y luego en Alemania en Hohenlinden. Estas derrotas forzaron a la renuncia de Thugut, y Austria, entonces dirigida por Ludwig Cobenzl, firmó las paces en Lunéville a principios de 1801. Los términos fueron moderados: los acuerdos de Campo Formio se restablecieron en gran medida, pero el camino ya estaba claro para una reorganización del Imperio siguiendo las líneas francesas. Por el Informe de la Diputación Imperial de 1803, el Sacro Imperio Romano fue completamente reorganizado, siendo eliminados casi todos los territorios eclesiásticos y ciudades libres, tradicionalmente las partes del Imperio más favorables a la Casa de Austria.

### Guerras napoleónicas y fin del Imperio (1803-1815)
Con la asunción de Bonaparte del título de emperador del Primer Imperio Francés el 18 de mayo de 1804, Francisco II, viendo la escritura sobre el muro del antiguo Imperio, tomó arbitrariamente el nuevo título de "Emperador de Austria" como Francisco I, además a su título de emperador romano santo.
Esto le valió el título de doble emperador (Doppelkaiser) (Francisco II del Sacro Imperio Romano Germánico y I de Austria). La llegada de un nuevo emperador, francés, a la escena y la reestructuración del viejo representaron una amenaza mayor para los Habsburgo que sus pérdidas territoriales hasta la fecha, ya que ya no había ninguna certeza de que seguirían siendo elegidos. Francisco se hizo emperador del nuevo Imperio austriaco el 11 de agosto, poco después de que lo hiciera Napoleón. El nuevo imperio se refería no a un nuevo estado sino a las tierras gobernadas por Austria, es decir, por los Habsburgo, que en realidad eran muchos estados.

#### Guerra de la Cuarta Coalición (1805)
Pronto, las continuas maquinaciones de Napoleón en Italia, incluida la anexión de Génova y de Parma, llevaron nuevamente a la guerra en 1805, la Guerra de la Tercera Coalición, en la que Austria, Gran Bretaña, Rusia y Suecia se enfrentaron a Napoleón. Las fuerzas austriacas comenzaron la guerra invadiendo Baviera, un aliado francés clave en Alemania, pero pronto fueron superadas por las maniobras y forzadas a rendirse por parte de Napoleón en Ulm, antes de que la principal fuerza austro-rusa fuera derrotada en Austerlitz el 2 de diciembre. El propio Napoleón entró en Viena, casi más como celebridad que como conquistador. Por el Tratado de Presburgo, Austria se vio obligada a ceder gran parte de su territorio: Dalmacia paso a Francia, Venecia al Reino de Italia de Napoleón, el Tirol a Baviera y los diversos territorios austriacos de Suabia a Baden y Württemberg, aunque Salzburgo, anteriormente en manos del hermano menor de Francisco, el anterior gran duque de Toscana, fue anexionado por Austria como compensación.
La derrota significó el fin del antiguo Sacro Imperio Romano. Los estados satélites de Napoleón, en el sur y el oeste de Alemania, se separaron del Imperio en el verano de 1806, formando la Confederación del Rin, y unos pocos días después, Francisco proclamó la disolución del Imperio y renunció a la antigua corona imperial el 6 de agosto de 1806.

#### Guerra de la Quinta Coalición (1809)

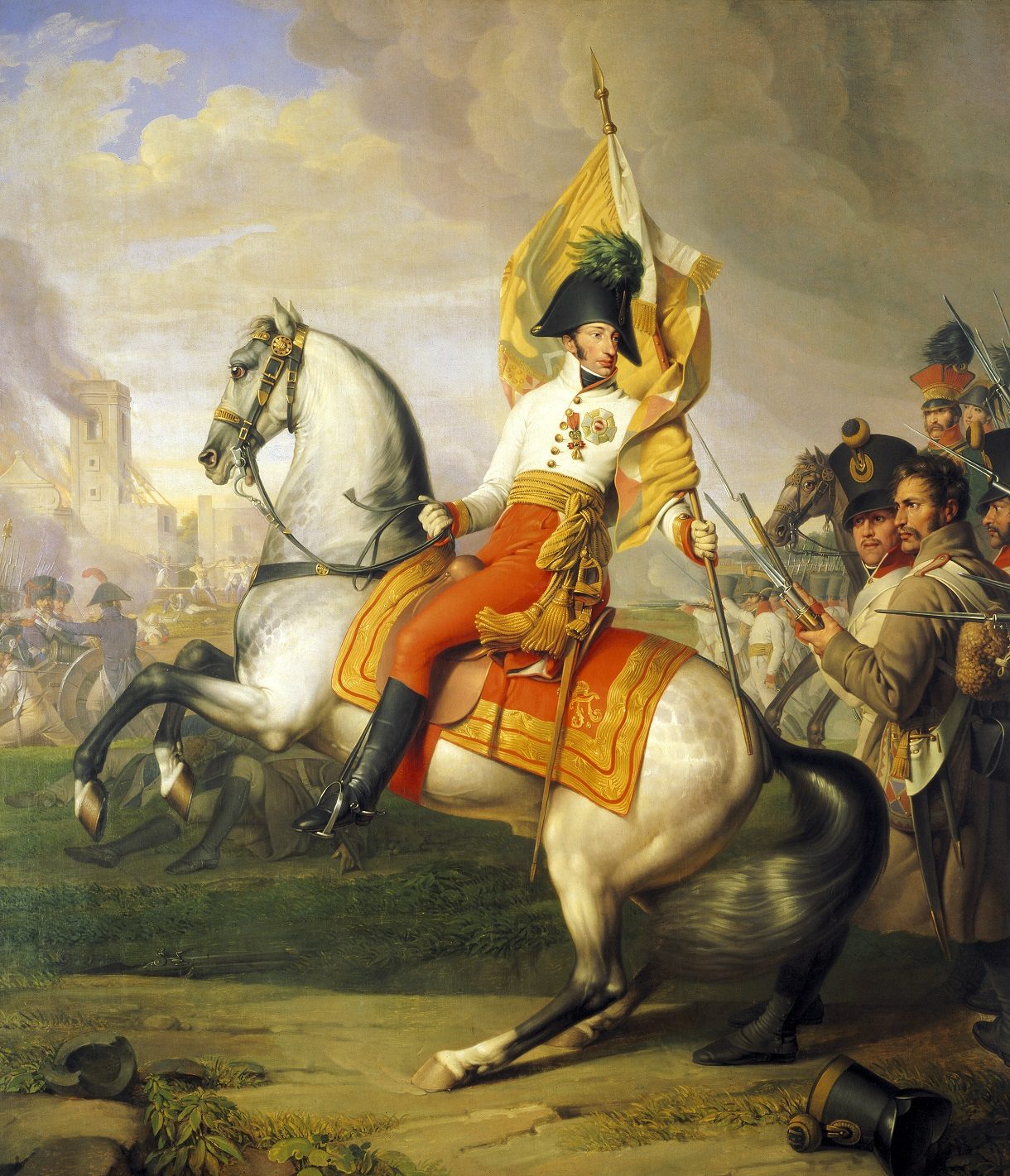
El victorioso archiduque Carlos durante la batalla de Aspern-Essling (21-22 de mayo de 1809)

Durante los siguientes tres años, Austria, cuya política exterior estaba entonces dirigida por Philipp Stadion, intentó mantener la paz con Francia, evitando la Guerra de la Cuarta Coalición (1806-1807), pero se vio obligada a cumplir las órdenes de Francia. El derrocamiento de los Borbones españoles en 1808 fue profundamente perturbador para los Habsburgo, quienes desesperadamente fueron a la guerra una vez más en 1809, la Guerra de la Quinta Coalición esta vez sin aliados continentales, pero con el Reino Unido.Los intentos de Stadion de generar levantamientos populares en Alemania no tuvieron éxito, y los rusos honraron su alianza con Francia, por lo que Austria fue nuevamente derrotada en la batalla de Wagram, aunque a un costo mayor para Napoleón que el esperado, ya que sufrió su primera derrota en el campo de batalla en esa guerra, en Aspern-Essling. Sin embargo, Napoleón ya había vuelto a ocupar Viena. Los términos del posterior Tratado de Schönbrunn fueron bastante duros. Austria perdió Salzburgo que pasó a Baviera, algunas de sus tierras polacas fueron a Rusia, y su territorio restante en el Adriático (incluyendo gran parte de Carintia y Estiria) a las Provincias Ilirias de Napoleón. Austria se convirtió en un súbdito virtual del estado de Francia.

#### Guerra de la Sexta Coalición (1812-1814)

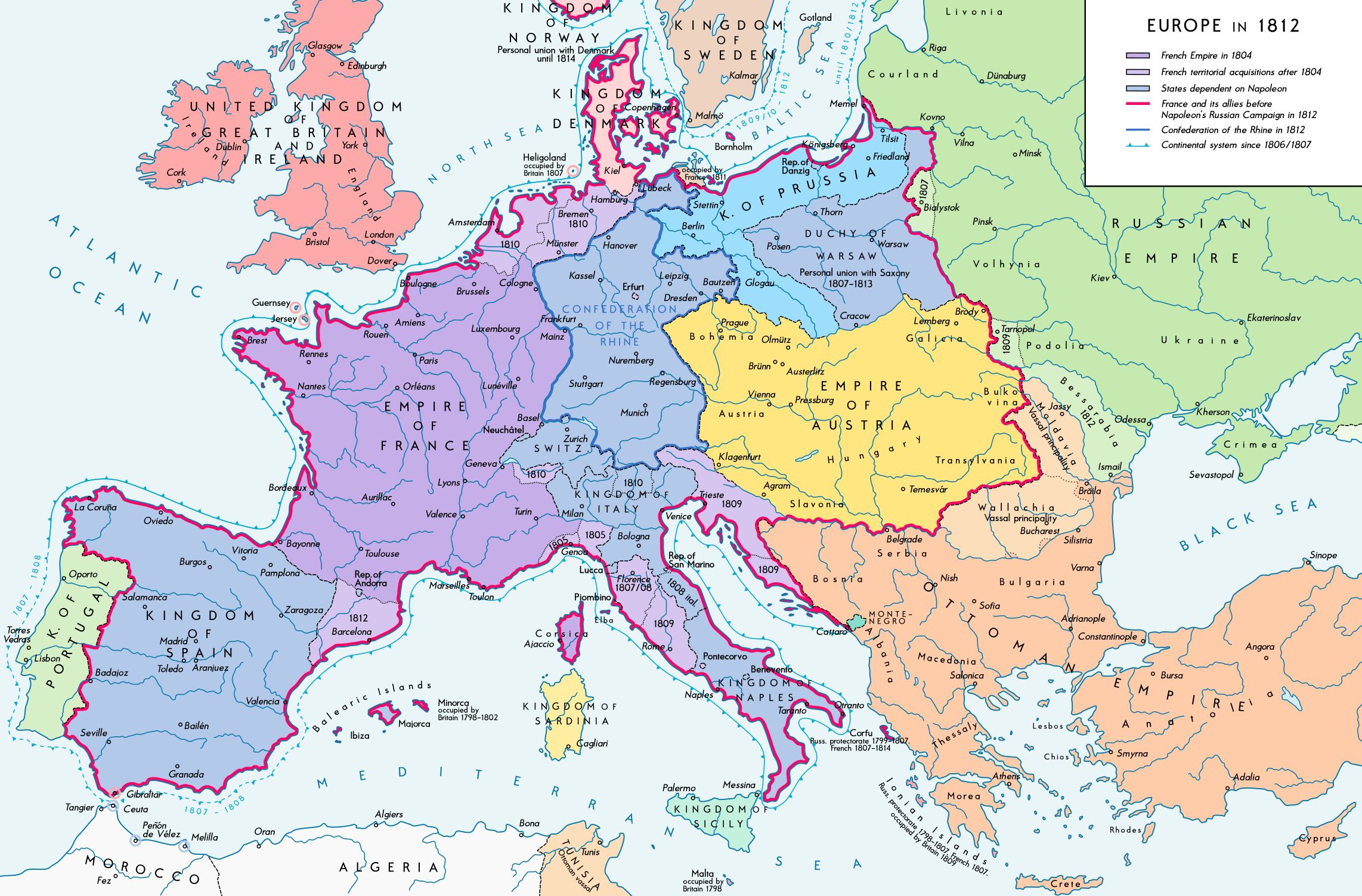
Europa en 1812 tras varias victorias francesas

Klemens von Metternich, el nuevo ministro de Asuntos Exteriores de Austria, pretendía seguir una política pro-francesa. La hija de Francisco II, María Luisa, se casó con Napoleón en 1810.
Austria estaba efectivamente en bancarrota en 1811 y el papel moneda (Bancozettel) perdió un valor considerable, pero contribuyó con un ejército a la invasión de Rusia por parte de Napoleón en marzo de 1812. Con la desastrosa derrota de Napoleón en Rusia a finales de ese año, y con la deserción de Prusia a Rusia en marzo de 1813, Metternich comenzó lentamente a cambiar su política. Inicialmente se propuso mediar en la paz entre Francia y sus enemigos continentales, pero cuando se hizo evidente que Napoleón no estaba interesado en comprometerse, Austria se unió a los aliados y declaró la guerra a Francia en agosto de 1813 en la Guerra de la Sexta Coalición (1812-1814). La intervención austriaca fue decisiva. Napoleón fue derrotado en Leipzig en octubre y se vio obligado a retirarse a Francia. Cuando comenzó 1814, las fuerzas aliadas invadieron Francia. Inicialmente, Metternich no estaba seguro de si quería que Napoleón permaneciera en el trono, si era favorable a una regencia de María Luisa por el hijo menor de Napoleón, o a una restauración de los Borbones, pero el Secretario de Relaciones Exteriores británico, Lord Castlereagh, lo llevó a la última posición. Napoleón renunció el 3 de abril de 1814, y Luis XVIII fue restaurado, pronto negoció un tratado de paz con los aliados victoriosos en París en junio, el tratado de París mientras que Napoleón fue exiliado a la isla de Elba.

#### Guerra de la Séptima Coalición (1815)
Napoleón escapó en febrero de 1815, Luis huyó y, por lo tanto, siguió la fase final de la guerra, la Guerra de la Séptima Coalición, los llamados Cien Días del intento de restauración de Napoleón. Esto culminó con la decisiva batalla de Waterloo en junio. Las guerras napoleónicas terminaron con el segundo tratado de París ese año, y el exilio final de Napoleón a la isla Santa Elena.

### Congreso de Viena (1815)

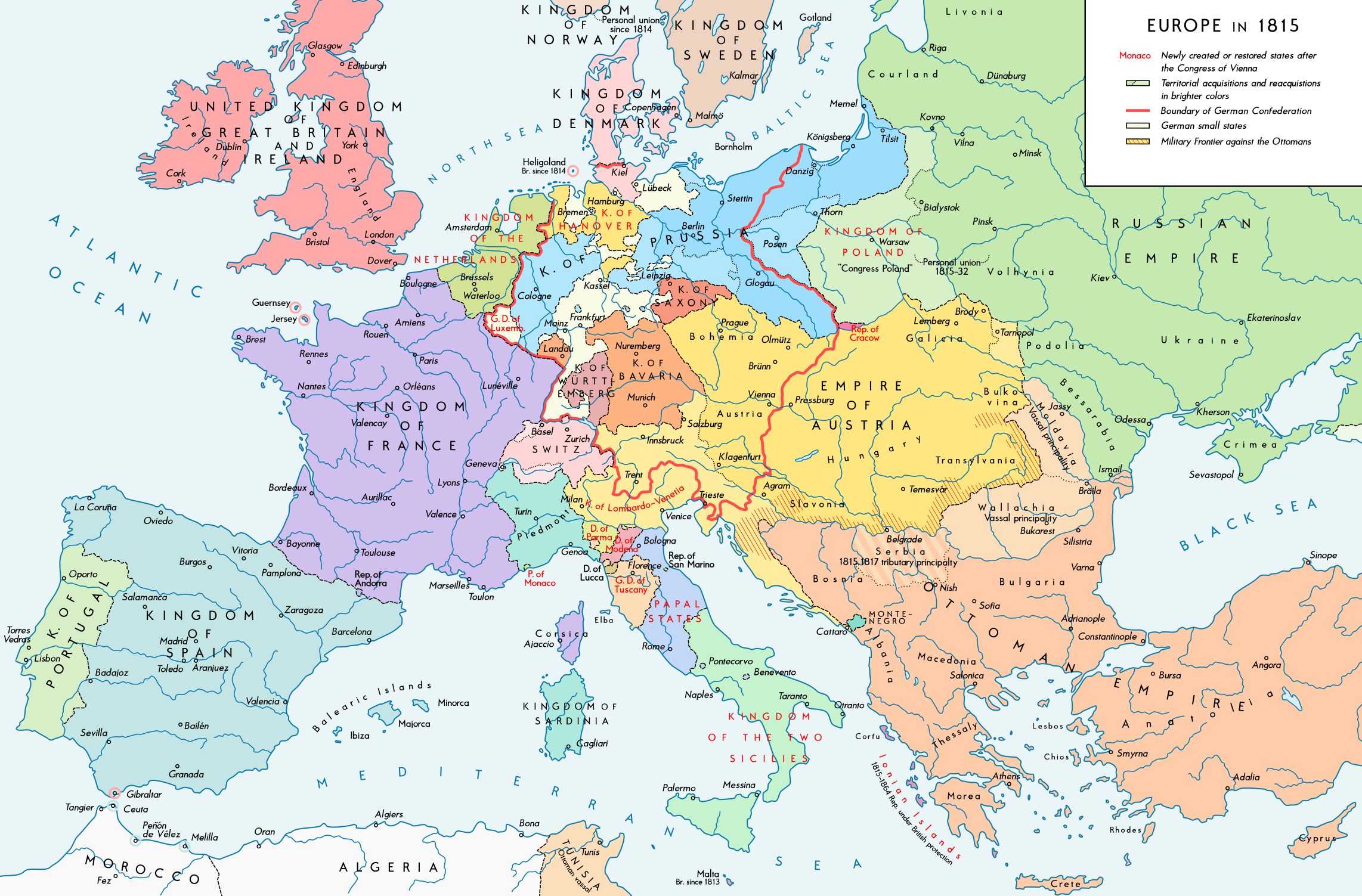
Europa después del Congreso de Viena

Con la finalización de las largas guerras francesas, se requería un nuevo orden en Europa y los jefes de los estados europeos se reunieron en Viena para una prolongada discusión sobre el futuro del continente, aunque el Congreso se convocó en septiembre de 1814 antes del intento de regreso de Napoleón, y se concluyó antes de la batalla de Waterloo. Fue tanto un gran evento social de los representantes de las grandes potencias como un verdadero Congreso y fue presidido por Metternich. El orden resultante fue referida como el Concierto de Europa. Estableció un equilibrio de poder y esferas de influencia. Además de volver a dibujar el mapa político, creó una nueva entidad de las cenizas del Sacro Imperio Romano, la Confederación alemana.Lograr la presidencia de esta nueva entidad fue la mayor ganancia de Austria en el Congreso. Lo que el Congreso no pudo hacer fue recuperar el antiguo orden en el que habían descansado la autoridad austriaca y de los Habsburgo.

### Las artes
La Viena napoleónica fue la Viena de Beethoven, cuya única ópera, Fidelio, se estrenó allí en 1805, estreno al que asistieron los militares franceses. También fue la era de las sinfonías Tercera (Heroica) (1805), con su ambivalente relación con Napoleón, Quinta sinfonía (Schicksals-) y Sexta (Pastoral) (1808).

## SigloXIX(1815-1914)

### Período Biedermaier (1815-1848)

El Imperio austriaco después del Congreso de Viena, 1816

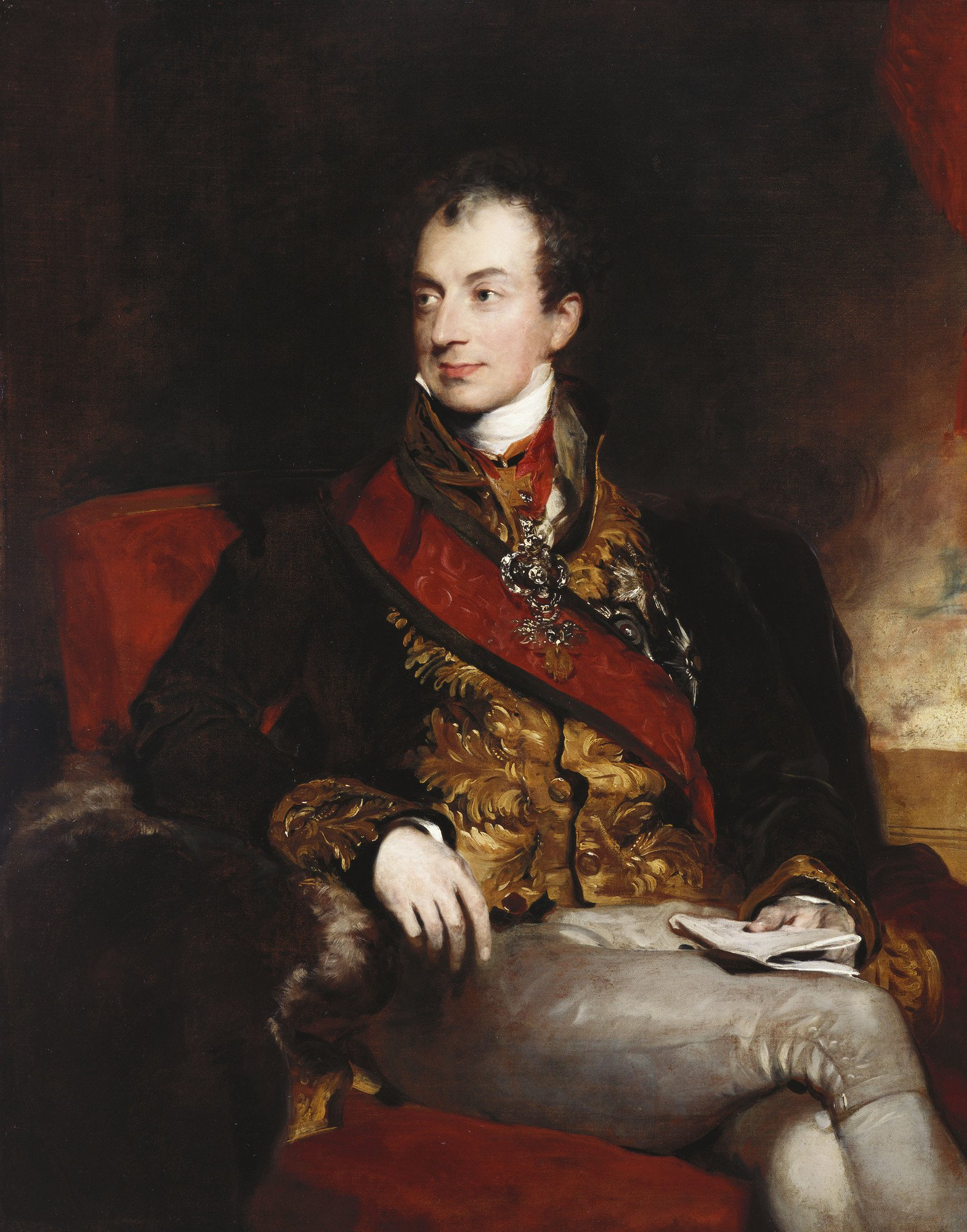
El príncipe Metternich, retratado por Thomas Lawrence hacia 1820

Bajo el control de Metternich, el Imperio austríaco entró en un período de censura y estado policial entre el año 1815 y 1848, conocido como el «Período Biedermeier» o «Período Vormärz'». Este último término hace referencia al período anterior a la revolución de marzo de 1848. En 1823, el emperador de Austria hizo barones a los cinco hermanos Rothschild. Nathan Mayer Rothschild en Londres decidió no tomar el título. La familia se hizo famosa como banqueros en los principales países de Europa. Metternich se mantuvo fuerte desechando las libertades constitucionales exigidas por los liberales. Se gobernaba por la costumbre y decretos imperiales (Hofkanzleidekrete). Sin embargo, tanto el nacionalismo como el liberalismo continuaron propagándose, lo que dio lugar a las revoluciones de 1848. Metternich y el mentalmente disminuido emperador Fernando I de Austria fueron obligados a renunciar para ser reemplazados por el joven sobrino del emperador, Francisco José I de Austria.

### Francisco José y la Belle Époque (1848-1914)

#### Austria posrevolucionaria (1848-1866)
Las tendencias separatistas (especialmente en Lombardía y Hungría) fueron sofocadas mediante la fuerza militar. Se promulgó una constitución en marzo de 1848, pero tuvo poco impacto práctico, aunque las elecciones se celebraron en junio. La década de 1850 vio un regreso al neoabsolutismo y la abrogación del constitucionalismo. Sin embargo, una de las concesiones a los revolucionarios con un impacto duradero fue la liberación de los campesinos en Austria. Esto facilitó la industrialización, ya que muchos acudieron a las ciudades recientemente industrializadas del dominio austriaco (en los centros industriales de Bohemia, Baja Austria, Viena y Alta Estiria). La agitación social llevó a un aumento de la lucha en las ciudades étnicamente mixtas, lo que llevó a movimientos de masas nacionalistas.
En el frente de la política exterior, Austria con sus circunscripciones no alemanas, se enfrentó con un dilema en 1848 cuando la Asamblea Nacional Constituyente de Alemania (Deutsche Konstituierende Nationalversammlung), de la cual Austria era miembro, declaró que los miembros no podían tener una conexión estatal con estados no-germanos, dejando que Austria tuviera que decidir entre Alemania o su imperio y la unión húngara. Sin embargo, estos planes no sirvieron para nada por el momento, pero el concepto de una Alemania más pequeña que excluyese a Austria (Kleindeutschland) iba a resurgir como solución en 1866. La neutralidad de Austria durante la Guerra de Crimea (1853-1856), mientras el emperador se preocupaba por su boda, la enfrentó con ambos bandos y dejó a Austria peligrosamente aislada, como demostraron los eventos posteriores (Hamann 1986).

##### La cuestión italiana (1859-1860)

Los Estados italianos en 1859: el Reino de las Dos Sicilias, el Reino de Cerdeña (o Cerdeña-Piamonte), los Estados pontificios, el Gran Ducado de Toscana, los ducados de Parma y Módena y el reino austriaco de Lombardía-Venecia.

Mientras Austria y los Habsburgo mantenían la hegemonía sobre el norte de Italia, el sur pertenecía al reino de las Dos Sicilias, con la intervención de los Estados Papales. Italia había estado en una confusión desde el Congreso de Viena en 1815, con insurrecciones a partir de 1820 (Carbonari). El rey Fernando II de las Dos Sicilias, un monarca absolutista, buscó fortalecer su posición mediante una alianza dinástica con Austria. Ya tenía una conexión a través de su segunda esposa, María Teresa de Austria, nieta del emperador Leopoldo II. Ese nuevo vínculo lo logró al casar a su hijo Francisco II, con la duquesa María Sofía de Baviera en febrero de 1859. María era una hermana menor de la emperatriz Isabel de Austria-Hungría, convirtiendo a Francisco en cuñado del emperador. Fernando murió unos meses después, en mayo, y Francisco y María Sofía ascendieron al trono.
Entretanto, Austria había caído en una trampa tendida por el risorgimento italiano. El Piamonte, gobernado conjuntamente con Cerdeña, había experimentado ya algunas insurrecciones anteriores. Esta vez formaron una alianza secreta con Francia (Patto di Plombières), cuyo emperador, Napoleón III, fue un anterior carbonario. Entonces el Piamonte procedió a provocar a Viena con una serie de maniobras militares, lo que precipitó que esta presentase un ultimátum a Turín el 23 de abril. Su rechazo fue seguido por una invasión austriaca, y precipitó la guerra con Francia (Segunda guerra de la Independencia italiana, 1859). Austria, erróneamente, esperaba recibir apoyo y no obtuvo ninguno, y puesto que el país estaba mal preparado para la guerra, la invasión salió mal. Los gobernantes de los Habsburgo en Toscana y Módena se vieron obligados a huir a Viena.
En mayo de 1859, Austria sufrió una derrota militar en la batalla de Varese y en junio en la batalla de Magenta contra las fuerzas combinadas de Francia y Cerdeña. El emperador se negó a reconocer la gravedad de la situación que estaba causando grandes dificultades en el país y asumió el mando directo del ejército, aunque no era un soldado profesional. Ese mismo mes, una nueva derrota en la batalla de Solferino selló el destino de Austria, y el emperador se vio obligado a aceptar los términos de Napoleón en Villafranca. Austria aceptó ceder la Lombardía, y los gobernantes de los estados del centro de Italia debían ser restaurados. Sin embargo, esto último nunca sucedió, y al año siguiente, en plebiscitos, todos se unieron al reino de Cerdeña-Piamonte. En abril de 1860, Garibaldi había invadido y sometido rápidamente a Sicilia, y en febrero de 1861 el reino de las Dos Sicilias dejó de existir, y Francisco y María huyeron a Austria.

##### Consecuencias: concesiones constitucionales
Estos eventos debilitaron severamente la posición del emperador. Las políticas absolutistas del gobierno eran impopulares y esos reveses llevaron a disturbios domésticos, al secesionismo húngaro, a las críticas a la gobernanza de Austria y a las denuncias de corrupción. Las primeras bajas fueron los ministros del emperador. El ministro de Finanzas, Karl Ludwig von Bruck se suicidó. Otras víctimas fueron el conde Karl Ferdinand von Buol (ministro de Relaciones Exteriores), el ministro del Interior, el barón Alexander von Bach, el ministro de la Policía Johann Freiherr von Kempen von Fichtenstamm, el general Ayudante Karl Ludwig von Grünne, junto con los generales del ejército.
El resultado fue un renuente compromiso del emperador y de su principal asesor Goluchowski para regresar al gobierno constitucional, que culminó con el Diploma de octubre (octubre de 1860) que estableció la monarquía constitucional a través de una asamblea legislativa y la autonomía provincial.
Esto nunca se implementó por completo debido a la resistencia húngara, exigiendo la plena autonomía perdida en 1849. En consecuencia, el Diploma de octubre (Oktoberdiplom) fue reemplazado por la Patente de febrero (Februarpatent), en 1861, que estableció un cuerpo legislativo bicameral, el Reichsrat. La cámara alta (Herrenhaus) consistía en cargos designados y hereditarios, mientras que la cámara baja, la Cámara de Diputados (Abgeordnetenhaus) era designada por las dietas provinciales. El Reichsrat se reuniría con o sin los húngaros, dependiendo de los temas que se estuviesen considerando. Este fue un primer paso hacia el establecimiento de una legislatura cisleithaniana separada; por otro lado, el papel más limitado de las dietas en la Patente de febrero, en comparación con el Diploma de octubre, enfureció a los partidarios del regionalismo. El Reichsrat estaba dominado por los liberales, quienes serían la fuerza política dominante durante las siguientes dos décadas.

##### La cuestión danesa (1864-1866)

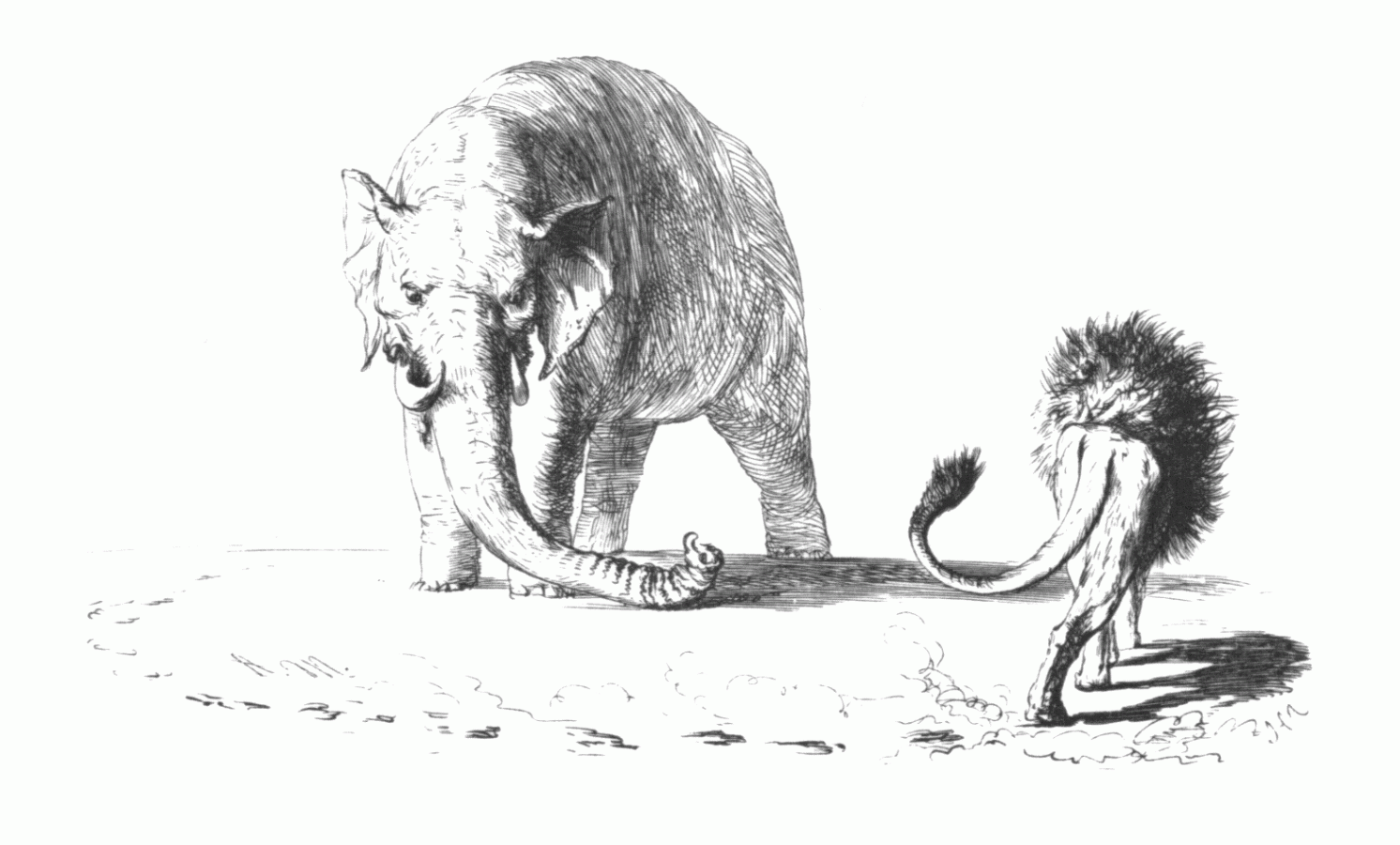
El león prusiano rodeando al elefante austriaco. Adolph Menzel, 1846

Prusia y Dinamarca ya habían librado una guerra en 1848-1851 sobre los territorios que bordeaban su frontera común, Schleswig-Holstein, lo que provocó que Dinamarca los retuviera. En 1864, Austria estaba de nuevo en guerra, esta vez se alió con Prusia contra Dinamarca en la Segunda Guerra de Schleswig, que aunque exitosa esta vez, resultó ser la última victoria militar de Austria. La guerra concluyó con el Tratado de Viena por el cual Dinamarca cedió los territorios. Al año siguiente, el Convenio de Gastein resolvió el control de los nuevos territorios, Holstein fue asignado a Austria, después de algunos conflictos iniciales entre los aliados.
Sin embargo, esto hizo poco para aliviar la rivalidad entre Austria y Prusia sobre la cuestión alemana. Los esfuerzos en curso de Otto von Bismarck, el presidente ministro prusiano, para revocar el acuerdo y arrebatar el control de los territorios pronto conducirán a un conflicto total entre las dos potencias y a lograr el debilitamiento deseado de la posición de Austria en Europa central.

##### La cuestión húngara
Desde la revolución de 1848, en la que había participado gran parte de la aristocracia húngara, Hungría permaneció inquieta, presionando por más autonomía, por la restauración de la constitución, oponiéndose al centralismo de Viena y negándose a pagar impuestos (Hamann 144). Hungría tenía poco apoyo en la corte de Viena, que era fuertemente bohemia y consideraba a los húngaros como revolucionarios. Desde la pérdida de los territorios italianos en 1859, la cuestión húngara se hizo más importante. Hungría estaba negociando con potencias extranjeras para apoyarla, y la más importante, con Prusia. Por lo tanto, Hungría representaba una amenaza para Austria en cualquier oposición a Prusia dentro de la Confederación alemana sobre la cuestión alemana. Por ello se iniciaron discusiones cautelosas sobre concesiones, conocidas como Conciliación para los húngaros. El emperador Francisco José viajó a Budapest en junio de 1865 e hizo algunas concesiones, como abolir la jurisdicción militar y otorgar una amnistía a la prensa. Sin embargo, esas concesiones quedaban muy lejos de las demandas de los liberales húngaros, cuyas peticiones mínimas eran la restauración de la constitución y la coronación separada del emperador como rey de Hungría. Entre sus líderes estaban Gyula Andrássy y Ferenc Deák, quienes se esforzaron por mejorar su influencia en la corte de Viena. En enero de 1866, una delegación del parlamento húngaro viajó a Viena para invitar a la familia imperial a realizar una visita oficial a Hungría, visita que hicieron, de gran duración desde enero a marzo.

##### Guerra austro-prusiana (1866)
Mientras Andrássy hacía frecuentes visitas a Viena desde Budapest a principios de 1866, las relaciones con Prusia se deterioraban. Se hablaba de guerra. Prusia había firmado un tratado secreto con el relativamente nuevo reino de Italia el 8 de abril, mientras que Austria concluyó uno con Francia el 12 de junio, a cambio de Venecia.
Mientras se discutían los motivos de la guerra, el plan maestro prusiano o el oportunismo, el resultado fue un realineamiento radical del poder en Europa Central. Austria hablaba de la continua disputa sobre Holstein antes de la dieta Alemana y también decidió convocar la dieta de Holstein. Prusia, declarando que la Convención de Gastein había sido anulada, invadió Holstein. Cuando la dieta Alemana respondió votando por una movilización parcial contra Prusia, Bismarck declaró que la Confederación alemana se había terminado. Así, esto puede considerarse una tercera guerra de Schleswig.
Las hostilidades estallaron el 14 de junio como inicio de la guerra austro-prusiana (junio-agosto de 1866), en la que Prusia y los estados del norte de Alemania se enfrentaron no solo a Austria sino a gran parte del resto de Alemania, especialmente a los estados del sur. Tres días después, Italia declaró la guerra a Austria en la tercera guerra de Independencia italiana, siendo entonces aliada de Prusia. Así Austria tuvo que luchar en dos frentes. Su primer compromiso resultó en una victoria menor contra los italianos en Custoza cerca de Verona el 24 de junio. Sin embargo, en el frente norte, Austria sufrió una gran derrota militar en la batalla de Königgrätz en Bohemia el 3 de julio. Aunque Austria tuvo otra victoria contra los italianos en una batalla naval en Lissa el 20 de julio, estaba claro para entonces que la guerra había terminado para Austria, los ejércitos prusianos amenazaban a la propia Viena, lo que obligó a evacuar la corte a Budapest. Napoleón III intervino dando como resultado un armisticio en Nikolsburg el 21 de julio y un tratado de paz en Praga el 23 de agosto.
Mientras tanto, los italianos que habían tenido una serie de éxitos durante todo el mes de julio, y firmaron el armisticio de Cormons el 12 de agosto, en lugar de enfrentarse al ejército austriaco restante liberado de su frente norte. Como resultado de estas guerras, Austria había perdido todo su territorio italiano y ahora estaba excluida de otros asuntos alemanes, que ahora se reorganizaron bajo el dominio prusiano en la nueva Confederación Alemana del Norte. El concepto de Kleindeutschland había prevalecido. Para los austriacos en Italia, la guerra había sido trágicamente inútil, ya que Venecia ya había sido cedida.

#### Monarquía dual (1867-1918)

##### Conciliación

Pequeño escudo de armas del Imperio austro-húngaro (1867-1915), con la Orden de los Habsburgo del Toisón de Oro superpuesta al águila doble de Austria y rematada por la corona de Rodolfo II.

Mientras Austria se recuperaba de los efectos de la guerra, los húngaros aumentaron la presión por sus demandas. Andrássy estaba regularmente en Viena, al igual que Ferenc Deák y la posición húngara era respaldada por constitucionalistas y liberales. Aunque los sentimientos antihúngaros eran altos en la corte, la posición del Emperador se estaba volviendo cada vez más insostenible, con el ejército prusiano entonces en Pressburg (Bratislava) y Viena atestada de exiliados, mientras que la esperanza de la intervención francesa resultaba infructuosa. Los húngaros reclutaron a la emperatriz Isabel, quien se convirtió en una firme defensora de su causa. György Klapka había organizado una legión de lucha por los prusianos, que Bismarck había apoyado, que entró en Hungría y agitó por la independencia húngara.
Sin embargo, las necesidades de las otras provincias debían ser consideradas antes de entrar en cualquier forma de dualismo húngaro que otorgaría a Hungría privilegios especiales, y comenzaría a avivar las llamas del nacionalismo checo, ya que los intereses eslavos probablemente serían subordinados. La gente comenzó a hablar de los acontecimientos de 1848 de nuevo. En febrero de 1867, el conde Belcredi renunció como ministro Presidente por sus preocupaciones sobre los intereses eslavos, y fue sucedido por el ministro de Asuntos Exteriores Ferdinand Beust quien rápidamente persiguió la opción húngara, que se había convertido en realidad a finales de mes.

##### Ausgleich(Compromiso) 1867
Austria-Hungría fue creada a través del mecanismo del compromiso austrohúngaro de 1867 (Ausgleich). Así, los húngaros finalmente lograron sus objetivos de autonomía, de hecho, la ciudadanía de la mitad del reino no era reconocida por la otra. La mitad occidental del reino (conocida como Cisleithania) y la oriental húngara (Transleithania), es decir, los reinos que se encuentran a cada lado del afluente Leitha del río Danubio, se convirtieron entonces en dos reinos con una política interior diferente, pero con un gobernante común y una política exterior y militar común. El imperio tenía ahora dos capitales, dos gabinetes y dos parlamentos. Solo tres puestos del gabinete servían a las dos mitades de la monarquía, el de la guerra, el de asuntos exteriores y el de finanzas (cuando ambos sectores estaban involucrados). Los costos se asignaron 70/30 a Cisleithania, sin embargo, los húngaros representaban una sola nacionalidad, mientras que Cisleithania incluía a todos los demás reinos y provincias. Andrássy fue nombrado primer ministro Presidente de la nueva Hungría el 17 de febrero. Los sentimientos aumentaron en las provincias, y las Dietas en Moravia y Bohemia se cerraron en marzo.
El emperador Francisco José pronunció un discurso desde el trono en mayo al Reichsrat (Consejo Imperial) solicitando una ratificación retroactiva y prometiendo más reformas constitucionales y una mayor autonomía a las provincias. Esto fue una importante retirada del absolutismo. El 8 de junio, el emperador y la emperatriz fueron coronados rey y reina de Hungría en una ceremonia cuya pompa y esplendor parecían no estar de acuerdo con la reciente humillación política y militar de Austria y con el alcance de las reparaciones financieras. Como parte de las celebraciones, el emperador anunció nuevas concesiones que agravaron las relaciones entre Hungría y el resto de la monarquía. Se declaró una amnistía para todos los delitos políticos desde 1848 (incluidos Klapka y Kossuth) y la revocación de la confiscación de propiedades. Además, el Regalo de coronación se dirigió a las familias y veteranos de los revolucionarios Honvéds, que fue revivido como la Real Milicia Húngara.
A cambio del apoyo de los liberales al Ausgleich, se hicieron concesiones a las prerrogativas parlamentarias en la nueva ley constitucional. La ley del 21 de diciembre de 1867, aunque modificada con frecuencia, fue la base de la gobernanza austriaca durante los 50 años restantes del imperio, y se basó en gran medida en la Patente de febrero, el Consejo Imperial e incluyó una declaración de derechos. En última instancia, el equilibrio político de la monarquía dual representó un compromiso entre el autoritarismo (Obrigkeitsstaat) y el parlamentarismo (Rechtsstaat) (Hacohen, 2002). Como la mayoría de los compromisos, fue rechazado por los extremistas de ambos lados, incluido Kossuth.

##### Austria-Hungría (1867-1914)
1873 marcó el Jubileo de plata de Francisco José y brindó no solo una ocasión para celebrar, sino también una reflexión sobre el progreso de la monarquía desde 1848. Viena había crecido desde una población de 500 000 a más de un millón, los muros y fortificaciones habían sido demolidos y se había construido la Ringstrasse con muchos magníficos edificios nuevos a lo largo de ella. El Danubio estaba siendo regulado para reducir el riesgo de inundaciones, se construyó un nuevo acueducto para abastecer de agua dulce a la ciudad, y se edificaron muchos nuevos puentes, escuelas, hospitales, iglesias y una nueva universidad.

###### Política exterior
Lo que se suponía que era una medida de emergencia temporal duraría medio siglo. Austria logró mantenerse neutral durante la guerra franco-prusiana de 1870-1871, a pesar de quienes vieron en ella una oportunidad de venganza contra Prusia por los acontecimientos de 1866.Sin embargo, los aliados de Austria entre los estados del sur de Alemania estaban ahora aliados con Prusia, y era poco probable que la capacidad militar de Austria hubiera mejorado significativamente mientras tanto. Cualquier duda residual fue rápidamente disipada por la velocidad del avance prusiano y el posterior derrocamiento del Segundo Imperio Francés.
En noviembre de 1871, Austria hizo un cambio radical en su política exterior. Ferdinand Beust, el primer primer ministro (hasta 1867), canciller y ministro de Asuntos Exteriores (1866-1871) de la Monarquía Dual, fue destituido. Beust había sido un defensor de la revancha contra Prusia, pero fue sucedido por el primer ministro húngaro, el liberal Gyula Andrássy como ministro de Asuntos Exteriores (1871-1879), aunque ambos se opusieron a las políticas federalistas del primer ministro Karl Hohenwart (1871) mientras que el Príncipe Adolf de Auersperg se convirtió en el nuevo primer ministro (1871-1879).

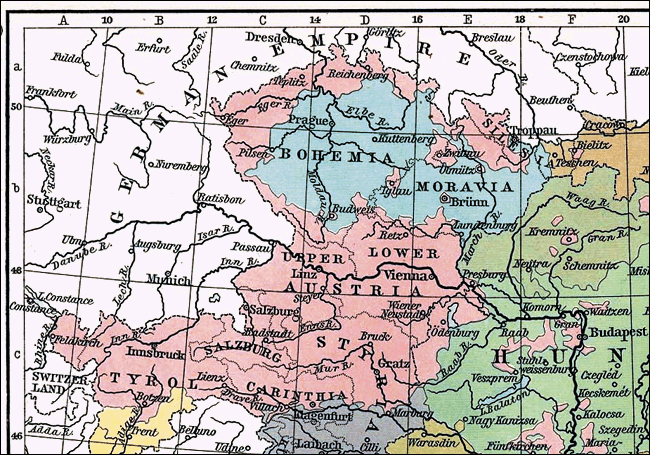
Mapa que muestra las áreas habitadas por los alemanes austriacos (en rosa) en el Imperio austrohúngaro occidental en 1911

El nombramiento de Andrássy causó preocupación entre el Partido de la Corte conservador (Kamarilla), pero trabajó arduamente para restablecer las relaciones entre Berlín y Viena, culminando en la Alianza Dual (Zweibund) de 1879. En 1878, Austria-Hungría ocupó Bosnia y Herzegovina, que había sido separada del resto del Imperio otomano por la creación de nuevos estados en los Balcanes después de la guerra ruso-turca de 1877-1878 y del Congreso de Berlín resultante (junio-julio de 1878). El territorio fue cedido a Austria-Hungría, y Andrássy se preparó para ocuparlo. Esto condujo a un mayor deterioro de las relaciones con Rusia y tuvo consecuencias trágicas en el siglo siguiente. Las tropas austriacas encontraron una fuerte resistencia y sufrieron importantes bajas. La ocupación generó controversia tanto dentro como fuera del imperio y llevó a la renuncia de Andrássy en 1879. Este territorio fue finalmente anexionado en 1908 y sometido a un gobierno conjunto por los gobiernos de Austria y Hungría.
La salida de Andrássy del gobierno liberal y de la Oficina de Asuntos Exteriores (k. u. k. Ministerium des Äußern) marcó un cambio brusco en la política exterior de Austria-Hungría, particularmente en relación con Rusia, con la que el conde Gustav Kálnoky (1881-1895), el reemplazo conservador de Andrássy, persiguió un nuevo acercamiento.

###### Economía
La segunda mitad del siglo XIX vio mucha construcción, la expansión de las ciudades y de las líneas ferroviarias y el desarrollo de la industria. Durante la primera parte de este período, conocida como Gründerzeit, Austria se convirtió en un país industrializado, a pesar de que las regiones alpinas se seguían caracterizándose por la agricultura. Austria pudo celebrar su nueva grandeza en la Exposición Mundial de Viena (Weltausstellung) de 1873, a la que asistieron todos los jefes coronados de Europa y de otros lugares. Este período de relativa prosperidad fue seguido por el desplome del mercado de valores de 1873.

#### Políticas y gobernanza

##### Liberalismo en Cisleithania 1867-1879
Los partidos políticos se convirtieron en entidades legítimas en Austria a partir de 1848, aparte de un breve lapso en la década de 1850. Sin embargo, la estructura del cuerpo legislativo creado por la Patente de febrero de 1861 proporcionaba poco margen para la organización de partidos. La organización política inicial se parecía a las divisiones en la cultura austriaca. Desde la época de la Contrarreforma, la Iglesia católica había asumido un papel importante en la vida política del imperio, junto con la aristocracia y los elementos rurales conservadores. Aliados contra estas fuerzas había una clase media urbana más secular, que reflejaba los ideales de la Ilustración y de la Revolución Francesa con su anticlericismo (Kulturkampf). Otros elementos de la izquierda fueron el nacionalismo alemán, que defendía los intereses de los grandes alemanes contra los eslavos, y que encontró apoyo entre los intelectuales urbanos. Sin embargo, la estructura de los partidos estaban lejos de ser cohesivas y ambas agrupaciones contenían facciones que apoyaban o se oponían al gobierno de la época. Esos partidos reflejaron la tradicional división derecha / izquierda de la visión política. Las facciones de izquierdas o liberales (Deutschliberale Partei) eran conocidas como el Partido Constitucional (Verfassungspartei), pero tanto la izquierda como la derecha estaban fragmentadas en facciones (Klubs). Sin elecciones directas no había lugar para la organización constituyente, y las afinidades eran intelectuales y no organizativas. Tampoco, sin responsabilidad ministerial, hubo necesidad de tal organización. Las afinidades fueron impulsadas por visiones respectivas de las instituciones representativas. La izquierda derivó su nombre de su apoyo en principio a la constitución de 1861-1867 y fueron los elementos impulsores de la revolución de 1848; la derecha apoyaba los derechos históricos. La izquierda obtuvo su apoyo de la burguesía propietaria (Besitzbürgertum), los profesionales ricos y el servicio civil. Estas fueron diferencias ideológicas de larga data (Pulzer 1969). Las elecciones de 1867 hicieron que los liberales tomaran el control de la cámara baja bajo Karl Auersperg (1867-1868) y jugaron un papel decisivo en la adopción de la Constitución de 1867 y en la derogación del Concordato de 1855 (1870).
El sufragio mejoró progresivamente durante el período 1860-1882. La selección de diputados al Reichsrat por parte de las legislaturas provinciales probó ser inviable, especialmente una vez que la Dieta de Bohemia boicoteó al Reichsrat en un intento por adquirir el mismo estatus que los húngaros en una monarquía tripartita. Como resultado, el sufragio se cambió a la elección directa al Reichsrat en 1873.
Incluso entonces, hacia 1873, solo el 6% de la población masculina adulta tenía franquicias (Hacohen, 2002). Las divisiones iniciales en partidos católicos, o clásico liberales,  nacionales, radicales y agrarios diferían por motivos étnicos que fragmentaban aún más la cultura política. Sin embargo, en ese momento hacían aparición algunos partidos extraparlamentarios, mientras que anteriormente los partidos eran puramente intraparlamentarios. Esto proporcionó una oportunidad para que los marginados encontraran una voz. Estos cambios se estaban produciendo en un contexto rápidamente cambiante de una economía austriaca que se estaba modernizando e industrializando, y las crisis económicas como la de 1873 y su larga depresión resultante (1873-1879), y los partidos tradicionales respondieron con lentitud a las demandas de la población. En la elección de 1901, la última elección bajo las clases definidas de franquicia (Curia), los partidos extraparlamentarios obtuvieron 76 de los 118 escaños.
Esta era vio sentimientos antiliberales y la decreciente fortuna del Partido Liberal que se había mantenido en el poder desde 1867, aparte de un breve período de gobierno conservador en 1870-1871. En 1870, el apoyo liberal a Prusia en la guerra franco-prusiana de 1870 disgustó al emperador y se dirigió a los conservadores para formar un gobierno bajo el mando del conde Karl Sigmund von Hohenwart (1871). Hohenwart era el líder conservador en el parlamento, y el Emperador creía que sus puntos de vista más comprensivos hacia las aspiraciones eslavas y el federalismo debilitarían a los liberales austro-alemanes. Hohenwart nombró a Albert Schäffle como su ministro de comercio y elaboró una política conocida como los Artículos Fundamentales de 1871 (Fundamentalartikel). La política fracasó, el emperador le retiró su apoyo y los liberales recuperaron el poder.
El Partido Liberal se volvió progresivamente cada vez menos liberal y más nacionalista, y contra cuyo conservadurismo social los intelectuales progresistas se rebelarían (Hacohen, 2002). Durante su oposición de 1870-1871, bloquearon los intentos de extender la monarquía dual a una monarquía tripartita que incluía a los checos, y promovieron el concepto de Deutschtum (la concesión de todos los derechos de ciudadanía a aquellos que mostraban las características del sólido Bürger alemán). También se opusieron a la extensión del sufragio porque el sufragio restringido favorecía su base electoral (Hacohen, 2002). En 1873, el partido se fragmentó, con una facción radical del Partido Constitucional que formó el Club Progresista (Fortschrittsklub), mientras que una facción de derecha formó el conservador Terrementalismo Constitucional (Verfassungstreue Grossgrundbesitz) dejando un grupo de 'Antiguos Liberales' (Altliberale). El resultado fue una proliferación de grupos de liberales alemanes (Deutschfreiheitlichkeit) y de nacionales alemanes (Deutschnationalismus).

##### Realineamiento político 1879
Si bien los logros liberales incluyeron la modernización económica, la expansión de la educación laica y la reconstrucción del tejido y la cultura de Viena, mientras colaboraba con la Administración (Verwaltung), después de 1873, una serie progresiva de cismas y fusiones continuó debilitando al partido que efectivamente desapareció en 1911.
El gabinete liberal de Adolf Auersperg (1871-1879) fue destituido en 1879 por su oposición a la política de los Balcanes del ministro de Relaciones Exteriores Gyula Andrássy (1871-1879) y la ocupación de Bosnia-Herzegovina, que agregó más eslavos y diluyó aún más el nacionalismo y la identidad alemana (Staatsnation). En las elecciones subsiguientes, los liberales perdieron el control del parlamento y entraron en la oposición, el gobierno entrante del conde Eduard Taaffe (1879-1893) consistió básicamente en un grupo de facciones (agricultores, clérigos y checos), el "Anillo de hierro" (Der eiserne Anillo), unidos en la determinación de mantener a los liberales fuera del poder.
Andrássy, que no tenía nada en común con Taaffe, presentó su renuncia por motivos de salud y, para su sorpresa, fue aceptada. Su nombre volvió a aparecer cuando el nuevo ministro de Asuntos Exteriores, Haymerle, murió en el cargo en 1881, pero Taaffe y su coalición no tuvieron tiempo para un ministro de asuntos exteriores liberal (por no hablar de un húngaro y un masón), y fue rechazado a favor del conde Gustav Kálnoky (1881-1895).
Sin embargo, la oposición liberal filibusteó dejando que el gobierno buscara la reforma electoral como una estrategia para debilitar su posición, que se consiguió en 1882. A pesar de esto, la coalición, nominalmente conservadora y comprometida con el antisocialismo, aprobó una serie de reformas sociales durante la década de 1880-1890, siguiendo los ejemplos de Alemania y Suiza. Estas fueron reformas en las que los liberales no habían podido superar a un gobierno fuertemente vinculado al concepto de los derechos de los individuos a la libre determinación sin interferencia del gobierno (Grandner 1997). Tales medidas contaron con el apoyo tanto de los liberales, entonces de la Izquierda Unida (Vereinigte Linke 1881)) como del Partido Nacional Alemán (Deutsche Nationalpartei 1891), una rama del Movimiento Nacional Alemán (Deutschnationale Bewegung). Las reformas electorales de 1882 fueron las más influyentes en cuanto a que emanciparon proporcionalmente más alemanes.
La reforma social se convirtió entonces en una plataforma de católicos conservadores como el príncipe Aloys de Paula Maria de Liechtenstein, el barón Karl von Vogelsang y el conde Egbert Belcredi (Boyer 1995). La era de la reforma electoral vio el surgimiento de la Liga Pan-Alemana de Georg von Schonerer (Alldeutsche Vereinigung) (1882), apelando a una clase media anticlerical, y reformadores sociales católicos como L. Psenner y A. Latschka crearon la Asociación Social Cristiana. Asociación (Christlich-Sozialer Verein) (1887). Casi al mismo tiempo F. Piffl, F. Stauracz, Ae. Schoepfer, A. Opitz, Karl Lueger y el príncipe Aloys Liechtenstein formaron los Cristianos Unidos (Vereinigten Christen)para defender la reforma social cristiana. Estas dos organizaciones se fusionaron en 1891 con Karl Lueger para formar el Partido Socialcristiano (Christlichsoziale Partei, CS).
Sin embargo, la política de inclusión étnica del gobierno de Taaffe impulsó el nacionalismo entre la población de habla alemana. Los liberales habían mantenido el fuerte centralismo de la era absolutista (con la excepción de Galitzia en 1867), mientras que los conservadores intentaron un estado más federalista que finalmente condujo a la caída del gobierno de Taaffe en 1893, incluido un segundo intento de Bohemian Ausgleich bohemio (monarquía tripartita) en 1890 (Grandner 1997).
En la izquierda, la propagación de las ideas anárquicas y un gobierno opresivo vieron la aparición de un Partido Socialdemócrata Marxista de Austria (Sozialdemokratische Arbeiterpartei Österreichs, SDAPÖ) en 1889, que logró ganar escaños en las elecciones de 1897 que siguieron a una mayor extensión del sufragio en 1896 para incluir a campesinos y a las clases trabajadoras, estableciendo el sufragio universal masculino, aunque no igualitario.

##### Sufragio directo e igualitario al Reichsrat (1907)

Grupos étnicos de Austria-Hungría en 1910

Moneda austriaca de 2007 que representa 100 años de sufragio universal masculino, mostrando al Parlamento en 1907

El sufragio masculino universal introducido en 1907 por el ministro-presidente Freiherr von Beck cambió el equilibrio de poder, inclinado formalmente hacia los austriacos alemanes, y reveló que entonces eran una minoría en un imperio predominantemente eslavo. En el censo de 1900, los alemanes eran el 36% de la población de la población de Cisleithania, aún el grupo más numeroso, pero nunca actuaron como un grupo cohesonado (ni ningún otro grupo nacional), aunque fueron el grupo dominante en la vida política de la monarquía. A los alemanes les seguían checos y eslovacos (23%), polacos (17%), rutenos (13%), eslovenos (5%), serbocroatas (3%), italianos (3%) y rumanos (1%). Sin embargo, estos grupos nacionales, especialmente los alemanes, estaban a menudo dispersos geográficamente. Los alemanes también dominaban económicamente, y en el nivel de educación.
El parlamento posterior a la reforma de 1907 (Reichsrat) fue elegido de acuerdo con líneas nacionales, con solo los partidos social-cristiano y socialdemócrata predominantemente alemanes. Sin embargo, Austria era gobernada por el emperador que nombraba al Consejo Imperial de Ministros (Ministerrat), que a su vez le respondía, dejando al parlamento libre para criticar la política del gobierno. Técnicamente, tenía el poder de legislar desde 1907, pero en la práctica el gobierno imperial generaba su propia legislación, y el Emperador podía vetar los proyectos de ley de su propio ministro. Los principales partidos estaban divididos geográfica y socialmente; los socialdemócratas se basaban en las ciudades, predominantemente en Viena, y tenían una perspectiva muy diferente al campesino devoto pero analfabeto en el campo. A estos últimos se unieron la aristocracia y la burguesía para apoyar el statu quo de la monarquía.
Las elecciones de 1911 eligieron un parlamento que llevaría a Austria a través de la guerra y al fin del imperio en 1918. Sin embargo, la efectividad del parlamentarismo se vio obstaculizada por los conflictos entre los partidos que representaban a diferentes grupos étnicos, y las reuniones del parlamento cesaron durante la I Guerra Mundial

#### Las artes

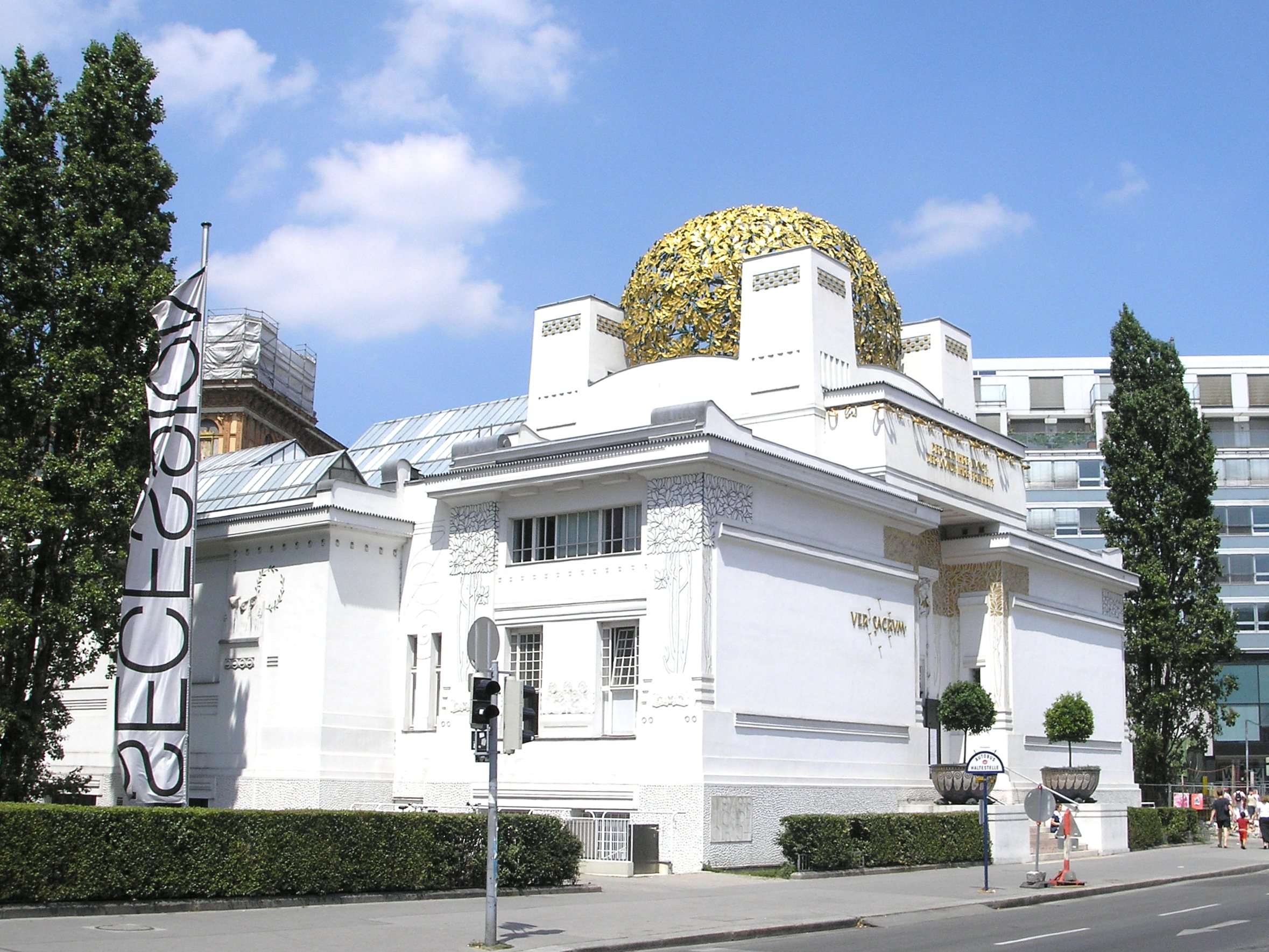
El Pabellón de la Secesión, Viena, construido en 1897 por Joseph Maria Olbrich para exposiciones del grupo de la Secession

Los primeros años del siglo XIX después del Congreso de Viena, hasta la revolución de 1848, se caracterizaron por el período Biedermeier del diseño y la arquitectura, en parte alimentados por la represiva escena doméstica que desvió la atención a la domesticidad y las artes.
Con el reinado de Francisco José (1848-1916) llegó una nueva era de grandeza, caracterizada por el estilo Belle Époque, con un extenso edificio y la construcción de la Ringstrasse en Viena con sus edificios monumentales (inaugurada oficialmente el 1 de mayo de 1865, después de siete años). Fueron destacados arquitectos del período Heinrich Ferstel (Votivkirche, Museum für angewandte Kunst Wien), Friedrich von Schmidt (Rathaus), Theophil Hansen (Parlamento), Gottfried Semper (Kunsthistorisches Museum, Kunsthistorisches Museum, Burgtheater), Eduard van der Nüll (Ópera) y August Sicardsburg (Ópera).
1897 vio la renuncia de un grupo de artistas de la Asociación de Artistas Austriacos (Gesellschaft bildender Künstler Österreichs), encabezado por Gustav Klimt, quien se convirtió en el primer presidente de este grupo que se conoció como la Secesión de Viena o Wiener Secession (Vereinigung Bildender Künstler Österreichs).
El movimiento fue una protesta contra el historicismo y el conservadurismo de la organización anterior, siguiendo a movimientos similares en Berlín y Múnich. En parte, esto fue una revuelta contra los excesos percibidos de la era anterior de la Ringstrasse, y de un anhelo por volver a la relativa simplicidad del Biedermaier. De este grupo, Josef Hoffman y Koloman Moser formaron el Taller de Arte y Artesanía de Viena (Wiener Werkstätte) en 1903 para promover el desarrollo de las artes aplicadas. La Secesión se asoció con un edificio específico, el Pabellón de la Secesión (Wiener Secessionsgebäude), construido en 1897 y que albergaba sus exposiciones, a partir de 1898. La Secesión se concibió originalmente en 1905, cuando Klimt y otros dejaron diferencias irreconciliables. Sin embargo, el grupo duró hasta 1939 y el estallido de la Segunda Guerra Mundial.
Arquitectónicamente, esta era la época del Jugendstil (Art Nouveau) y el trabajo contrastante de hombres como Otto Wagner (Kirche am Steinhof) conocido por el adorno y Adolf Loos, quien representaba la moderación. El art nouveau y el estilo moderno llegaron relativamente tarde a Austria, alrededor de 1900, y se distinguieron del movimiento anterior en otras capitales europeas.
Una de las figuras literarias prominentes fue Karl Kraus, ensayista y satírico, conocido por su periódico "La Antorcha" (Die Fackel), fundado en 1899.
En la escena musical, Johan Strauss y su familia dominaron la escena vienesa durante todo el período, que también alumbró a Franz Schubert, Ludwig van Beethoven, Anton Bruckner, Johannes Brahms, Arnold Schoenberg, Franz Lehár y Gustav Mahler entre otros.
En los primeros años del siglo XX (Fin de siècle), la vanguardia comenzaba a desafiar los valores tradicionales, a menudo impactantes de la sociedad vienesa, como la obra Reigen, de Arthur Schnitzler, las pinturas de Klimt y la música de Schoenberg, Anton Webern y Alban Berg y la segunda escuela vienesa (Zweite Wiener Schule).

## Austria en la Primera Guerra Mundial 1914-1918

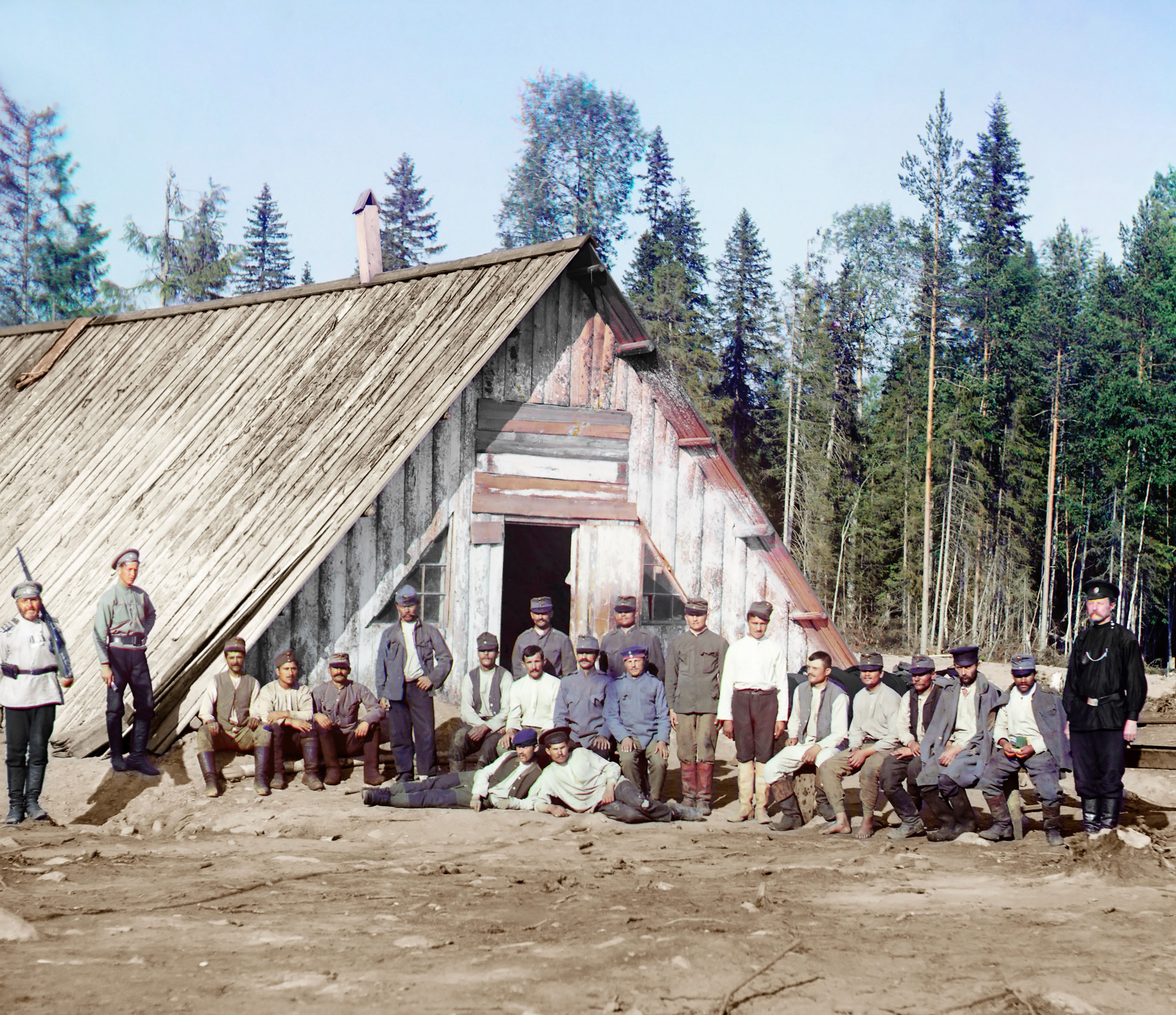
Prisioneros de guerra austrohúngaros en Rusia, 1915.

Las luchas nacionalistas aumentaron durante décadas hasta 1914. El asesinato en Sarajevo por un grupo nacionalista serbio del archiduque Francisco Fernando de Austria, el heredero de Francisco José como emperador, ayudó a desencadenar la Primera Guerra Mundial. En noviembre de 1916 murió el emperador, dejando al relativamente inexperto Carlos (Karl) al mando. La derrota de los Potencias Centrales en 1918 resultó en la disolución de Austria-Hungría, y el Emperador se exilió.

## Austria Alemana y la Primera República (1918-1933)

### República de Alemana-Austria (1918-1919)
La mayoría de los austríacos se consideraban a sí mismos alemanes hasta después de la Segunda Guerra Mundial. La razón es que el Estado austríaco no nació como nación, sino que se creó por orden de terceros países, siendo sólo una parte desmembrada de un imperio multiétnico, el austrohúngaro, el cual tenía una extensa población de alemanes étnicos.
Durante la monarquía de los Habsburgo, el término Austria Alemana se utilizaba para designar a las regiones pobladas por los alemanes étnicos del imperio. Asimismo, los habitantes de habla alemana del imperio eran identificados por otros y se reconocían a sí mismos como alemanes. Después de la Primera Guerra Mundial, cuando la monarquía se derrumbó, rápidamente la recién formada República de Austria Alemana (una república democrática) pidió su anexión al Imperio alemán, con el fin de crear un solo Estado-nación. Sin embargo, el Tratado de Versalles (28 de junio de 1919) y el Tratado de Saint-Germain (10 de septiembre de 1919) se lo prohibieron, forzando a toda la población alemana a quedar separada: los alemanes de los Sudetes a convertirse en ciudadanos de Checoslovaquia (formada el 28 de octubre de 1918), los del lado austríaco a formar un país aparte, y a su vez Austria fue despojada del Tirol del Sur, obligando a esos otros alemanes étnicos a ser parte de Italia. Los países vencedores de la Primera Guerra Mundial incluso prohibieron el nombre oficial de país (Deutschösterreich) con que denominaron a su tierra en un principio, como así también "Bohemia alemana", "Moravia alemana" y "Silesia alemana", ya que esas tierras, aunque habitadas desde hacía siglos por alemanes, les fueron adjudicadas a Checoslovaquia con toda su población alemana. Así, de 1918 a 1938, más de 9 millones de germanos étnicos quedaron forzosamente viviendo fuera, como en el lado checo (3 millones), y otros tantos del lado austríaco, además de los que quedaron del lado italiano. 
La República de Austria Alemana reclamó primero los territorios poblados por alemanes del recientemente desmembrado Imperio austrohúngaro, ya que incluso la población alemana del ex-imperio había quedado desperdigada. Todas estas regiones reclamadas estaban habitadas por una importante población alemana. Después de realizar plebiscitos en sus distintas regiones, obteniendo resultados abrumadores a favor de la unificación con Alemania, la República de Austria Alemana procedió a realizar el reclamo oficial de las regiones mencionadas, así como declarar sus intenciones de unificarse con Alemania.
Si bien todos los países han aspirado a lograr su estado nación, el caso de los alemanes es muy particular, ya que nunca les fue permitido concretarlo. Es decir que, a raíz de estas oposiciones, la única opción que quedaba para hacer valor su derecho de autodeterminación era ir a la guerra.[cita requerida] Los intereses contrarios a la unión de los alemanes son diversos y de más larga data. Por ejemplo, en 1870 Francia le declaró la guerra a Prusia (guerra franco-prusiana) porque estaba en contra de que los alemanes pudieran consolidarse como estado. Con todo, Alemania ganó aquella guerra, y por tanto pudo darse la unificación alemana; sin embargo, varios millones de alemanes étnicos habían quedado bajo la órbita de los Habsburgo, por lo que la unión seguía sin ser completa. Y en esta otra ocasión, cuando al fin los alemanes del lado austríaco pudieron independizarse y manifestaron sus intenciones de unirse a Alemania, no solo no contaron con el apoyo de ninguna potencia europea, a excepción de Alemania, sino que además se los prohibieron. Para empeorar la situación, en aquel momento Alemania se encontraba luchando contra una grave crisis económica y una revolución socialista. Por tanto, independientemente de la justicia del reclamo, Alemania no estaba en condiciones de enfrentarse al Reino de Italia, Checoslovaquia y al naciente Reino de Yugoslavia. Así, Austria tuvo que depender de la decisión de los Aliados victoriosos: Francia y Gran Bretaña. Y estos se negaron a aceptar el derecho de autodeterminación de Viena. Los grandes sufrimientos infligidos por estas políticas que desmembraron por la fuerza a una nación que deseaba permanecer unida inducirían el clima propicio para los emergentes políticos.

### Primera República de Austria
La Primera República de Austria es el nombre histórico de la República de Austria creada después del desmembramiento del Imperio austrohúngaro al finalizar la Primera Guerra Mundial. Esta república inicialmente intentó sin éxito unirse a Alemania (véase Austria Alemana), pero las potencias occidentales de la época, Francia y Reino Unido, se opusieron. No fue hasta 1938 cuando finalmente la Alemania nazi anexó Austria y la Primera República dejó de existir.
Los socialistas dominaron el Gobierno hasta octubre de 1920, en que lo cedieron a los socialcristianos. Durante los dos años de dominio político socialista, se promulgó una nueva Constitución democrática y se aprobaron diversas medidas sociales. A continuación, los socialcristianos forjaron una alianza de partidos burgueses para controlar el Gobierno y limitar la influencia de los socialistas; gracias a esta alianza, presidieron el Consejo de Ministros durante casi toda la década de 1920. La fuerza parlamentaria de los socialistas y la necesidad de contar con una amplia mayoría para cambiar la Constitución y otras leyes principales a menudo frustró, empero, los intentos legislativos de los socialcristianos y sus aliados. En 1922, se estabilizó la moneda y mejoró parcialmente la situación económica.
Las potencias vencedoras de la guerra mundial impusieron la independencia austriaca, pues la mayoría del país pretendía unirse a la nueva república de Weimar. El deseo de unión, sin embargo, no desapareció y resurgió periódicamente; en 1931, ante la grave crisis económica, se planteó en vano —de nuevo por la oposición de las potencias— la unión aduanera austro-germana. El advenimiento del Gobierno nacionalsocialista en Alemania en enero de 1933 redujo el entusiasmo austriaco por la unión, especialmente entre los socialistas; el asesinato del canciller austriaco por nazis austriacos con apoyo alemán durante el fallido golpe de Estado de julio de 1934, suscitó el rechazo socialcristiano y favoreció el mantenimiento de la independencia. Tras dos años de hostilidad, los dos Gobiernos alcanzaron un acuerdo, que permitió el ingreso de nacionalsocialistas en el Ejecutivo austriaco, pero no acabó con los desacuerdos.
La Constitución de Austria entró en vigor en 1920 y fue enmendada en 1929. Con la llegada del austrofascismo al poder, se proclamó una nueva Constitución en 1934 por la que Austria ya no era una república, sino una federación. Por esta razón algunos historiadores aseguran que la I República en realidad dejó de existir en 1934.
A partir de 1920, el Gobierno de Austria quedó dominado por el Partido Social Cristiano, que mantenía estrechos vínculos con la Iglesia católica. El primer canciller del partido, monseñor Ignaz Seipel, trató de forjar una alianza política entre los ricos industriales y la Iglesia católica. A pesar de contar con un sólido partido en el gobierno, la nación, la política del país fue convulsa y violenta, con fuerzas paramilitares de  izquierda (en alemán: Republikanischer Schutzbund) y derecha (en alemán: Heimwehr) enfrentadas constantemente. Los partidos conservadores realizaron diversas coaliciones que dejaron fuera del Gobierno federal a los socialdemócratas durante toda la década, a pesar del aumento de votos de estos en las sucesivas elecciones. Las medidas para separar a las provincias de Viena y para reforzar el poder de la minoría parlamentaria se volvieron contra los conservadores que las habían defendido, permitiendo a los socialdemócratas controlar la capital, donde desarrollaron una gran política social con elevados impuestos que los conservadores criticaron.

## Dictadura: Estado Federal de Austria (1933-1938)
El Estado Federal de Austria (en austrogermano: Bundesstaat Österreich; coloquialmente conocido como el Ständestaat, "Estado corporativo") fue una continuación de la Primera República de Austria entre 1934 y 1938 cuando era un Estado de un solo partido liderado por el clerofascista Frente Patriótico. El concepto de Standestaat, derivado de la noción de Stände ("propiedades" o "corporaciones"), fue propaganda defendida por los principales políticos del régimen como Engelbert Dollfuss y Kurt Schuschnigg. El resultado fue un gobierno autoritario basado en una mezcla de influencias fascistas italianas y católicas conservadoras. 

### Anschluss y unificación con Alemania (1938-1945)
Por Anschluss (palabra alemana para ‘anexión’ en su acepción geopolítica) se conoce en la historiografía moderna a la anexión de Austria por parte de la Alemania nazi en marzo de 1938. El día 12 de ese mes, tropas de la Wehrmacht invadieron el Estado Federal de Austria (conocido como Ständestaat) sin encontrar resistencia, y este se convirtió en una provincia del Reich alemán, llamada Ostmark (antes de convertirse en un gau).
Los sucesos del 12 de marzo de 1938 se enmarcan en los anhelos expansionistas de Adolf Hitler para Alemania. Fueron precedidos por la devolución del Sarre en 1935, tras el plebiscito que puso fin al control de la Sociedad de las Naciones que el Tratado de Versalles le había encomendado por un periodo de quince años a Francia; y seguidos por la crisis de los Sudetes, la ocupación del resto de Checoslovaquia, la creación del Protectorado de Bohemia y Moravia y la invasión de Polonia detonando la Segunda Guerra Mundial.
Por Anschluss (palabra alemana para ‘anexión’ en su acepción geopolítica) se conoce en la historiografía moderna a la anexión de Austria por parte de la Alemania nazi en marzo de 1938. El día 12 de ese mes, tropas de la Wehrmacht invadieron el Estado Federal de Austria (conocido como Ständestaat) sin encontrar resistencia, y este se convirtió en una provincia del Reich alemán, llamada Ostmark (antes de convertirse en un gau).
Los sucesos del 12 de marzo de 1938 se enmarcan en los anhelos expansionistas de Adolf Hitler para Alemania. Fueron precedidos por la devolución del Sarre en 1935, tras el plebiscito que puso fin al control de la Sociedad de las Naciones que el Tratado de Versalles le había encomendado por un periodo de quince años a Francia; y seguidos por la crisis de los Sudetes, la ocupación del resto de Checoslovaquia, la creación del Protectorado de Bohemia y Moravia y la invasión de Polonia detonando la Segunda Guerra Mundial.

### Segunda República de Austria (desde 1945)
El 13 de abril de 1945 las tropas soviéticas ocuparon Viena. El socialista Karl Renner, con el apoyo de la URSS formó un gobierno de coalición (socialistas, socialcristianos y comunistas), y de acuerdo con la Declaración Tripartita de Moscú (1943) proclamó la independencia (27 de abril de 1945) y declaró nulas todas las medidas de la administración nacionalsocialista desde marzo de 1938.
Los aliados occidentales reconocieron este gobierno con ciertas reticencias, aunque el país quedó sometido a la administración de las potencias vencedoras, URSS, EE. UU., Reino Unido y Francia. Viena fue dividida como Berlín en cuatro zonas de ocupación, una partición que se extendió al resto del país, siendo el comandante militar de cada zona la máxima autoridad política de la misma. El nuevo gobierno convocó elecciones generales en noviembre de 1945. Karl Renner fue elegido Presidente de la República y Leopold Figl líder del Partido Popular fue nombrado Canciller y formó coalición con los socialistas, socialcristianos y comunistas, por el sistema de proporcionalidad (Proporz) establecieron un acuerdo por el que compartirían el poder siendo socialista el presidente de la República y popular el canciller. El 13 de abril de 1946 el Parlamento restableció la Constitución de 1929. De 1945 a 1952 se procedió a desnazificar el país y se restableció la economía. Austria recibió ayuda del Plan Marshall desde 1948, recibiendo durante los siguientes años unos 488 millones de dólares. 

### Artículos

#### Austria
- Archiducado de Austria
- Austria-Hungría
- Austria en la época del nacionalsocialismo
- Imperio Austriaco
- Ducado de Austria
- Monarquía de los Habsburgo

#### Otros
- Historia de Baviera
- Historia de Croacia
- Historia de la República Checa
- Historia de Europa
- Historia de Alemania
- Historia de Hungría
- Historia de Italia
- Historia de Serbia
- Historia de Eslovenia
- Historia de Eslovaquia
- Historia de Suiza
- Sacro Imperio Germánico
- Reino de Germania
- Rey de Romanos

### Anexos
- Anexo:Reyes y emperadores de Alemania
- Anexo:Soberanos de Austria
- Anexo:Consortes de los soberanos de Austria
- Anexo:Emperatrices del Sacro Imperio Romano Germánico
- Anexo:Canciller de Austria
- Anexo:Presidentes de Austria
- Anexo:Ministros-presidentes de Austria
- Anexo:Ministros de Asuntos Exteriores de Austria-Hungría

### General
- Beller, Steven. A Concise History of Austria. Cambridge University Press 2007 ISBN 978-0-521-47305-7

- Brook-Shepherd, Gordon (1998). The Austrians: a thousand-year odyssey. New York: Carroll & Graf Publishers, Inc. ISBN 978-0-7867-0520-7.

- Johnson, Lonnie (1989). Introducing Austria: a short history. Riverside, Calif.: Ariadne Press. ISBN 978-0-929497-03-7.
- Judson, Pieter M. The Habsburg Empire: A New History (2016). Downplays the disruptive impact of ethnic nationalism.
- Kann, Robert A. A History of the Habsburg Empire: 1526–1918 (U of California Press, 1974)
- Macartney, Carlile Aylmer The Habsburg Empire, 1790–1918, New York, Macmillan 1969.
- Ricket, Richard. A Brief Survey of Austrian History. Prachner (12th edition), 1998

### Temprana
- Géza Alföldy. Noricum. Routledge & K. Paul, 1974
- Ingrao, Charles. The Habsburg Monarchy, 1618-1815 (2000)
- Kann, Robert A. A History of the Habsburg Empire: 1526-1918 (U of California Press, 1974)
- Oakes, Elizabeth and Eric Roman. Austria-Hungary and the Successor States: A Reference Guide from the Renaissance to the Present (2003)
- Evans, Robert John Weston, The Making of the Habsburg Monarchy, 1550-1700: An Interpretation, Oxford University Press, 1979. ISBN 0-19-873085-3.

#### Siglo de la Ilustración
- Bassett, Richard, For God and Kaiser: The Imperial Austrian Army, 1619–1918 (2015)
- Beales, Derek. Joseph II vol 1: In the shadow of Maria Theresa, 1741–1780 (1987); Joseph II: Volume 2, Against the World, 1780–1790 (2009)
- Beales, Derek. The false Joseph II, Historical Journal, 18 (1975), 467–95. in JSTOR
- Dickson, P. G. M. Monarchy and Bureaucracy in Late Eighteenth-century Austria. English Historical Review 1995 110(436): 323–367. in JSTOR
- Henderson, Nicholas. Joseph II, History Today 1991 41 (March): 21–27.
- Ingrao, Charles W. In Quest and Crisis: Emperor Joseph I and the Habsburg Monarchy (1979)

#### SigloXIX
- Boyer, John W. Political Radicalism in Late Imperial Vienna: Origins of the Christian Social Movement, 1848–1897. University of Chicago Press, 1995. ISBN 0-226-06956-7, 9780226069562
- Grandner, Margarete. "Conservative Social Politics in Austria, 1880–1890". University of Minnesota Center for Austrian Studies Working Paper 94-2 1994
- Hamann, Brigitte: The Reluctant Empress: A Biography of Empress Elisabeth of Austria (Knopf: 1986) (ISBN 0-394-53717-3) (410pp.). (trans. by Ruth Hein, from Elizabeth: Kaiserin wider Willen, Amalthea Verlag 1982)
- Jenks, William Alexander. Austria under the Iron Ring, 1879–1893. University Press of Virginia, 1965
- Kissinger, Henry. A World Restored: Metternich, Castlereagh and the Problems of Peace, 1812–22 (1957)
- Macartney, Carlile Aylmer The Habsburg Empire, 1790–1918, New York, Macmillan 1969.
- Taylor, A. J. P. The Habsburg Monarchy, 1809–1918: A History of the Austrian Empire and Austria-Hungary (1941) excerpt and text search

#### Edad Moderna
- Bischof, Günter, and Anton Pelinka, eds. The Kreisky Era in Austria (Transaction publishers, 1994).
- Bischof, Günter, and Hans Petschar. The Marshall Plan: Saving Europe, Rebuilding Austria (U of New Orleans Publishing, 2017) 336 pp. Online review
- Bukey, Evan. Hitler's Austria: Popular Sentiment in the Nazi Era, 1938–1945 (2002)
- Kann, Robert A. et al., eds. The Habsburg Empire in World War I: Essays on the Intellectual, Military, Political, and Economic Aspects of the Habsburg War Effort (1979); 12 essays by experts
- Pulzer, Peter. "The Legitimizing Role of Political Parties: the Second Austrian Republic", Government and Opposition (1969) Volume 4, Issue 3 July, pp. 324–344, doi 10.1111/j.1477-7053.1969.tb00804.x
- Rathkolb, Oliver. The Paradoxical Republic: Austria, 1945–2005 (Berghahn Books; 2010) 301 pages). Translation of 2005 study of paradoxical aspects of Austria's political culture and society.
- Secher, H. Pierre. Bruno Kreisky, chancellor of Austria: a political biography (Dorrance Publ., 1993).
- Steininger, Rolf, Günter Bischof, Michael Gehler (eds.) Austria In the Twentieth Century Transaction Publishers, 2008 excerpt and text search
- University of Minnesota Center for Austrian Studies Working Papers

##### Políticas
- Malachi Haim Hacohen. Karl Popper – The Formative Years, 1902–1945: Politics and Philosophy in Interwar Vienna. Cambridge University Press, 2002. ISBN 0-521-89055-1, 9780521890557
- Kirk, Timothy. Nazism and the Working Class in Austria: Industrial Unrest and Political Dissent in the 'National Community'. Cambridge University Press, 2002. ISBN 0-521-52269-2, 9780521522694
- Mangham, Arthur Neal. The Social Bases of Austrian Politics: the German Electoral Districts of Cisleithania, 1900–1914. Ph.D. thesis 1974
- Stanley Z. Pech. "Political Parties among Austrian Slavs: A Comparative Analysis of the 1911 Reichsrat Election Results". Canadian Slavonic Papers, Vol. 31, n.º 2, Essays in Honour of Peter Brock (June, 1989), pp. 170–193
- "Demokratiezentrum Wien: Politische Entwicklung in Österreich 1918–1938" Archivado el 4 de marzo de 2016 en Wayback Machine. ("Political development in Austria 1918–1938")
- Austria's political parties and their history. City of Vienna.

#### Historia europea
- The Cambridge Modern History Cambridge Histories Online
  - XII: The Shifting Balance of World Forces 1898–1945
- Bascom Barry Hayes. Bismarck and Mitteleuropa. Fairleigh Dickinson Univ Press, 1994. ISBN 0-8386-3512-1, 9780838635124
- L. Prakke, C. A. J. M. Kortmann (eds.) Constitutional Law of 15 EU Member States. Kluwer 2004. ISBN 90-13-01255-8, 9789013012552
- Norman Stone. Europe transformed 1878–1919. Fontana, 1983 ISBN 0-00-634262-0, 9780006342625

#### Otros (Imperio de los Habsburgo)
- Evans, R. J. W. Austria, Hungary, and the Habsburgs: Essays on Central Europe, c. 1683–1867 (2006) en línea (enlace roto disponible en Internet Archive; véase el historial, la primera versión y la última).
- Ingrao, Charles W. The Habsburg Monarchy, 1618–1815 (2nd ed. 2000)
- Ingrao, Charles W., ed. State and Society in Early Modern Austria (1994) (Sixteenth-Eighteenth Century)
- Jelavich, Barbara (1987). Modern Austria: empire and republic, 1815–1986. Cambridge: Cambridge University Press. ISBN 978-0-521-31625-5.
- Kann, Robert A. A History of the Habsburg Empire, 1526–1918 (2nd ed. 1980)
- Mamatey Victor S. Rise of the Habsburg Empire: 1526–1815 (1994)

- Datos: Q187830
- Multimedia: History of Austria / Q187830